# Sauerlach
Sauerlach ist die flächenmäßig größte Gemeinde im oberbayerischen Landkreis München. Die Gemeinde wird auch „das Tor zum Bayerischen Oberland“ genannt.

## Geografie

### Lage

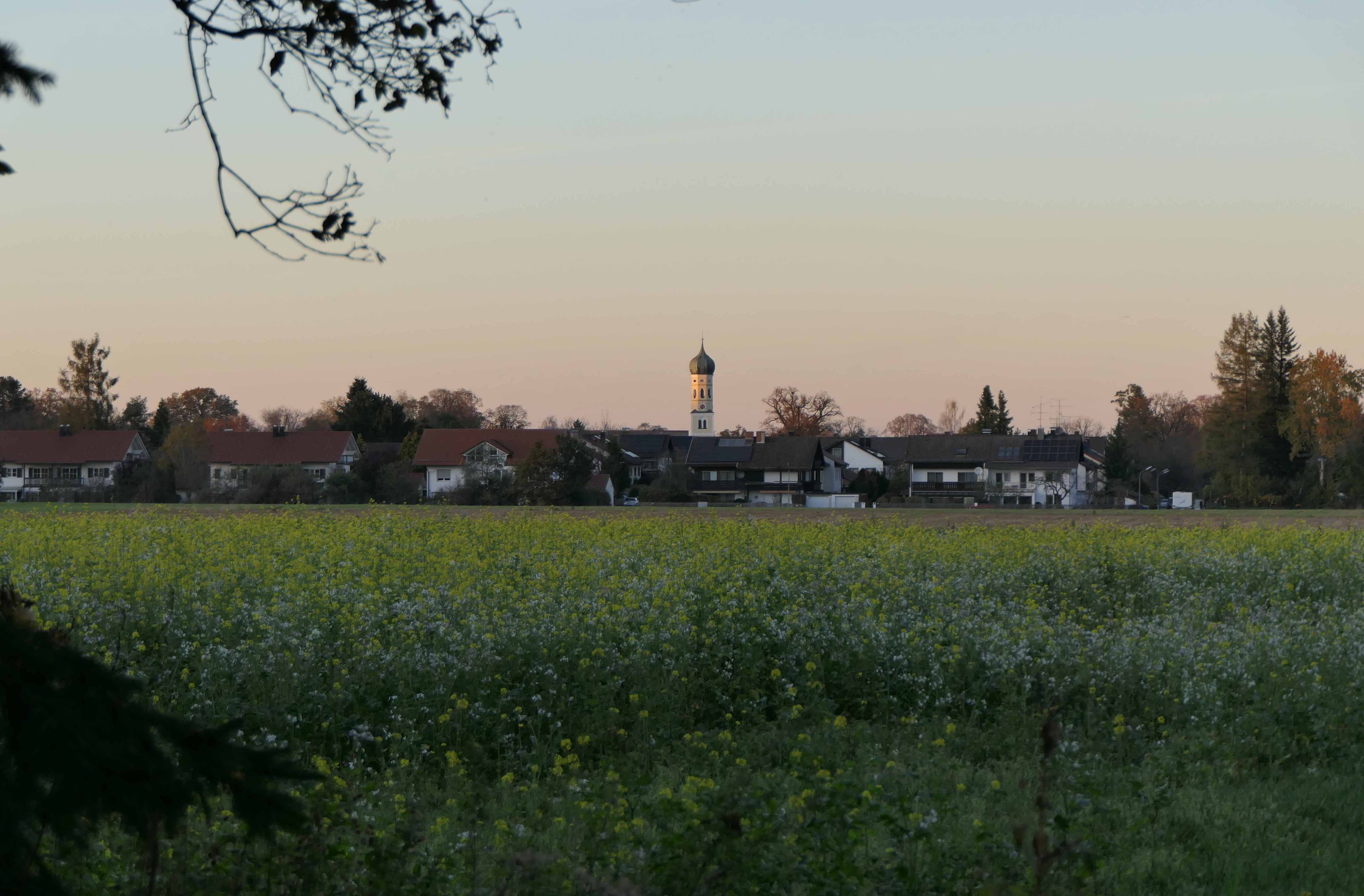
Sauerlach von Süden

Die Gemeinde liegt auf der Münchner Schotterebene an der südlichen Grenze des Landkreises München in einer Rodungsinsel im Deisenhofener und Hofoldinger Forst, gut 20 Kilometer südlich von München. Nach Wolfratshausen sind es 21 Kilometer, nach Miesbach 29 Kilometer und nach Bad Tölz 32 Kilometer.

### Naturräumliche Gliederung
Im Bereich der Gemeinde wird der südliche Ausläufer der Münchner Ebene vom Ammer-Loisach- und Inn-Chiemsee-Hügelland eingerahmt. Große Teile des Gemeindegebietes – einschließlich des Ortes Sauerlach – liegen im Bereich der Münchner Ebene; der Westen und Südwesten des Gemeindegebiets gehören zum Naturraum Ammer-Loisach-Hügelland.

### Relief
Das Gelände der Gemeinde steigt von Nordosten nach Südwesten zunächst gering, dann stärker an. Der Höhenunterschied im Gemeindegebiet beträgt etwa 100 Meter. Im Buchetholz, am südwestlichen Rand der Gemeinde, südlich von Gumpertsham, befindet sich mit knapp 700 Metern die höchste Erhebung. Der tiefste Punkt liegt an der nördlichen Gemeindegrenze bei Otterloh bei rund 600 Metern.

### Gemeindegliederung
Auf dem Gebiet der heutigen Gemeinde lagen bis zur Gebietsreform in Bayern am 1. Mai 1978 neben Sauerlach auch die damaligen Gemeinden Arget und Eichenhausen. Für die heutige Gemeinde Sauerlach sind zwölf Gemeindeteile ausgewiesen (in Klammern ist der Siedlungstyp angegeben):
- Altkirchen (Pfarrdorf)
- Arget (Pfarrdorf)
- Brand (Weiler)
- Grafing (Dorf)
- Großeichenhausen (Dorf)
- Gumpertsham (Einöde)
- Gumpertshausen (Dorf)
- Kleineichenhausen (Weiler)
- Lanzenhaar (Kirchdorf)
- Lochhofen (Dorf)
- Sauerlach (Pfarrdorf)
- Walchstatt (Weiler)

Es gibt die Gemarkungen Arget, Eichenhausen und Sauerlach.
Darüber hinaus gehörte die mittlerweile abgegangene Schwaige Staucharting bis 1818 als Teilort zum Gemeindegebiet. Staucharting oder früher Studaring bestand im Jahre 1513 aus drei Höfen und zwei Huben. In den Jahren 1692/93 erbaute der ehemalige Schwaiger Melchior Seidl neben seinem Hof eine Kapelle aus Stein. Nach seinem Tod vermählte sich die Witwe mit Andreas Humpl aus der Argeter Pfarrei, der die St. Anna-Kapelle im Jahr 1702 erweitern ließ. Heute steht dort nur noch die Wallfahrtskapelle.

### Nachbargemeinden
Im Süden grenzt Sauerlach an Otterfing (Landkreis Miesbach), weitere Nachbargemeinden sind Brunnthal, Oberhaching und Straßlach-Dingharting (alle Landkreis München) sowie Dietramszell und Egling (beide Landkreis Bad Tölz-Wolfratshausen).

### Natur
Folgende Schutzgebiete berühren das Gemeindegebiet:
- Landschaftsschutzgebiet LSG Hofoldinger und Höhenkirchner Forst (LSG-00198.01)
- Landschaftsschutzgebiet LSG Deisenhofener Forst  (LSG-00113.01)

## Klima
Gemäß seiner Lage entspricht das Klima in Sauerlach dem des Landkreises München. Dieses wird im Wesentlichen durch einen maritimen Einfluss bestimmt, was zu einer wechselhaften Witterung mit Niederschlägen führt. Vereinzelt kommt es bei Hochdruckwetterlagen jedoch auch zu kontinentalem Einfluss, der sich im Sommer zumeist durch Wärme, im Winter durch Kälte und allgemein durch Trockenheit bemerkbar macht.
Aufgrund der räumlichen Nähe zu den Alpen, die als Wetterbarriere dienen, ist das Niederschlags-Aufkommen im Bayerischen Alpenvorland für deutsche Verhältnisse relativ hoch. Es wird teils durch den Stau feuchter Luftschichten, teils durch insbesondere im Sommer häufige Gewitter verursacht. Allerdings ist auch die Sonnenscheindauer im Vergleich zu vielen anderen Gebieten Bayerns verhältnismäßig hoch, da sich die Hochnebel- und Nebellagen zumeist auf die Flusstäler und Beckenlagen des nördlichen Oberbayerns und Niederbayerns beschränken. Aufgrund der Höhenlage ist die Temperatur für deutsche Verhältnisse vergleichsweise niedrig.
Der Föhn bringt an der Vorderseite mancher Tiefdruckgebiete schönes Wetter. Damit verbunden ist häufig eine gute Fernsicht, bei der auch von Sauerlach aus die Bayerischen Alpen sehr deutlich zu sehen sind. Selten hingegen wird Sauerlach von der in den Föhntälern wirksamen trockenen und warmen Luft beeinflusst.

## Geschichte
Dieser Abschnitt befasst sich im Wesentlichen mit der Geschichte des Ortes Sauerlach. Die Artikel einiger Sauerlacher Gemeindeteile enthalten eigene Geschichtsabschnitte.

### Frühbesiedelung, Antike und Frühmittelalter sowie Etymologie

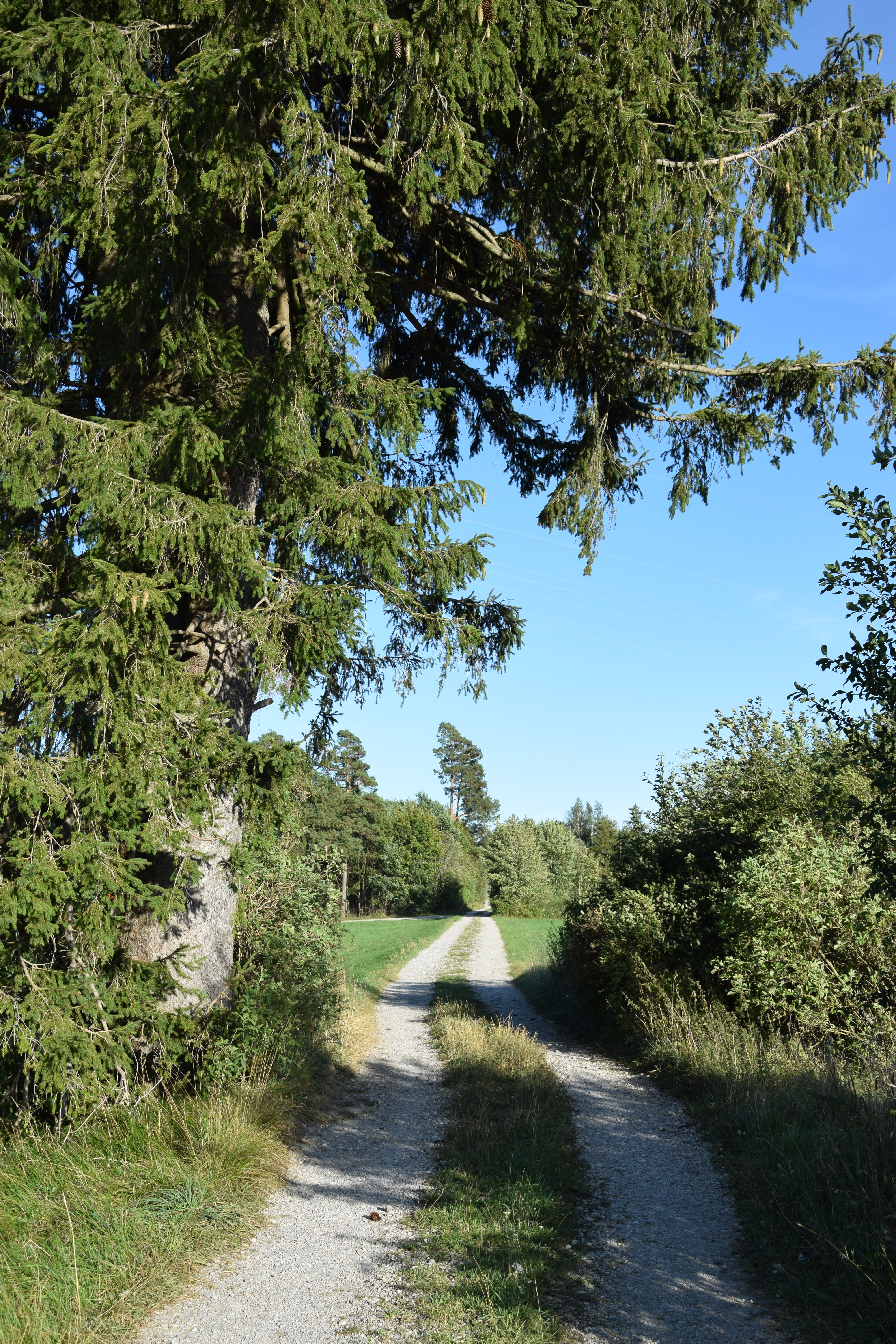
Die Via Julia bei Sauerlach, nach der Querung der Staatsstraße 2573 im Ortsteil Lanzenhaar

Eine keltische Viereckschanze aus der späten Latènezeit in Altkirchen sowie ein Gräberfeld östlich des Neuen Friedhofs am Pechlerweg bezeugen, dass die Gegend um Sauerlach schon früh bewohnt war. In den Jahren 15-13 vor Christus eroberten römische Legionen unter dem späteren Kaiser Tiberius und dessen jüngerem Bruder Drusus das nördliche Alpenvorland bis zur Donau und festigten dort mit der neuen römischen Provinz Raetia, ab 297 nach Christius im Zuge der diokletianischen Reichsreformen Raetia secunda genannt, die Herrschaft des Römischen Reichs.
Durch das Gebiet des heutigen Ortes Sauerlach führte eine römische Heer- und Handelsstraße von Augusta Vindelicorum (Augsburg) über Pons Aeni (Pfaffenhofen am Inn) nach Iuvavum (Salzburg), neuzeitlich Via Julia genannt. Durch das wohl nicht fertiggestellte valentinianische Kastell Aying sollte diese für das Römische Reich sehr bedeutsame Militärstraße gesichert werden. Die Straße hatte einen Kronendurchmesser von 4,8 bis 5,6 Meter und liegt, heute noch teilweise gut erkennbar, 0,8 bis 1,0 Meter über dem Gelände. In der Waldsiedlung im Ortsteil Lanzenhaar an der Staatsstraße 2573 bei der Bushaltestelle steht ein Römerstein, der um 1850 von Maximilian II. errichtet wurde und an die Via Julia erinnert. Auf die Anwesenheit der Römer deutet auch der Ortsteil Walchstatt hin, dessen Name nichts anderes bedeutet als Stätte der Walchen. Die Walchen waren die zurückgebliebenen Romanen – Walchstatt liegt unmittelbar an diesem bedeutenden antiken Verkehrsweg. Eine weitere römische Nebenstraße verlief angeblich über Sauerlach – Grafing – Oberham – Niederham – Bergham – Holzkirchen bis ins Tegernseer Tal.

Ein Großteil der provinzialrömischen Bevölkerung verließ 488 nach Christus auf Befehl des Odoaker die nördlich der Alpen liegenden römischen Provinzen. In Raetia secunda sowie im angrenzenden Noricum kam der Abzug der Romanen einer teilweisen Entvölkerung des Landes gleich, denn mit den originär-römischen Herren zogen auch deren Knechte, Mägde und Sklaven mit in die neue Heimat Italien um. In der folgenden Zeit bildete sich aus Alamannen, anderen germanischen Einwanderern, verbliebenen Vindelikern sowie römischer Zivilbevölkerung der germanische Stamm der Bajuwaren. Möglicherweise wurde diese Ethnogenese von Theoderich dem Großen, der zuvor seinen Kontrahenten Odoaker abgesetzt und ermordet hatte, bewusst zur Festigung der Nordgrenze des Ostgotenreichs gesteuert. Jedenfalls kann spätestens unter der vom fränkischen König Theudebald initiierten und durch die Lex Baiuvariorum abgesicherten Herrschaft der Agilolfinger von einem eigenständigen „Volk der Bajuwaren“ ausgegangen werden.

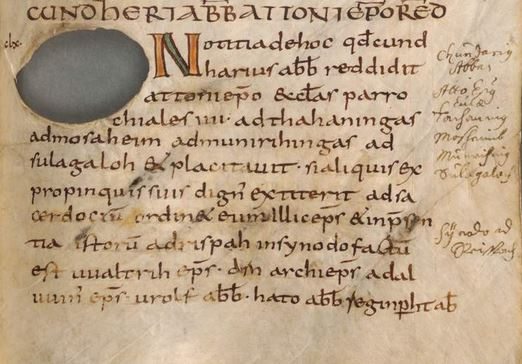
Erste schriftliche Erwähnung Sauerlachs um 800 in einer Traditionsnotiz des Bistums Freising

Sauerlach selbst wurde als Sulagaloh erstmals um 799/800 nach Christus in den Traditionen des Hochstifts Freising urkundlich erwähnt:

„Notitia de hoc, quod Cundharius abbas reddidit Attoni episcopo ecclesias parrochiales IIII [quattuor] ad Thahaninhas, ad Mosaheim, ad Munirihingas, ad Sulagaloh et placitauit, si aliquis ex propinquis suis dignus extiterit ad sacerdocium, ordinet eum illic episcopus. Et in prasentia istorum ad Rispah in synodo factum est: Uualtrih episcopus, Arn archiepiscopus, Adaluuinus episcopus, Urolf abbas, Hato abbas, Reginperht abbas, Amo archipresbiter, Ellannod archipresbiter, Hiltiperht diaconus, Paldrih archipresbiter.“

„Notitia darüber, dass der Abt Cundharius Bischof Atto vier bischöfliche Kirchen zu Thanning, zu Moosham, zu Mintraching, zu Sauerlach zurückgegeben hat und beide Seiten vereinbart haben, dass der Bischof, wenn es einen zum Priestertum Würdigen aus dem Kreis der Seinen gebe, diesen für eine der dortigen Kirchen weihen möge. Geschehen ist dies in der Synode zu Reisbach in Gegenwart folgender: Bischof Uualtrih, Erzbischof Arn, Bischof Adaluuinus, Abt Urolf, Abt Hato, Abt Reginperht, Archipresbyter Amo, Archipresbyter Ellannod, Diakon Hiltiperht, Archipresbyter Paldrih.“

Der Name Sulagaloh wird – ähnlich wie der des Münchner Stadtteils Solln oder der Gemeinde Saulgrub im Landkreis Garmisch-Partenkirchen – auf sūlahha (Schweinesuhle) zurückgeführt und setzt sich aus den folgenden althochdeutschen Substantiva zusammen:
- sū: Sau, Schwein
- lahha: stehendes Gewässer, Lacke
- loh: Busch, Wald

Sulagaloh, kontrahiert zu Saulake, bedeutet demnach: „ein Wald, in dem Schweine(herden) liegen“, oder griffiger: „Wald mit Sausuhlen“, bzw. Trinkstelle für Wildschweine. Der Flurname Sulagaloh wandelte sich im Laufe der Zeit nachgewiesenermaßen in Surgeloch (1034–1041), Suligiloh (1048–1068), Suliloch (1078–1091), Suloch (1091), Sawerloch (1270) bis sich schließlich der heutige Ortsname Sauerlach etablierte.

### Das Spätmittelalter und die Aichstetter
Die älteste Traditionsnotiz, die sich für Sauerlach aus der Zeit nach der Jahrtausendwende (999/1000) erhalten hat, stammt aus Tegernsee und ist auf die Jahre 1034 bis 1041 zu datieren. Sie berichtet, dass ein Meginholm von Sauerlach und seine Gemahlin Kunigpurg zur Sicherheit für die Zinszahlung dreier ihrer Schwestern, welche Leibeigene des Klosters Tegernsee waren, ein Gut an das Kloster übergeben. 1179 schenkt eine Heilika von Sauerlach am Begräbnistag ihres verstorbenen Gatten Leo ein Gut am selben Ort an das Kloster Schäftlarn. Neben diesen ortsansässigen Freien besaßen vor allem die Grafen von Kühbach sowie ihre Vasallen, die Herren von Sachsenkam, den größten Anteil an der Grundherrschaft. Um 1068 gab Graf Udalschalk ein Gut zu Sauerlach an den Tegernseer Abt Siegfried. Zudem besaß das Geschlecht derer von Toerring einigen Grund in Sauerlach.
Im Jahr 1173 nahm Pfalzgraf Friedrich II. von Wittelsbach zusammen mit Herzog Heinrich dem Löwen am Zweiten Kreuzzug ins Heilige Land teil. Vor Antritt seiner Pilgerreise bestimmte er in seinem Testament im Falle, dass er nicht mehr zurückkehren sollte, zugunsten des Klosters Schäftlarn ein Gut in Perlach und Sauerlach. Auch die Grafen von Dießen besaßen Grund in Sauerlach. Otto II., Begründer der Wolfratshausener Linie der Grafen von Dießen, erbaute um 1116 die Burg Wolfratshausen. Mit dem Tod des Grafen Heinrich II. im Jahr 1157 erlosch die Wolfratshausener Linie im Mannesstamme, das Erbe fiel an Berthold III. von Andechs. Dieser widmete 1160 dem Benediktinerstift Admont in der Steiermark Liegenschaften zu Arget, Lochhofen, Wettlkam, Thanning und Moosham. Ebenfalls Grundbesitz in Sauerlach und Arget hatte der Edle Udalrich von Elsendorf. Unter dem Versprechen, demjenigen Kloster, das ihn, seine Gemahlin Chunigunde sowie seine Tochter Richinza aufnehmen würde, seinen Grundbesitz zu übertragen, begaben er sich im Jahr 1116 zunächst in die Abtei Benediktbeuern. Nachdem er um 1125 jedoch in das steirische Benediktinerkloster Admont übertrat, kam es zum Rechtsstreit über die Güter des Ulrich, bei dem 1143 und 1144 sogar die Päpste Innozenz II. und Colestin II. angerufen wurden. Die Spannungen zwischen den Klöstern dauerten noch lange an, denn erst 1161 erklärte das Kloster Benediktbeuern seinen Verzicht auf die Güter. Schließlich stellte Kaiser Friedrich I. dem Stift Admont 1184 einen Schutzbrief für dessen Besitztümer in Sauerlach aus.
Als im 13. Jahrhundert eine gräfliche Familie nach der anderen erlosch, griffen die Wittelsbacher ohne Rücksicht auf etwaige Erben, nach den Eigengütern, Lehen und Klostervogteien der ausgestorbenen Geschlechter. So bemächtigte sich Herzog Otto II. nach dem Tode des letzten Andechsers Otto VIII. im Jahre 1248 des Besitzes dieser Familie. Dadurch wurde die gesamte Grafschaft Wolfratshausen wittelsbachisch, inklusive der verbliebenen Besitzungen in Sauerlach. Nach dieser Inbesitznahme wurden die Besitz- und Herrschaftsrechte nicht mehr als Lehen vergeben, sondern die Grafschaft in ein Amt umgewandelt und mit Hilfe herzoglicher Ministerialen sowie einem neu geschaffenen Verwaltungssystem gesichert. Im April 1386 befreit Herzog Stephan III. die Sauerlacher Güter des Klosters Admont von fremder Gerichtsbarkeit.
Große Bedeutung für die Entwicklung Sauerlachs wird der Adelsfamilie der von Aichstetter zugeschrieben, die auf dem Grund des späteren Alten Sedlmairhofs (abgebrochen bei der Erweiterung des Alten Friedhofs 1922) ihren Edelsitz hatte. Im April 1432 tritt Friedrich Aichstetter erstmals mit Sauerlach in Beziehung, als er – mit Empfehlung des Salzburger Erzbischofs Johann II. von Reisberg – die Besitzungen des Klosters Admont in Sauerlach, Arget, Lochhofen und Wettlkam gegen „eine genügende Summe Geldes“ kaufte. Zuvor hatte er 1430 sich schon vergeblich um die Güter des Klosters in Elsendorf bemüht. Aichstetter, Geheimschreiber Herzog Wilhelms III., erhielt auf dem Konzil zu Basel 1430 vom späteren Kaiser Sigismund von Luxemburg ein Wappen: Zwei Eicheln mit einem Eichenblatt – gelb – in schwarzem Feld auf roten Halbrund stehend. Die Eicheln und das Blatt haben im heutigen Gemeindewappen von Sauerlach ihren Platz gefunden. 1434 wurde er von Herzog Ernst mit dem Tafernrecht in Sauerlach belehnt.
Für seine Besitztümer stellte ihm Kaiser Sigismund 1433 zudem eine kaiserliche Bestätigung aus, die 1446 von Friedrich III. erneuert wurde. In den vollen Besitz der Hofmarksrechte gelangte Aichstetter jedoch nie. Zwar hat ihm Kaiser Sigismund 1434 auch die Hofmark zu Sauerlach verliehen, doch der bayerische Herzog als zuständiger Landesherr bestätigte ihm diese Verleihung nicht. Lediglich das Dorfgericht überträgt ihm Herzog Albrecht III. am 29. April 1452. Nach dem Tod von Hanns Aichstetter dem Jüngeren, dem Urenkel von Friedrich Aichstetter, sah sich seine Gattin Christine von Pienzenau aufgrund hoher Schulden dazu gezwungen, den Besitz am 25. Januar 1534 an Herzog Wilhelm IV. zu verkaufen:

„Ich, Christina geboren von Pienntzenau, weilennd Hannsens Aychsteters von Sauerlach seligen elichen gelassen Witib bekenn für mich und all mein erben hiemit offenlich und thue kundh meniglich, das ich in meiner notturft nach umb meines meren und pressern nutz willen, auch nach Rat des ersamen weisen Mathesen Kirchmaier, des Rats und burgers zu München, alls meines hierinn erpeten Anweisers und beystand, aufrichtiglich alls aines redlichen ewigen und durchgenden Kaufsrechts ist, verkauft hab und hiemit wissentlich wollbedächtlich und in craft dieses briefs zu kauffen gib dem durchleuchtigen hochgebonnen fürsten und Herrn, Herrn Willhelmen, pfallzgraven bey Rhein Hertzogen in Obern- und Nidernbairn etc etc ... nemblich meinen Sitz alls Haus und Stadl zu Saurlach, sambt dem großen Annger (gegenüber) auch ainundzwainzig Joch ackhers in die drei Velder, auch Holzmarch und Voglhert, zum Sitz gehörig. Dartzue die Tafern daselbs sambt dem Garten hinten dran und zwelf Jochart ackhers darein gehörig. Mer zwar tagwerch wesmad am Vorst (gen Puelach) zway tagwerch wismad (in den Willdengassen) und ain tagwerch wismad im Mitterveld. Daneben die Vogtey zu Saurlach bei dem Hannsen Schleher, die Vogtey Finsingen bey dem Fingenauer, die Vogtey zu Harthausen bei dem Zellermair auf dem Obermair daselbs, alles und jedes mit seiner ein- und zugehörung... Dan der Hochgedacht mein gnediger Herr mir darum sibenthalbhundert guldin Reinisch ...und dazue auf mein ains leibs lebtag und nur länger Jerlich zweyunddreißig guldin und 4 schäffel traits leibgeding...“

Das Geschlecht der Aichstetter starb mit dem Tod Hanns Aichstetters 1528 aus. Sauerlach verdankt den Aichstettern u. a. die Ausmauerung eines etwa 40 Meter tiefen Dorfbrunnens, der 1465 vollendet wurde, sowie die Schenkung von Wald- und Ackerflächen.

### Frühe Neuzeit

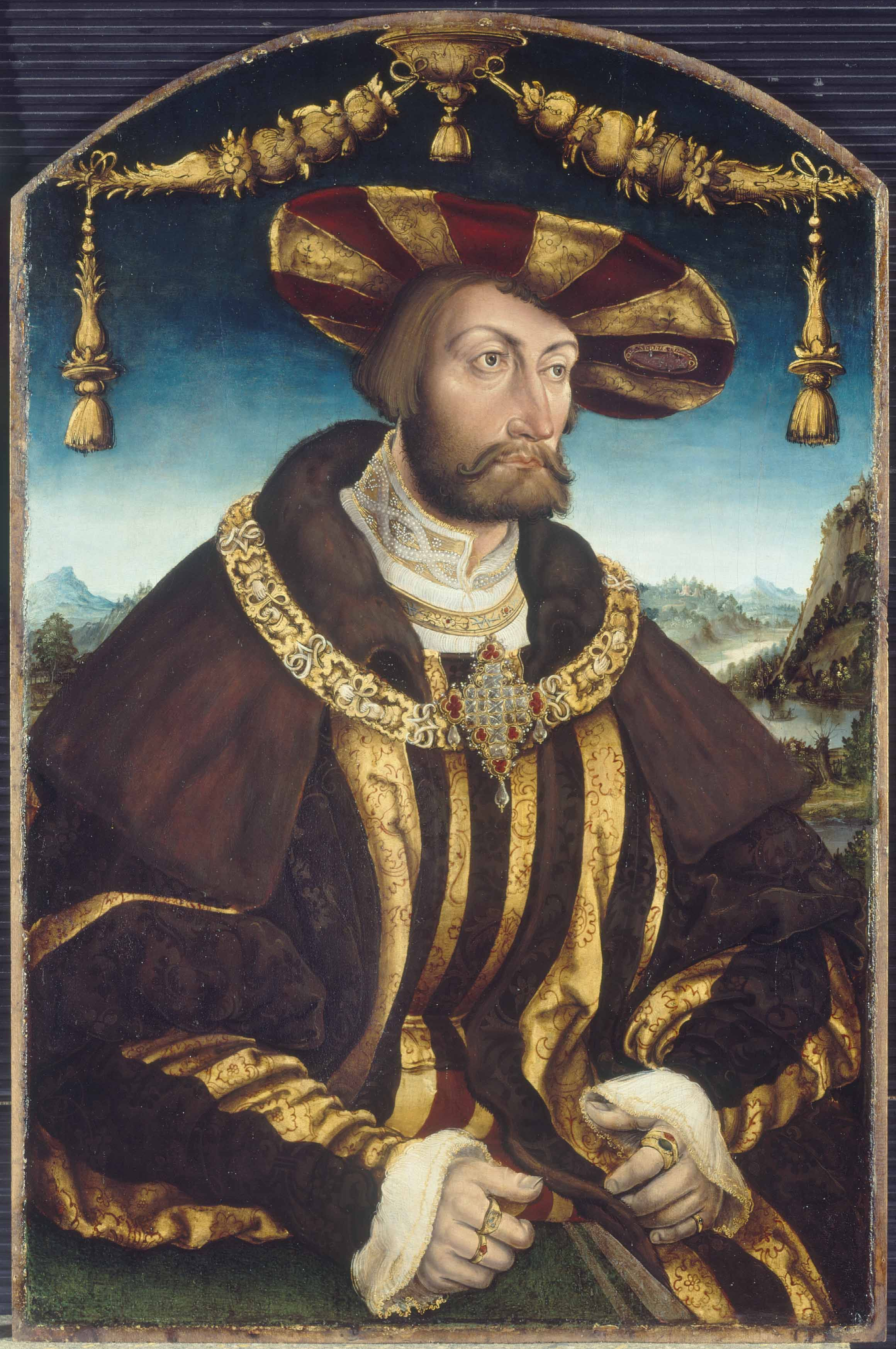
Wilhelm IV. von Bayern

Aufgrund eines einst reichhaltigen Bestands an Schwarzwild wurde die Umgebung von Sauerlach regelmäßig von der herzöglichen Hofgesellschaft für die Jagd genutzt. Davon kündet ein Liebesbrief, den Herzog Wilhelm IV. aus Sauerlach an seine Ehefrau Maria Jakobäa von Baden am 25. November 1523 schrieb:

„Mein hercz aller liebste Jacobe. Ich schick dir hiemit ain groß schwein, das hab ich selb mit meiner handt gefangen. Hat mir vil hündt zuo tod vnd wündt geschlagen bald dafür. Es sol dir wol gefallen, wellest herab in das zergaden gen vnd solche schwein sehen vnd darnach von meinet wegen essen auf morgen pfincztag vnd darpay in guetem gedencken. Ich hab sunst an gestern  erchtag vil gueter saw gefangen vnd mer schwein, aber das ist das gröst, als ich dir geschickt hab. Vnd winsch dir vil dawsent gueter nacht vnd stundt vnd mich in dein hercz“

– Wilhelm an Jakobäa: Or. Sauerlach, 25.11.1523 (an sandt Katharinen tag), GHA München, Korrespondenzakten 584/I, fol. 302.
Das Zehentwesen war in der damaligen Zeit eine grundlegende Abgabe an den Grundherrn. Für Sauerlach ist ein sog. Zehentstadl (auch Zehentmaier genannt), also ein Gebäude, in dem die entsprechenden Erträge gesammelt und zwischengelagert wurden, erstmals im Jahre 1487 nachweisbar. In diesem Jahr kaufte der herzogliche Kastner Jacob Tanner einen Gartenfleck, auf den er bereits einen Stadl gebaut hatte. Drei Jahre zuvor hatte er vom Landesherrn die Zehentrechte im Dorf erworben. Sein Sohn Hans verkaufte 1528 die Zehenteinnahmen mitsamt dem Stadl wieder an Herzog Wilhelm IV. Nach der Mitte des 17. Jahrhunderts gehen Zehentstadl und Zehentrechte des Herzogs in den Besitz der Grafschaft Valley über, wohl als Entschädigung für Güterverlust bei einem Tausch. Im 18. und frühen 19. Jahrhundert waren zwei Drittel der Zehentabgaben von den meisten Anwesen im Dorf an die Grafschaft Valley zu liefern, das übrige Drittel stand dem Sauerlacher Gotteshaus zu.
Während des Dreißigjährigen Krieges, am 17. Mai 1632, näherte sich Gustav II. Adolf von Schweden München, verschonte zwar gegen ein Lösegeld die Stadt selbst, plünderte daraufhin jedoch das Umland. In Sauerlach wurde das Pfarrhaus des katholischen Pfarrers Wilhelm Rieger niedergebrannt, in Altkirchen machten die Schweden aus der Kirche einen Pferdestall und auch die Pfarrei von Endlhausen blieb nicht verschont. Ob die Plünderung der katholischen Pfarrkirche St. Andreas, die in der Kirchenrechnung von 1646 erwähnte ist, auf Kosten der Evangelischen geht, ist unklar, da sowohl protestantische Schweden als auch verbündete katholische Franzosen das Land mit Gräuel überzogen. Nachweislich wurden jedoch zahlreiche Anwesen in Schutt und Asche gelegt. Ein Schreiben des Rektors des Jesuitenkollegs München aus dem Jahre 1635 nennt die damaligen Schwierigkeiten des Umlands beim Namen:

„Alldieweilen aber in der Hofmark Taufkirchen [unweit Sauerlach] der mehrer Thail Underthanen vom schwedischen Feind abgebrennt, die annderen fast alle mit Tod abgangen und auß 80 Höfen nit mehr, den 12 oder 15 Haußwesen vorhanden, dieselben aber also ruiniert, daß die Grundherrschaft dise 3 Jahr herumb von solchen kainen Heller, zugeschweigen ain mehrers niessen khinden.“

Mitten in den Kriegswirren brach 1634 in und um München die Pest aus, als italienische Truppen unter spanischer Flagge die Stadt erreichten. Dieser und einer zweiten Epidemie 1635 fällt ein Drittel der damaligen Bevölkerung zum Opfer. In Sauerlach soll ein Soldatenweib die Seuche eingeschleppt haben. Der Pflegeverwalter von Wolfratshausen berichtet, dass dabei innerhalb von zwei Wochen aus sieben Häusern 27 Personen verstarben. Die genaue Zahl der Opfer ist jedoch unbekannt. Jedenfalls löste das so entstandene Bevölkerungsvakuum in der Gegend eine Einwanderungswelle vom Süden und Südosten her aus, zumeist aus Tirol und Vorarlberg. So wird beispielsweise das Zehentmaier-Anwesen im Jahre 1635 Georg Händl, einem Einwanderer aus Fulpmes in Tirol, als Schupflehen überlassen. Dieser kann sein neues „haimet, darauf vor disem der Verstorbene Georg Camerlocher zur Saurlch seel. gehaust, aus bewegliche Vrsachen nicht beziechen“ und tritt es daher schon im darauffolgenden Jahr an Wolf Stubnpeckher aus Volders nahe Innsbruck ab.

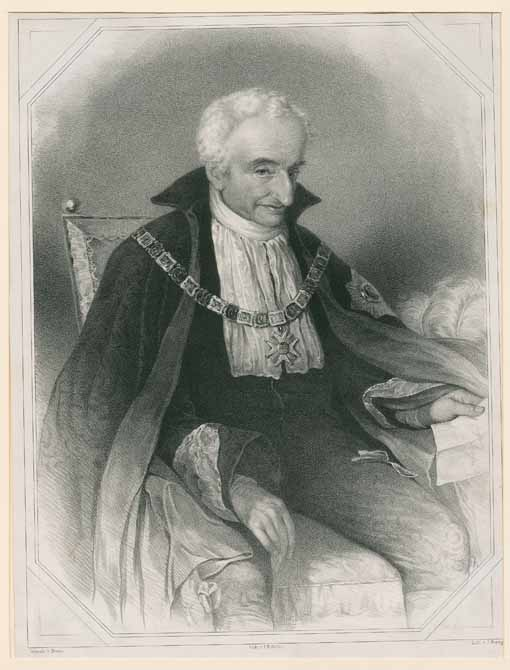
Maximilian Joseph von Montgelas im Alter von 75 Jahren (Gemälde von Eduard von Heuss)

Nach dem Hofanlagsbuch aus dem Jahre 1760 war Sauerlach zum größten Teil im Besitz geistlicher Institutionen, vornehmlich des Klosters Tegernsee, das mit zwölf von insgesamt 57 Anwesen den größten Anteil an der Sauerlacher Grundherrschaft hatte. Ferner besaßen aber auch die Klöster Dietramszell und Schäftlarn Grund in Sauerlach. Neben diesen spielte nur noch die Wittelsbacher als Grundherr eine bedeutende Rolle. Adeligen, bürgerlichen oder gar bäuerlichen Eigenbesitz gab es dagegen nur wenig – insbesondere nach dem Erlöschen des Aichstetter Geschlechts.

### Gemeindliche Entwicklung ab dem 19. Jahrhundert

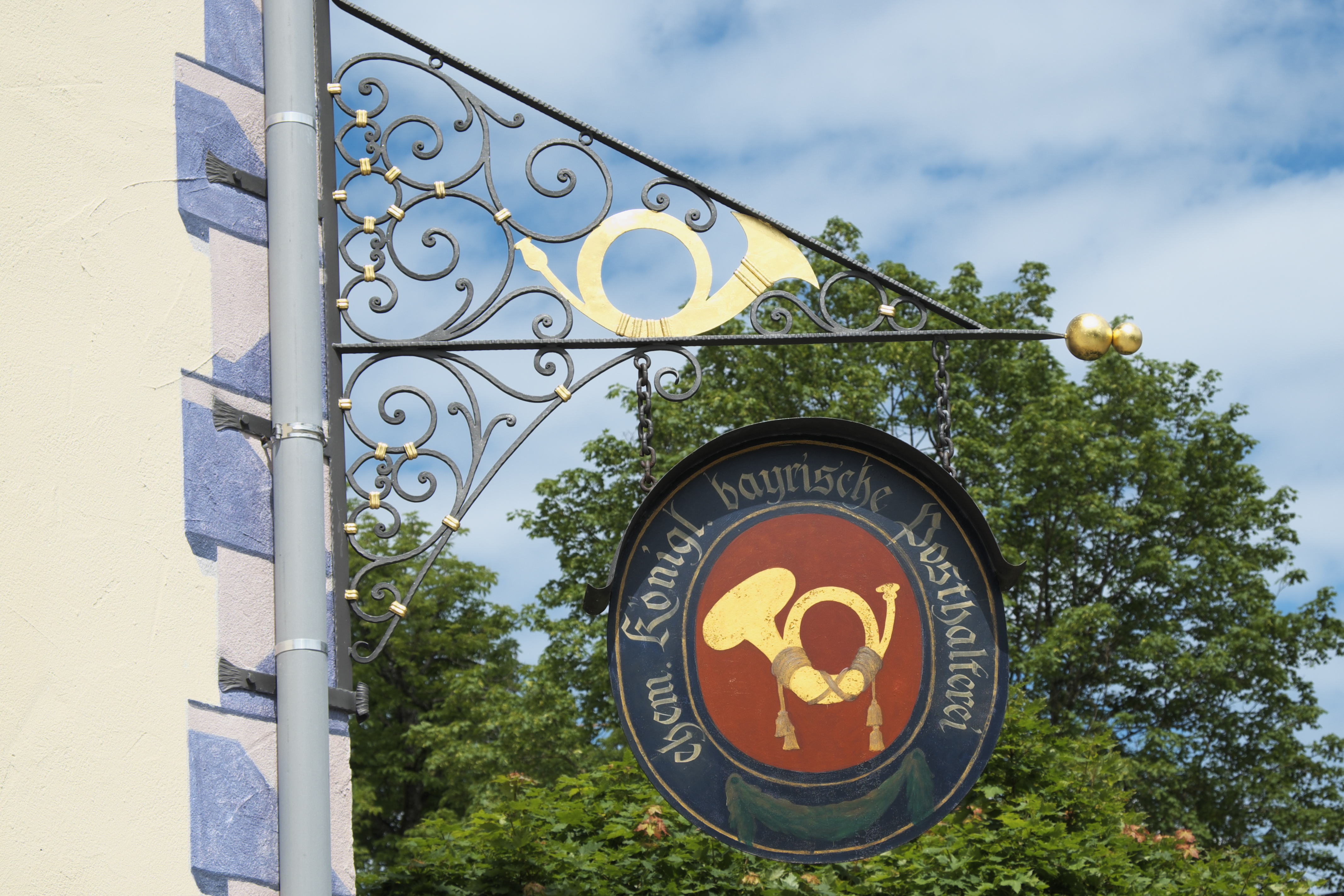
Nasenschild der Ehemaligen Königlich Bayerischen Posthalterei zu Sauerlach (heute: Postwirt Sauerlach)

Anfang des 19. Jahrhunderts bestand Sauerlach aus 68 Höfen und sonstigen Gebäuden. Ein erster Schulunterricht fand in Sauerlach primär im Hause des damaligen Postwirts Mathias Lidl statt. Seit dem Mittelalter hatte sich das Bauerndorf kaum verändert. Das Kurfürstentum Bayern selbst war hingegen um die Mitte des 18. Jahrhunderts zu einem Kleinstaat herabgesunken. Unter dem Minister der Auswärtigen Angelegenheiten und des Landesherrlichen Hauses Maximilian von Montgelas änderte sich dies grundlegend. Bis zum Erlass der ersten Bayerischen Konstitution am 1. Mai 1808 war das Land durch umfangreiche Erwerbungen zu einem geschlossenen Flächenstaat mit einem einheitlichen Verwaltungsgefüge geworden.
Unmittelbar nach dem Regierungsantritt des Kurfürsten und späteren Königs Maximilian I. Joseph am 20. Februar 1799 leitete Montgelas die völlige Neuordnung der inneren Verwaltung ein. Auf Grundlage des königlichen Gemeindegesetzes vom 28. Juli 1808 wurde schließlich auch auf dem Gebiet des heutigen Sauerlachs eine selbständige Ruralgemeinde gebildet. Weitere Gemeindeedikte folgten, die primär die Ausgestaltung der kommunalen Selbstverwaltung zum Inhalt hatten.

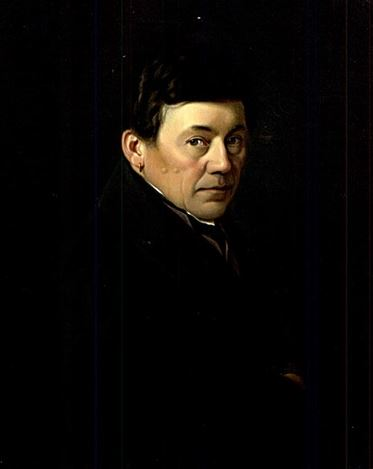
Joseph Lidl, Posthalter zu Sauerlach (Porträt von Marianne Maurus)

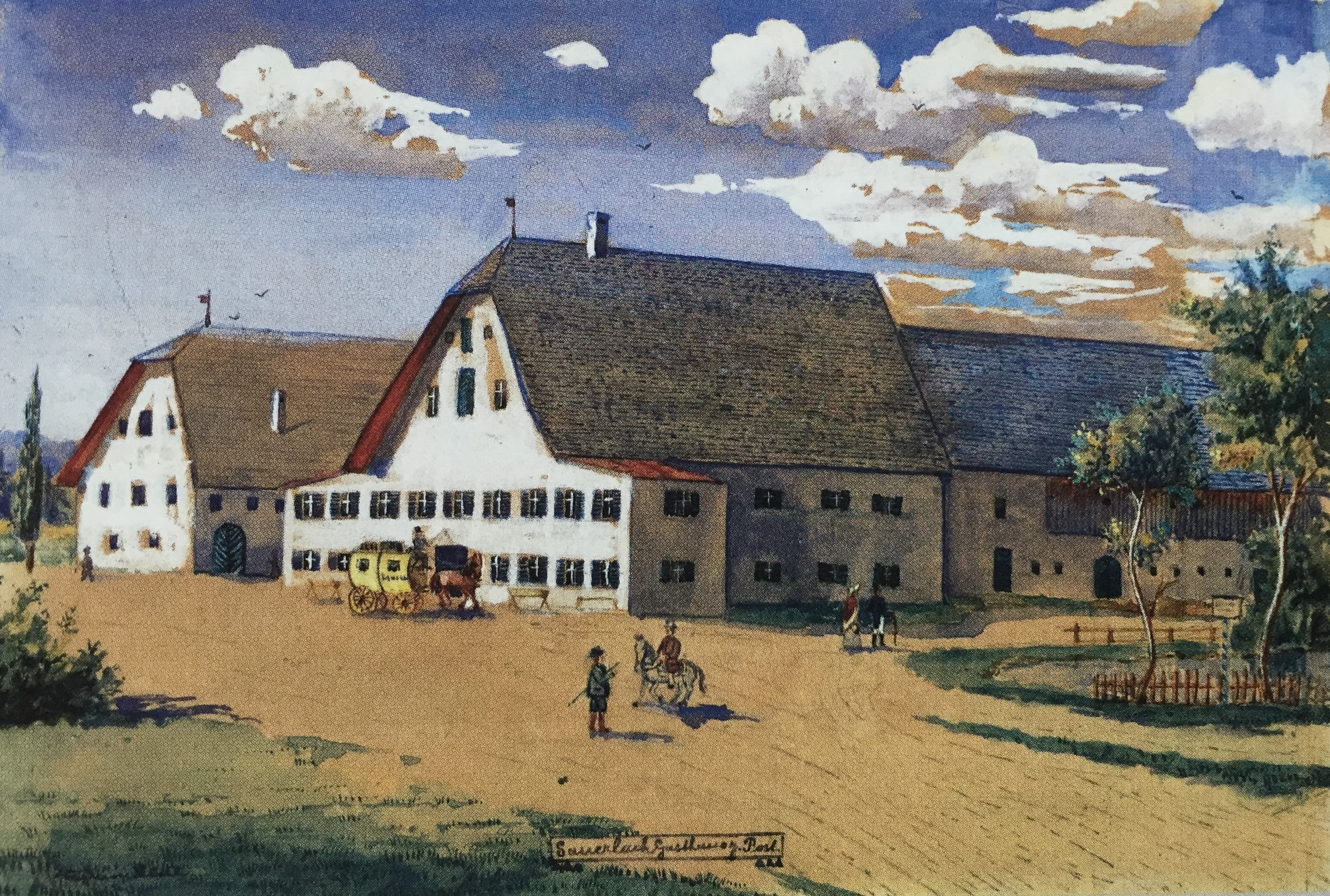
Die Königlich Bayerische Posthalterei zu Sauerlach (Gemälde von Emeran Lidl, 1899)

Mitglieder der neuen politischen Gemeinde Sauerlach waren diejenigen Einwohner, die besteuerte Gründe besaßen oder für Häuser und Gewerbe Steuern zahlten. Sie schlugen für eine Amtszeit von jeweils drei Jahren einen Gemeindevorsteher vor, der vom Landgericht Wolfratshausen bestätigt werden musste. Zusammen mit den beiden ältesten Gemeindemitgliedern bildete er den Gemeindeausschuss. Zu dessen Aufgabenbereich zählten insbesondere Sicherheit, Armenpflege, Gesundheit, Bauordnung, Unterrichtung und das Feuerschutzwesen. Ab 1818 wurden Gemeindevorsteher (vgl. Bürgermeister) und die Mitglieder des Ausschusses (ähnlich dem Gemeinderat) schließlich gemäß der Gemeindewahlordnung vom 5. August 1818 gewählt. Im Jahr 1848 erhielt Sauerlach überdies eine Station des Königlich-Bayerischen Gendarmeriekorps.
Einen bedeutenden Aufschwung erlebte Sauerlach, als das Oberpostamt der Königlich Bayerischen Regierung des Isarkreises am 31. Juli 1822 bekannt gab, dass wegen des Sommeraufenthalts des Allerhöchsten Hofes in Tegernsee dort und in Sauerlach Posthaltereien zu errichten seien, wobei diejenige zu Sauerlach dem dortigen Wirt Joseph Lidl übertragen wurde. Zur damaligen Zeit war ein Reisender von München nach Tegernsee in der Regel zwei Tage unterwegs; übernachtet wurde in Sauerlach. Das brachte es mit sich, dass immer wieder berühmte Persönlichkeiten in der Alten Post zu Sauerlach abstiegen. Bezeugt sind etwa die Aufenthalte des Apostolischen Nuntius Erzbischof Charles-Joseph-Benoît d’Argenteau sowie von Alexandra Fjodorowna, Kaiserin von Russland, und ihrem Mann Nikolaj I. Pawlowitsch, dem Zaren, im Jahre 1838. Um 1890 übernachtete zudem der Schriftsteller Ludwig Ganghofer immer wieder in der Posthalterei.

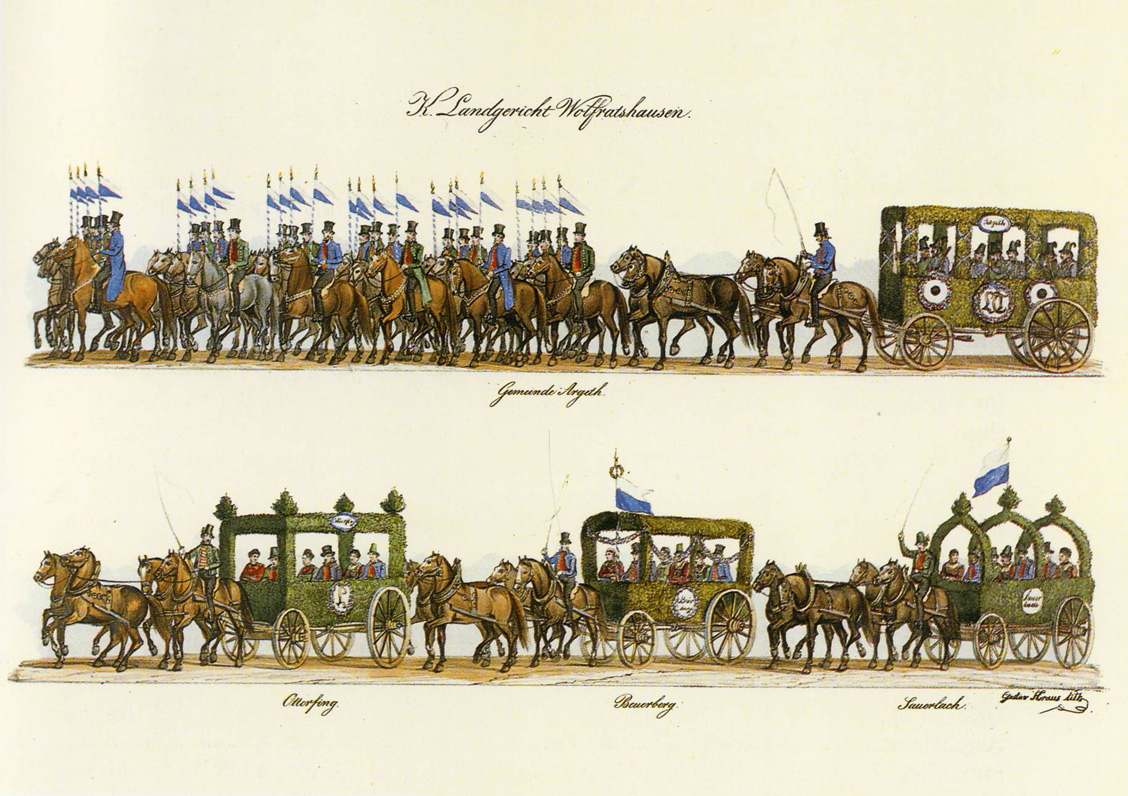
Abordnungen aus Sauerlach und Arget auf dem Jubiläumsfestzug zum Oktoberfest im Jahr 1835, Lithografie von Gustav Kraus.

Die Lage Sauerlachs in einer Rohdungsinsel des Deisenhofener und Hofoldinger Forsts bedingten seit jeher eine florierende Holzwirtschaft. Beispielsweise bezog im 17. Jahrhundert das Kloster Tegernsee unter Abt Paulus Widmann Holzlieferungen aus dem Stauchartiger Forst bei Sauerlach. Folgerichtig repräsentierten auf dem Oktoberfestzug des Isarkreises zur Feier der Silberhochzeit von König Ludwig I. und Therese von Sachsen-Hildburghausen am 4. Oktober 1835 Abordnungen aus Sauerlach und Arget den „Holzreichthum“ dieser Gegend.

Die Waldgebiete um Sauerlach wiesen auch im 19. Jahrhundert große Bestände an Rot- und Schwarzwild aus: Während einer Treibjagd bei Staucharting am 23. November 1844 wurden in Anwesenheit des späteren Prinzenregenten Luitpold von Bayern 131 Stück Wild, darunter 26 Hirsche erlegt. Erst als Folge der Deutschen Revolution von 1848/1849 wurde das Jagdregal des Hochadels aufgehoben, das dem Grundherrn bisher die Ausübung der Jagd auf das Hochwild entzogen hatte.

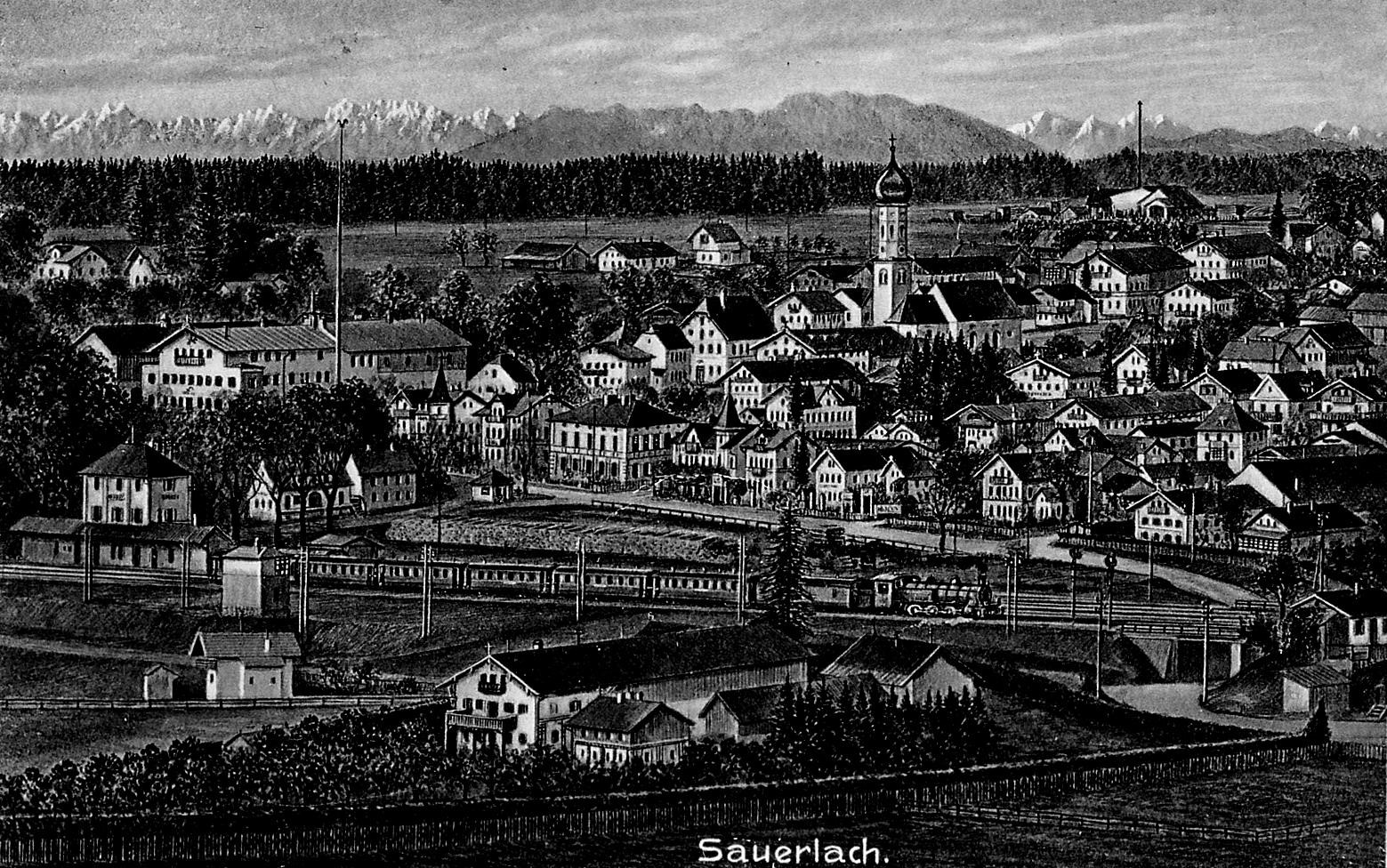
Der Anschluss an das Eisenbahnnetz sorgte in Sauerlach für einen Entwicklungsschub

Am 9. Oktober 1866, am Kirchweihsonntag, brach im Wirtschaftshaus der Posthalterei ein Feuer aus, dieselbe brannte komplett ab. Bürgermeister Simon Bosch bedankte sich im Namen der Gemeinde Tage später bei „allen lieben Nachbarsgemeinden“ für ihre Hilfe, „wodurch es verhütet wurde, daß nicht das ganze Pfarrdorf ein Raub der Flammen geworden“. Die Alte Post wurde jedoch schon im nächsten Jahr neu aufgebaut. Wohl auch unter dem Eindruck dieses verheerenden Brandes wurde am 13. Oktober 1872 unter Führung des damaligen Bürgermeisters Johann Haberl eine Freiwillige Feuerwehr in Sauerlach gegründet.

### Industrialisierung und Aufbruch in die Moderne
Für einen weiteren räumlichen Entwicklungsschub sorgte die Eröffnung der von Friedrich August von Pauli geplanten Königlich Bayerischen Maximiliansbahn. Die Trasse führte zunächst vom neuen Centralbahnhof München über Holzkirchen nach Rosenheim, sollte aber dann bis Salzburg verlängert werden und an die Kaiserin-Elisabeth-Bahn angeschlossen werden. Ursprünglich war die Bahntrasse zunächst westlich an Sauerlach vorbei über Arget geplant. Nachdem sich jedoch die dortigen Bauern standhaft weigerten, Land abzutreten, setzte sich der Posthalter Joseph Lidl mit Erfolg für eine Linienführung über Sauerlach ein. Der Zuschlag als Eisenbahnstation bedeutete für Sauerlach einen Standortvorteil, der sich bis zum heutigen Tag auswirkt. Da zuvor eine Behördenfahrt angeordnet war, an der sich eine kirchliche Weihe anschloss, gestaltete sich die Ankunft des ersten Zugs in Sauerlach jedoch recht unspektakulär: Am 24. Oktober 1857 um 9.00 Uhr fuhr die „Lindau“, wohl eine Lokomotive des Typs B V der Firma Maffei, zum Streckentest durch den Bahnhof Sauerlach. Offiziell dem Publikumsverkehr übergeben wurde die Strecke am 1. November 1857 durch die Königlich Bayerische Staatseisenbahnen. Von nun an verkehrten fahrplanmäßig zwei Postzüge sowie ein Güterzug in beide Richtungen. Zur Fertigstellung der Strecke bis nach Salzburg fuhr schließlich König Maximilian II. Joseph in Begleitung seines Gastes, des österreichischen Kaisers Franz-Josef I., durch Sauerlach.
Am Sonntag, den 13. Januar 1861, riss sich in Sauerlach die „Coburg“, eine Lokomotive des Typs B VI, von ihrem Schlepptender los und setzte ihre Fahrt alleine fort. Erst in Föching stieß sie mit einem entgegenkommenden Güterzug zusammen, der von den Lokomotiven „Sendling“ und „Freising“ (beide Typ B V) gezogen wurde. Alle drei Maschinen wurden zerstört, ihre Führer und Heizer erlitten schwere Verletzungen; die Passagiere kamen hingegen mit dem Schrecken davon. Der Führer der herrenlosen „Coburg“ war schon in Sauerlach heruntergeschleudert und von den nachfolgenden Wagen überrollt worden, sodass er am gleichen Tag verstarb.

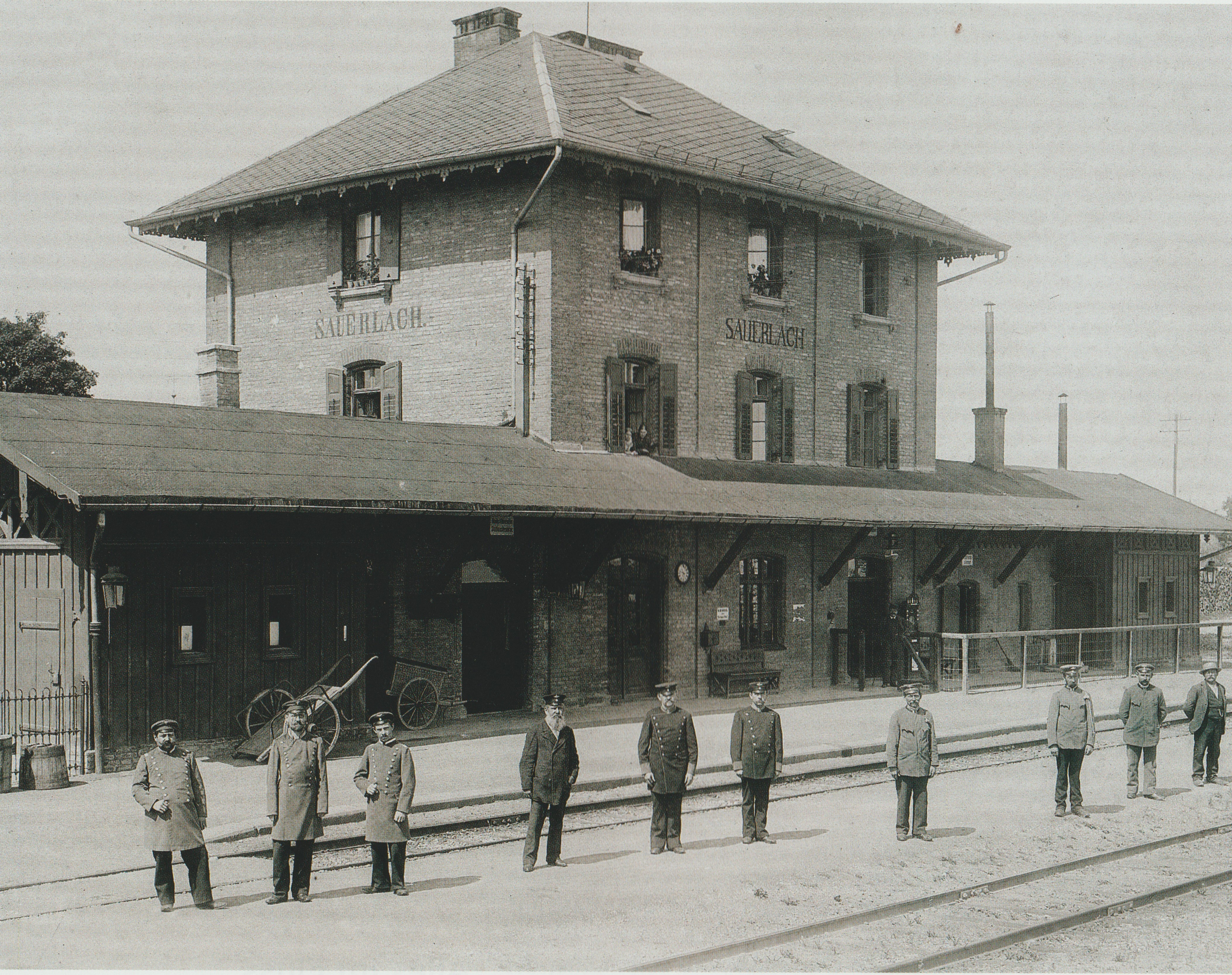
Der Bahnhof Sauerlach im Jahr 1915 mit seinen zehn Bediensteten.

Die Güterstruktur des Betriebsjahrs 1864/65 weist für Sauerlach umfangreiche Transporte von Brenn-, Bau- und Nutzholz aus. Die korrespondierenden Einnahmen aus dem Verkauf von Fahrkarten der dritten Wagenklasse belaufen sich lediglich auf 4000 Gulden. Dementsprechend wurde die Station Sauerlach im Jahr 1876 in den „Special-Tarif der baierischen Staatsbahnen für den Transport europäischen Holzes“ aufgenommen. Das erste Sägewerk stand an der Deisenhofener Straße. Zwei weitere Sägewerke entstanden im Gefolge. Das Schnittgut verließ auf dem Schienenweg die Werkshallen. Das Dampfsägewerk Taubenberger mit Gleisanschluss neben dem Bahnhof liefert bald jeden Monat einen Waggon Bretter nach Düsseldorf. Die Verbindung der Waldnähe mit nachhaltig betriebener Forstwirtschaft und der Eisenbahnanschluss ermöglichten diese wirtschaftliche Prosperität. In den Jahren 1889 bis 1893 vernichtete eine Nonnenplage insgesamt 4668 Hektar Waldbestand im Deisenhofener und Hofoldinger Forst. Zum Abtransport wurde von der Bayerischen Armee zwei Waldbahnen mit Ladestationen gebaut. Die eine zweigte zwischen Deisenhofen und Sauerlach von der Bahnstrecke München–Lenggries ab und führte in etwa bis zur St.-Anna-Kapelle. Eine andere führte vom Hofoldinger Forst zum Bahnhof Sauerlach. Allein 1893 verließen die zweite Waldbahn täglich 20 bis 25 Eisenbahnwagen.
Wegen der Steigung von 162 Höhenmetern zwischen München und Holzkirchen wurde in Sauerlach der erste Wasserkran der Strecke errichtet. Südlich des Bahnhofgebäudes entstand ein Tiefbrunnen mit Maschinenhaus. Der neue Eisenbahnbrunnen trug neben dem Dorfbrunnen als weitere öffentliche Wasserversorgung zur Verbesserung der Infrastruktur des Ortes bei, bis schließlich 1898 eine Wasserleitung gebaut wurde. Zuvor mussten die Bewohner Sauerlachs in niederschlagsarmen Jahren zum acht Kilometer entfernten Hachinger Bach fahren. Nun konnte am Bahnhof fassweise Wasser gekauft werden.
Am 2. November 1862 besuchte Maximilian II. Joseph mit seiner Gattin Marie Friederike von Preußen und Anton von Schauß erneut die Sauerlacher Bahnstation, um dort das griechische Königspaar Otto und Amalie von Oldenburg zu empfangen. Ab dem Jahre 1868 wurden in Sauerlach jährlich vier Viehmärkte abgehalten.
Die nach der Proklamation des Deutschen Kaiserreiches erfolgte Wahl zum Deutschen Reichstag 1871 brachte den Liberalismus als stärkste politische Bewegung hervor, wobei deren Abgeordnete auf mehrere Fraktionen im Reichstag verteilt waren. Im Reichstagswahlkreis Oberbayern 2, in dem auch die Gemeinde Sauerlach lag, gewann Wilhelm Kastner (LRP) gegen den späteren bayerischen König Ludwig III. überlegen mit 8873 gegen 5783 Stimmen. Letzterer war zwar ohne Parteietikette aufgetreten, war aber als antipreußisch gesinnter bayerischer Konservativer bekannt. In Sauerlach stimmten 68 Wahlberechtigte für Kastner, 5 für Prinz Ludwig.

Am 10. Mai 1896 wurde in der Gemeinde eine überregionale „Friedens-Feier“ in Erinnerung des 25. Jahrestags des Siegs im Deutsch-Französischen Krieg von 1870 bis 1871 abgehalten. Ein entsprechender Reservistenkrug aus Porzellan aus dem Besitz des Infanteristen Josef Haxenkammer vom Königlich Bayerischen 1. Infanterie-Regiment „König“ befindet sich heute im Bayerischen Armeemuseum. 1891 fand das Kaisermanöver in München und Umgebung statt. Leopold von Bayern, späterer Generalfeldmarschall, wurde im Pfarrhof von St. Andreas in Sauerlach einquartiert.

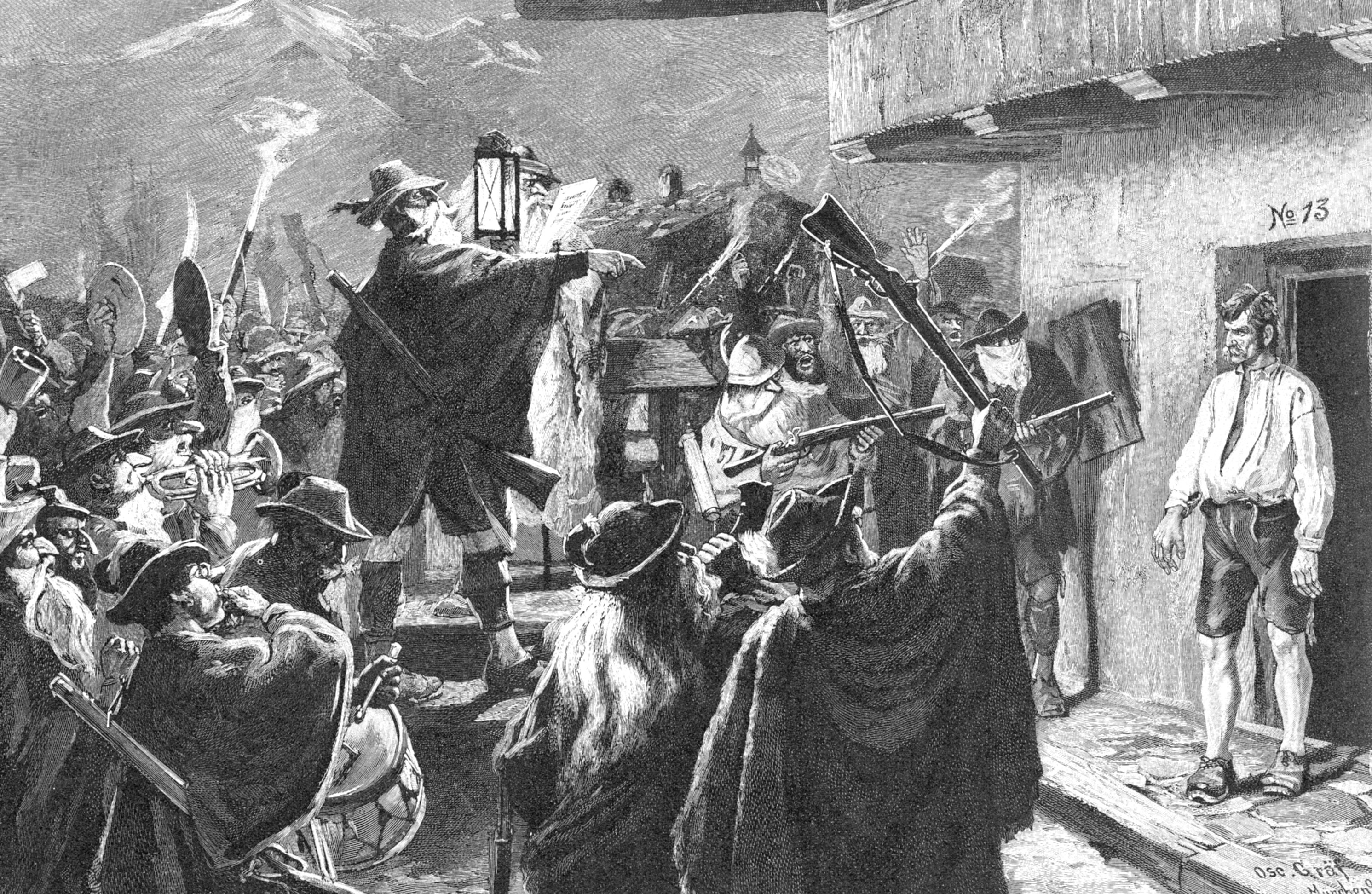
Zeichnung „Rügegericht beim Haberfeldtreiben“ von Oskar Gräf, 1895 (Stadtarchiv Miesbach, Bestand Grafik)

In der Nacht zum 27. Oktober 1895 ereignete sich in Sauerlach eines der letzten großen Haberfeldtreiben im bayerischen Oberland. Die Bewohner des Dorfs wurden durch Lärm und Schüsse aus dem Schlaf geschreckt. Nahe der Zolk’schen Wirtschaft fand sich ein Trupp von 120 bis 150 bewaffneten Männern zusammen, die sich durch geschwärzte Gesichter, falsche Bärte und lange Mäntel unkenntlich gemacht hatten. In der Mitte der Haberer stand Balthasar Killi und verlas das „Sündenregister“, wobei er oft von Flintenschüssen und Beifallsbekundungen unterbrochen wurde. Bei dem sich anschließenden Treiben gingen mehrere Schüsse in die Wohnräume, der Telegraphendraht wurde durchgezwickt und einem Haberer wurde in die Hand geschossen. Ermittlungen ergaben, dass der damalige Sauerlacher Bürgermeister Josef Steingräber der Urheber dieser geheimen Volksjustiz war. Er zahlte 50 Reichsmark, damit im Ort ein Haberfeldtreiben durchgeführt wurde, und gab auch die Personen an, bei denen getrieben werden sollte. Im Zuge einer Hausdurchsuchung wurden bei Steingräber Beweise beschlagnahmt, die nahelegten, dass er seit Jahren an den Haberfeldtreiben in der Gegend beteiligt war. In einem Brief an den berüchtigten Haberfeldmeister Hans Vogl bezeichnete sich Steingräber selbst als „Sozialdemokrat erster Klasse“. Bis Mai 1897 wurden 94 Haberer zu langjährigen Gefängnisstrafen verurteilt. Steingräber selbst wurde als Anstifter zu einer Freiheitsstrafe von drei Jahren verurteilt und verstarb kurz darauf an einem „langjährigen Gemüthsleiden“. Eine Revision des Falls lehnte das Reichsgericht Leipzig zuvor ab. Im Bayerischen Landtag fand daraufhin eine Debatte statt, bei der die Sozialdemokraten unter Führung des in Miesbach aufgewachsenen Reichstagsabgeordneten Georg Ritter von Vollmar für die Haberer eintraten und vergeblich eine Amnestie forderten.
Mit einem anderen notorischen Verbrecher kam Sauerlach unmittelbar um die Jahrhundertwende in Kontakt: Am Abend des 4. Juni 1900 erbeutete Mathias Kneißl, genannt Räuber Kneißl, dort ein Drillingsgewehr des Münchner Apothekers Franz Bürstinger, als dieser nach einem Jagdausflug im Gasthaus „Zum Neuwirt“ einkehrte. Kneißl pflegte fortan diesen Drilling auf seinen Raubzügen bei sich zu tragen, so dass dieser quasi sein Markenzeichen wurde, auf den sogar im amtlichen Steckbrief hingewiesen wurde. Auch aufgrund dieser Vorkommnisse wies das Königliche Bezirksamt Wolfratshausen die Landgemeinden an, ab dem 30. Oktober 1902 von 22:00 Uhr bis 4:00 Uhr eine nächtliche Stillwache aus zwei Gruppen zu je sechs Männern zu errichten, die in den jeweiligen Ortschaften zu patrouillieren hatten.
Eine bedeutsame Entscheidung des Gemeinderats ist im Juli 1910 ergangen, als bei der Amperwerke Elektrizitäts-AG ein Anschluss an das Stromnetz beantragt wurde. 1912 soll im Gemeindegebiet das erste Mal elektrisches Licht gebrannt haben. Jedoch dauerte es noch viele Jahre, bis alle Gebäude im Ort mit Elektrizität versorgt wurden. Im Schulhaus inklusive der Lehrerwohnung und in der Gemeindekanzlei wurden im Jahr 1916 sieben Lampen installiert. Etwa zeitgleich mit der Elektrifizierung meldete sich mit Schreiben vom 28. Dezember 1909 die Königlich-Bayerischen Oberpostdirektion München bei der Gemeinde mit der Bitte, dem Bau eines Telefonnetzes zuzustimmen. Der Gemeinderat entschied positiv und sagte zu, das vorgesehene Projekt soweit erforderlich zu unterstützen.

### Erster Weltkrieg und Revolution

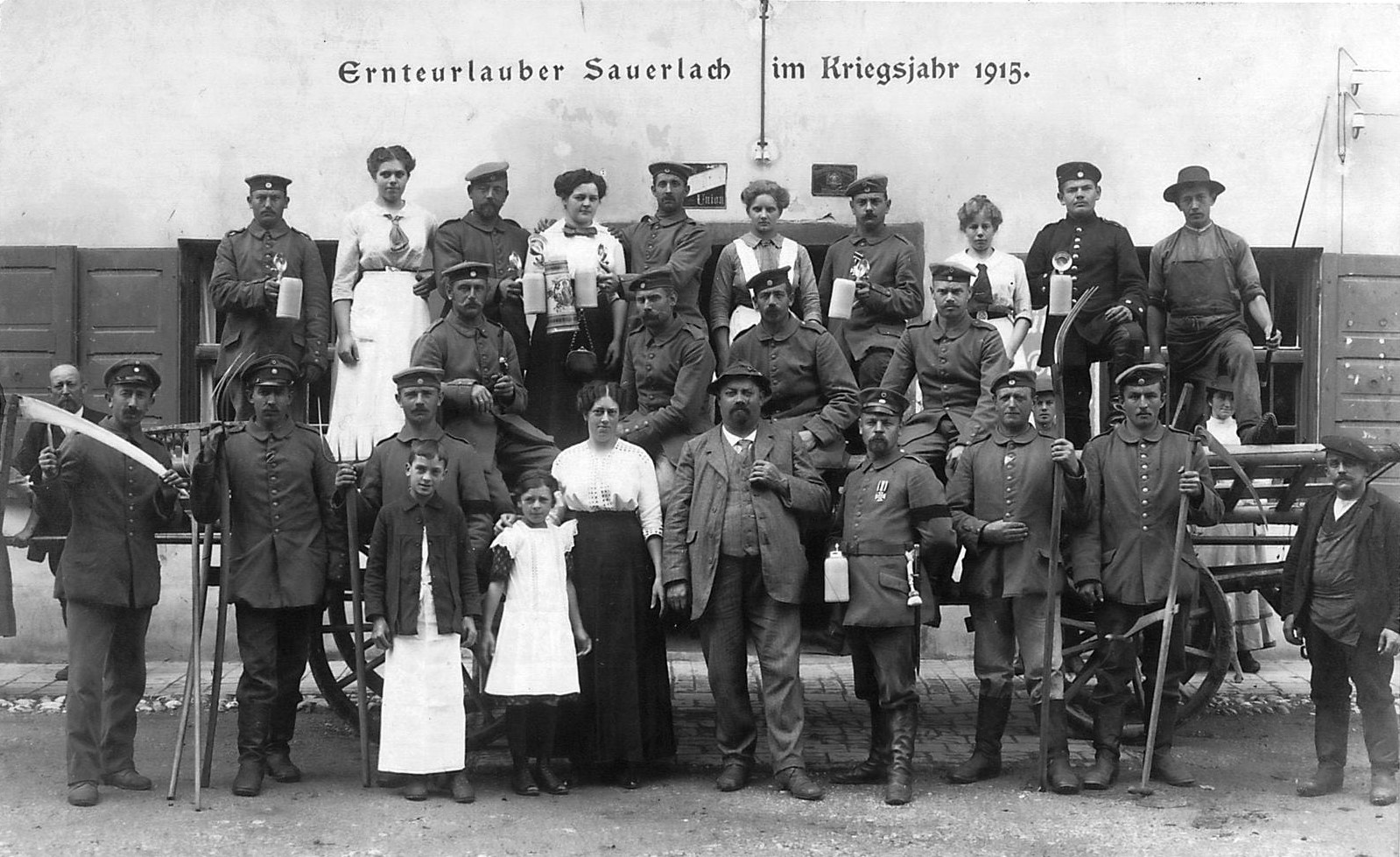
Ernte-Urlauber auf dem Lidl’schen Gut im Kriegsjahr 1915

Der Erste Weltkrieg war spätestens ab 1915 für die Dorfbewohner eine Zeit der Entbehrung. Da sich vor allem in den Städten die Versorgungslage zuspitzte, waren auch auf dem Land Butter und Fett Mangelware. Milch durfte in den Bäckereien nicht mehr zum Backen verwendet werden und die Militärbehörden beschlagnahmten Getreidevorräte und rationierten den Brotverbrauch. Ab 1916 durften Hausschlachtungen nur noch mit Genehmigung des Bezirksamts Wolfratshausen durchgeführt werden, auch der Bierausschank wurde eingeschränkt. Zudem wurde den Gemeinden eine Heulieferungspflicht auferlegt. Schwer traf es Sauerlach zudem, als im Juli 1917 die erst im Jahr 1910 geweihten Glocken vom Turm der Pfarrkirche St. Andreas geholt wurden. Übrig blieben nur die zwei kleinen und die große Glocke. Außerdem wurden die Orgelpfeifen beschlagnahmt, so dass keine Gottesdienste mit Orgelbegleitung mehr gefeiert werden konnten. Am 6. November 1918 war der Sauerlacher Bahnhof zudem Durchgangsstation für Militär-Transporte des Deutschen Alpenkorps, das u. a. an die südliche Reichsgrenze verlegt wurde. 

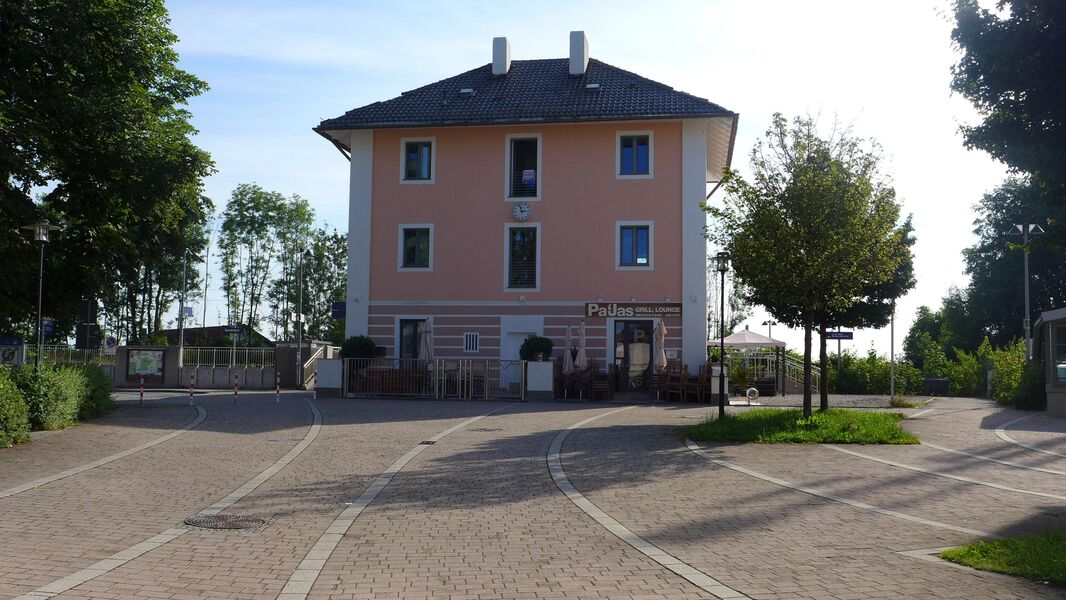
Ehemaliges Empfangsgebäude der Station Sauerlach

In der Nacht vom 7. auf den 8. November 1918 wurde im Rahmen der Novemberrevolution in München die Wittelsbacher Monarchie gestürzt worden, ein Arbeiter- und Soldatenrat rief im Mathäserbräu den demokratischen und sozialen Freistaat Bayern aus. Auf dem Land stellte man sich daraufhin auf Plünderer ein. Diese Befürchtung kam nicht von ungefähr: Bereits im Sommer 1918 stellte das Forstamt Sauerlach an das Bezirksamt München den Antrag aufgrund der starken Zunahme der Wilderei in München und Umgebung verdächtige Personen an den Bahnhöfen schärfer zu kontrollieren. Allerdings wurde diese Forderung aufgrund der allgemeinen Arbeitsüberlastung des Königlich Bayerischen Gendarmeriekorps negativ beschieden. Am 12. November 1918 wies das Bayerische Staatsministerium des Innern unter Erhard Auer sämtliche Gemeinden an, Bürgerwehren zu errichten, die bei Plünderung und Diebstahl eingreifen sollten. Hierzu wurden die Bezirksämter verpflichtet, die Gemeinden entsprechend zu unterweisen und ihnen Waffen aus Armeebeständen zu besorgen. Der Gemeinderat Sauerlach war jedoch in seiner Sitzung vom 29. November 1918 zu dem Schluss gekommen, dass diesbezüglich kein Anlass bestünde.
Zu Beginn der Revolutionsunruhen erreichten königliche Hofdamen auf der Tegernseer Landstraße nach Süden zu Fuß fliehend die Gemeinde Sauerlach. Zur Nachtzeit klopften sie beim Bürgermeister Joseph Beil an, er war ihnen als königstreuer Mann empfohlen worden. Aufnahme und Nachtquartier fanden sie bei der Familie Lidl im Postwirt Sauerlach, um anderntags weiterzuziehen. Am Morgen des 10. November 1918 wurde schließlich der Waffenstillstand von Compiègne unterzeichnet. Bald kamen die ersten Soldaten zurück nach Hause. Der Bahnhof wurde zum Empfang der Heimkehrer geschmückt, die nun täglich in großer Zahl eintrafen. In den Gasthäusern des Ortes kehrte wieder Leben ein. Bald verließen auch die russischen und französischen Kriegsgefangenen Sauerlach. 37 Sauerlacher kehrten nicht mehr zu ihren Familien zurück, eine noch größere Zahl war verwundet worden.
Der sowohl ideologisch wie auch personell eng mit der Bayerischen Volkspartei (BVP) verbundene Christliche Bauernverein um Franz Burger wies seine Obmänner an, in jeder Gemeinde einen Bauernrat zu wählen. Dabei sollte zwar „auf die Arbeiter Rücksicht genommen“ und mit den örtlichen Arbeiterorganisationen Absprachen getroffen werden, aber eben unter Führung konservativer Kreise. Eine Bildung der Räte „durch Massenversammlung und willkürliche Benennung von Leuten“ wurde vehement abgelehnt. In Folge kam es auch auf dem Gebiet der heutigen Gemeinde Sauerlach – wie in der Nachbargemeinde Oberhaching oder in Holzkirchen – zur Gründung eines Arbeiter-, Bauern- und Soldatenrats. In der Gemeinde Arget wurde ein dreiköpfiger Arbeiter- und Bauernrat unter Führung von Michael Schapperer und dem Zimmermann Stephan Kanzler gegründet. Überdies hatte sich dort der Pfarrer als Vertreter des Christlichen Bauernvereins in den Rat wählen lassen. Die Gemeinde Eichenhausen bestimmte am 30. Dezember 1918 Sebastian Fischhaber zu ihrem Delegierten zum Bezirksbauernrat und in der Gemeinde Sauerlach amtierte seit dem 22. Dezember 1918 ein fünfköpfiger Arbeiter- und Bauernrat. Am 29. Dezember 1918 hielt der Bayerische Bauernbund eine erste Wahlversammlung ab. Wie die Neue Zeitung berichtete, fand am 5. Januar 1919 in Sauerlach eine der seltenen Versammlungen der USPD außerhalb Münchens statt. Die ersten Wahlen zum Bayerischen Landtag vom 12. Januar 1919 brachten für die Revolutionsparteien, insbesondere für die USPD des ersten bayerischen Ministerpräsidenten Kurt Eisner, eine schwere Niederlage, wie die nachfolgende Übersicht zeigt. Dabei sind nur diejenigen Parteien ausgewiesen, die im Bezirk Wolfratshausen antraten:
|                       | Bürgerliche Parteien | Bürgerliche Parteien | Revolutionsparteien | Revolutionsparteien | Revolutionsparteien |
| Partei                | BVP                  | DDP                  | Bauernbund          | MSPD                | USPD                |
| --------------------- | -------------------- | -------------------- | ------------------- | ------------------- | ------------------- |
| Freistaat Bayern      | 1.193.010            | 478.112              | 310.166             | 1.124.463           | 86.254              |
| Stadt München         | 90.622               | 68.489               | 359                 | 167.363             | 18.331              |
| Bezirk Wolfratshausen | 3940                 | 382                  | 2596                | 2036                | 4                   |
| Gemeinde Arget        | 136                  | 2                    | 40                  | 49                  | 0                   |
| Gemeinde Eichenhausen | 97                   | 2                    | 21                  | 3                   | 0                   |
| Gemeinde Sauerlach    | 105                  | 16                   | 174                 | 103                 | 0                   |

Das tödliche Attentat auf Eisner am 21. Februar 1919 führte zur Spaltung der vorher schon relativ heterogenen und instabilen revolutionären Bewegung. In Folge wurde am 7. April 1919 vom Zentralrat der bayerischen Republik unter Ernst Niekisch und dem Revolutionären Arbeiterrat die Bayerische Räterepublik ausgerufen. Auf das im Rahmen der Staatstrauer angeordnete Läuten der Kirchenglocken für den ermordeten Ministerpräsidenten wurde in Sauerlach hingegen verzichtet. Am 18. April 1919 machte ein Sonderzug aus München in der Gemeinde halt, es stiegen 54 bewaffnete Rotgardisten mit zwei Maschinengewehren aus. Die Ortschaft wurde umstellt, da der Bahnhofskommandantur München gemeldet worden war, dass in Sauerlach Lebensmittel zurückgehalten worden wären. Zudem sollten die Bewohner ihre Waffen abgeben. Nach zähen Verhandlungen einigte man sich darauf, dass die Sauerlacher Bürger ihre Waffen behalten, jene die Rotgardisten jedoch mit 496 Eiern abfinden sollten. Überdies holten zwei Rotgardisten das Trauergeläut für Kurt Eisner nach.

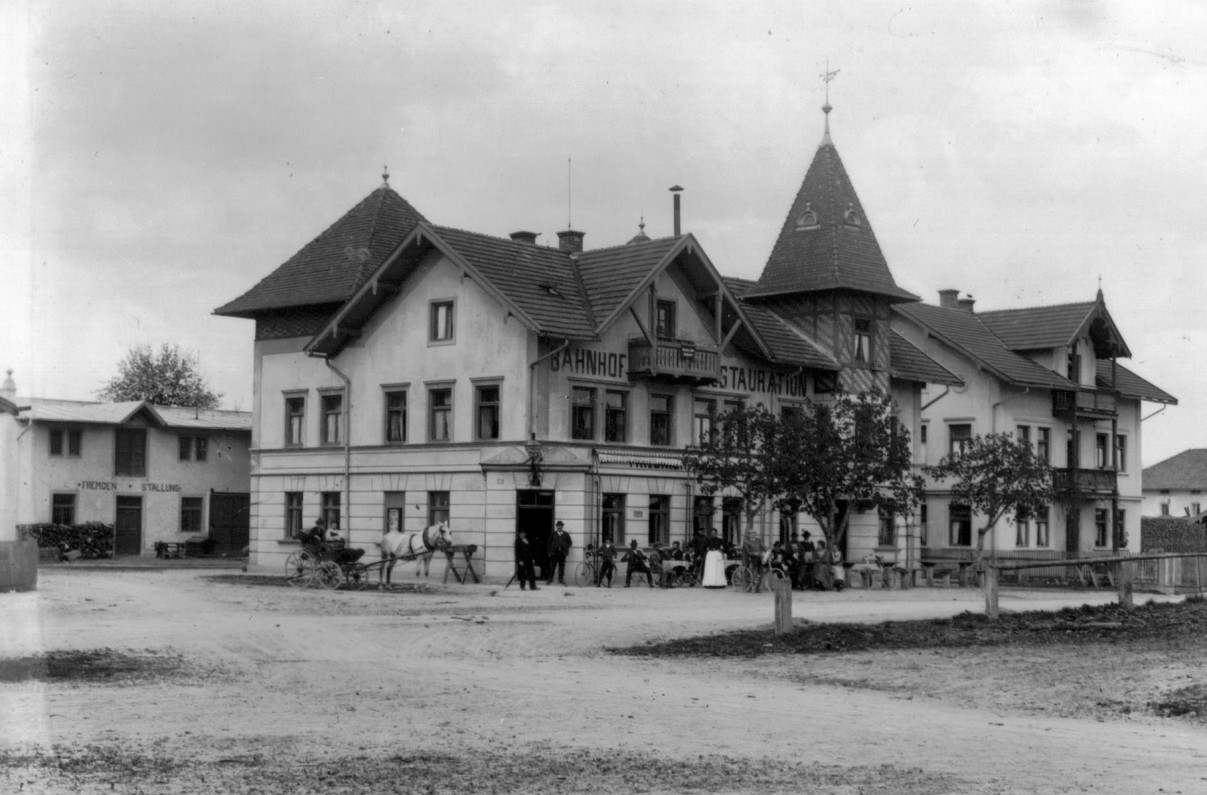
Ehemalige Bahnhofs-Restauration, erbaut 1896, heute Münchener Straße 9 (Andreas-Apotheke)

Nachdem zwei Wochen später die Münchner Räterepublik durch gegenrevolutionäre Freikorpsverbände im Rahmen der Reichsexekution blutig niedergeschlagen wurde – wobei viele der 35.000 Soldaten das Hakenkreuz auf dem Helm trugen, das Symbol des völkisch-nationalistischen Geheimbunds Thule-Gesellschaft – gründeten schließlich auch einige Sauerlacher eine paramilitärische Einwohnerwehr. Die diesbezüglichen Kosten für die Schießübungen in Höhe von 27 Reichsmark wurden zwar aus der Gemeindekasse bestritten, dennoch schlossen sich der Einwohnerwehr zunächst nur zehn Personen an. Der Einmarsch der Weißen Garde forderte auch in Sauerlach ein unschuldiges Todesopfer: Der 31-jährige Maurerpolier Josef Nagl wurde am 3. Mai in seiner Wohnung festgenommen und am Starnberger Flügelbahnhof (heute: München Hauptbahnhof, Gleis 27–36) erschossen, da er fälschlicherweise des illegalen Waffenbesitzes verdächtigt wurde. Nach der Erschießung wurde seine Leiche vollständig ausgeraubt.

### Weimarer Republik und Nationalsozialismus
Die erste Erwähnung der NSDAP im damaligen Bezirk Wolfratshausen ist auf den Herbst 1922 datiert. Der Vorstand des Bezirksamts meldete, dass die NSDAP im Amtsbezirk selbst noch keine Veranstaltungen abgehalten habe. Mitte August seien jedoch zwei mit etwa 25 Anhängern besetzte Lastautos von Sauerlach über Otterfing nach Holzkirchen gefahren und hätten in den Orten Flugblätter abgeworfen. Ausdrücklich wurde vermerkt, dass die Schlagworte, „namentlich ihre Hetze gegen die Juden“, bei der Bevölkerung wenig Interesse gefunden hätte. 1928 wurde die Münchener-/Tegernseer Landstraße als erste Straße in Sauerlach geteert.
Die Deflationspolitik unter Reichskanzler Heinrich Brüning während der Weltwirtschaftskrise führte zu einer inneren Abwertung, also zur Senkung von Löhnen und Preisen. Die dadurch bedingte Minderung der Kaufkraft verursachte Depression, Arbeitslosigkeit sowie Verelendung und führten schließlich zu einer politischen Radikalisierung der Bevölkerung. Entscheidend für die Verdoppelung der Stimmen und Mandate der NSDAP bei der Reichstagswahl am 31. Juli 1932 war die Propaganda der nationalsozialistischen Wirtschaftspolitik. Folglich lässt sich das politische Klima in Sauerlach am Ende der Weimarer Republik gut an der nachfolgenden Übersicht ablesen, die die Ergebnisse der Reichstagswahlen am 6. November 1932 und am 5. März 1933 für die Gemeinde zusammenfasst:
|          | Reichstagswahl am 6. November 1932 | Reichstagswahl am 6. November 1932 | Reichstagswahl am 5. März 1933 | Reichstagswahl am 5. März 1933 |
| -------- | ---------------------------------- | ---------------------------------- | ------------------------------ | ------------------------------ |
| BVP      | 173                                | 50,90 %                            | 148                            | 29,36 %                        |
| SPD      | 65                                 | 19,12 %                            | 109                            | 21,26 %                        |
| NSDAP    | 51                                 | 15,00 %                            | 218                            | 43,25 %                        |
| KPD      | 21                                 | 6,17 %                             | 12                             | 2,38 %                         |
| DVP      | 13                                 | 3,82 %                             | 2                              | 0,39 %                         |
| Sonstige | 17                                 | 5,00 %                             | 15                             | 2,77 %                         |
| Gesamt   | 340                                |                                    | 504                            |                                |

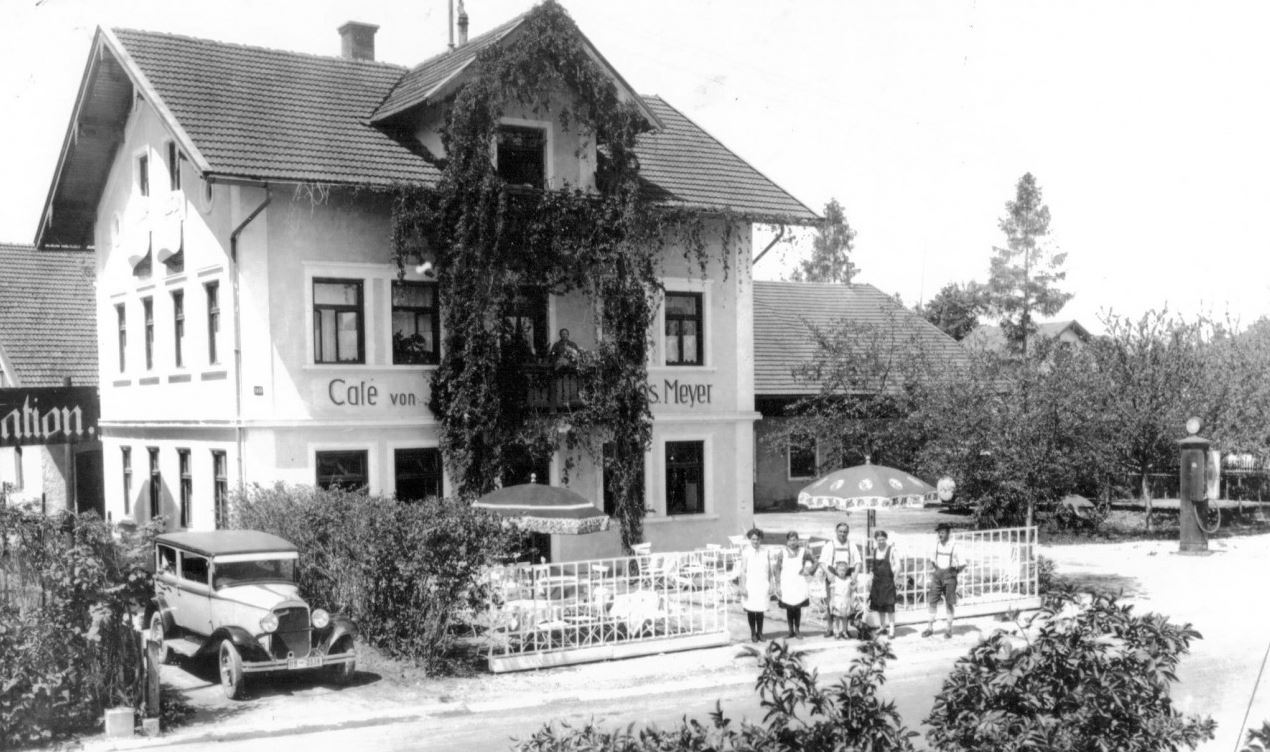
Das Café Meyer im Jahr 1930, erbaut ebenfalls 1896, heute gelegen in der Münchener Straße 13

Unter Druck des NSDAP-Ortsgruppenleiters trat der langjährige Erste Bürgermeister Sauerlachs Joseph Beil (BVP) am 24. März 1933 zurück. Die Bildung eines neuen Gemeinderats erfolgte auf Grundlage von § 12 Absatz 2 des Gleichschaltungsgesetzes am 23. April 1933 nach dem Ergebnis der Reichstagswahl vom 5. März 1933. Die NSDAP erhielt folglich vier Sitze, der BVP wurden zwei Sitze zugesprochen, ebenso wie der SPD. Dem Gesetze folgend nicht berücksichtigt wurde hingegen der Stimmanteil der KPD. Der Gemeinderat wählte Georg Taubenberger zum Ersten und Sebastian Maier zum Zweiten Bürgermeister. Bereits in der ersten Sitzung am 26. April 1933 fasste der neue Gemeinderat den einstimmigen Beschluss, Reichspräsidenten Paul von Hindenburg, Reichskanzler Adolf Hitler sowie Reichskommissar Franz Xaver Ritter von Epp die Ehrenbürgerschaft Sauerlachs anzutragen. Überdies wurde mit der Kirchstraße die damals zentrale Sauerlacher Straße in Dietrich-Eckard-Straße umbenannt. Durch das Gesetz gegen die Neubildung von Parteien vom 14. Juli 1933 wurden sodann alle anderen Parteien verboten und der Gemeinderat auch in Sauerlach ausschließlich mit NSDAP-Mitgliedern besetzt. Am 23. Mai 1933 erhielt schließlich auch NSDAP-Gauleiter Adolf Wagner die Sauerlacher Ehrenbürgerschaft.

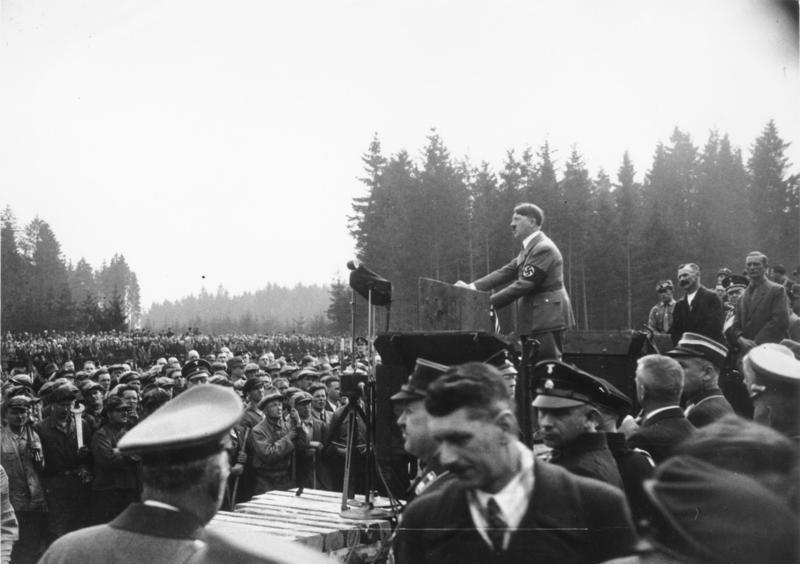
Adolf Hitler bei seiner Rede anlässlich des Beginns der Bauarbeiten an der Reichsautobahn 26 am 21. März 1934 in Unterhaching

Bei einer Besprechung des Bezirksamts Wolfratshausen mit dem bayerischen Ministerpräsidenten Ludwig Siebert im Juli 1933 wurde über Arbeitsbeschaffungsmaßnahmen im Rahmen des sog. Reinhardt-Programms verhandelt. Für eine umfassende Erneuerung des Straßennetzes im Bezirksgebiet waren lediglich 35.000 Reichsmark eingeplant – insbesondere die Straßen von Straßlach nach Bad Tölz und von Thanning nach Sauerlach waren jedoch stark verbesserungsbedürftig. Die geringen Finanzmittel hätten jedoch zur Folge gehabt, dass sogar bisher beschäftigte Hilfsarbeiter hätten entlassen werden müssen. Daraufhin argumentierte der bayerische Landwirtschaftsminister Herman Esser mit „dem Standpunkt des Fremdenverkehrs [und der] ernsten Absicht, diese Straßenverhältnisse (...) endlich zu verbessern.“ Die wichtigste Maßnahme war der Bau der neuen Reichsautobahn München-Salzburg, wodurch tausende von neuen Arbeitsplätzen geschaffen wurden. Mithin vermeldete der Bezirk Wolfratshausen im Frühjahr 1936 euphorisch, dass von den einstmals 564 Arbeitslosen nur noch 25 übriggeblieben waren.
Schon zum Jahresende, am 1. Dezember 1933, begannen die Vorbereitungen für den Bau der heutigen Bundesautobahn 8. Der eigentliche Baubeginn in München-Ramersdorf fand hingegen erst am 21. März 1934 statt und war zugleich der Auftakt zu der von den Nationalsozialisten im großen Stil propagierten „Großen Arbeitsschlacht“. Da alle Bauwerke der Strecke in einem schlichten Stil schnell errichtet wurden, konnte die Autobahn zügig fertiggestellt werden: Der erste Abschnitt zwischen dem Autobahnende in München-Ramersdorf und Holzkirchen wurde am 29. Juni 1935 dem Verkehr übergeben. Zur Eröffnung des ersten Teilstücks der damaligen Reichsautobahn 26 mit der Anschlussstelle Sauerlach (heute: Hofoldinger Forst) erschien Adolf Hitler persönlich. So berichtete das Wolfratshauser Tagblatt am 30. Juni 1935 über den Besuch: „Als nun der Führer stehend im offenen Wagen, mit erhobener Hand nach allen Seiten grüßend, erschien, flogen die Hände zum Gruße in die Höhe und tausendfach pflanzte sich das 'Heil' fort. Unvergesslich wird der überwältigende Vorgang in den Herzen sein und bleiben.“ Im Januar 1936 folgte dann der Abschnitt bis Weyarn, im Mai 1936 bis Achenmühle und im August 1936 bis Siegsdorf. Herausragendstes Bauwerk ist die Mangfallbrücke bei Weyarn, die neben der Mainbrücke bei Frankfurt als zweites großes Brückenbauwerk der Reichsautobahnen fertiggestellt wurde.
Die bis dato einzige jüdische Familie Sauerlachs war die Familie Hesselberger. Lederfabrikant und Kommerzienrat Franz Hesselberger hatte 1918 den Glas-Bauernhof in der heutigen Margaretenstraße erworben. Zuvor hatte dieser von der Gemeinde bereits die Gesamtjagd zu einem Pachtpreis von 2700 Reichsmark erhalten. Ilse Hesselberger – ihr Ehemann war inzwischen verstorben – musste am 21. September 1938 mit ihren Kindern Heinz und Gertraud den Ort verlassen und ihren Hof unter Druck des NSDAP-Funktionärs Christian Weber verkaufen. Am 1. Oktober 1939 zogen sie nach München. Sohn Heinz emigrierte 1935 nach Lissabon, am 14. September 1935 ertrank er in Porto. Ilse Hesselberger wurde wohl am 25. November 1941 im Konzentrationslager Kauen ermordet. Ihrer Tochter gelang es indes, im August 1938 rechtzeitig nach New York auszuwandern.

### Zweiter Weltkrieg
Am 26. August 1939 wurden die ersten acht Wehrpflichtigen einberufen. Kriegsgefangene aus Polen und Frankreich wurden in einem Barackenlager am Stauchartinger Weg untergebracht. Im April 1940 kamen 19 zwangsverpflichtete Polinnen und Polen auf die Bauernhöfe, um die im Felde stehenden Männer zu ersetzen. Anfang Juni erfolgten die ersten Luftangriffe auf München, dabei gab es erste Tote unter der Zivilbevölkerung. Auch Sauerlach trauerte um den ersten Gefallenen, Josef Kastenmüller, er fiel im April in Norwegen. In der Nacht vom 8. auf den 9. September 1940 erlebte München den ersten Bombenangriff mit größeren Schäden. Am 2. September zerstörten Brand- und Sprengbomben auch zwei Bauernhöfe im Nachbarort Hofolding. Vom 13. März bis zum 23. Mai 1941 nahm eine Panzerabwehr-Kompanie mit 180 Mann in Sauerlach Quartier. Am 4. Mai 1942 mussten die Kirchenglocken erneut abgeliefert werden.
Auch auf dem Gebiet des heutigen Landkreises München wurden im Laufe des Krieges Zwangsarbeiter eingesetzt, zum großen Teil waren dies Franzosen, Italiener, Serben, Kroaten, Slowenen und Polen. In Sauerlach waren diese insbesondere in der Landwirtschaft sowie beim örtlichen Forstamt tätig. Die Gemeinde Sauerlach entschloss sich, der ehemaligen Zwangsarbeiterin Ekaterina Petrowna im Jahr 2001 eine symbolische Entschädigung in Höhe von 500 DM zukommen zu lassen.
Der erste Luftangriff der Royal Air Force auf München zum 2. September 1940 hatte einen Rangierbahnhof und die Flugmotorenfertigung der BMW-Werke in Milbertshofen zum Ziel. Dabei kam es jedoch auch zu Fehlwürfen in Sauerlach. Den ersten Fliegeralarm gab es in Sauerlach am 25. Februar 1943 – Flugblätter wurden abgeworfen. München war nachts Ziel eines großen Luftangriffs, die Stadt brannte und der Feuerschein war bis nach Sauerlach zu sehen; auch auf Pullach, Oberhaching, Straßlach und Grünwald fielen Bomben. Über Sauerlach wurde am 7. September 1943 ein Bomber der britischen Royal Air Force abgeschossen, der brennend am westlichen Waldrand niederging und beim Aufschlag explodierte. Die drei kanadischen Besatzungsmitglieder kamen ums Leben. Einer von ihnen, Mac Leheman, stieg zwar mit dem Fallschirm aus, wurde jedoch durch die Explosion der Maschine auch getötet. Am 22. Februar 1944 wurde in Sauerlach der 24. Fliegeralarm registriert, von da an gab es nun Tag für Tag zweimal Alarm, zuerst am Nachmittag, dann nachts.

Der Luftraum über Sauerlach war gegen Ende des Kriegs zum Sammelplatz für alliierte Bomber-Pulks geworden, die sich entweder zum neuen Anflug auf München oder für den gemeinsamen Rückflug zu ihren Basen in Italien sammelten. Am 20. September wurden 200 Maschinen gezählt, bald waren es schon 1000 Flugzeuge. Am 19. Dezember 1944 wurde der Volkssturm einberufen. Ihm gehörten 180 Mann an, neben Ortsansässigen auch Leute aus Eichenhausen, Endlhausen und Oberbiberg. Nordöstlich von Sauerlach, in einem Waldstück der Gemeinde Brunnthal nahe der heutigen Bundesautobahn 8, befand sich vom Frühjahr 1944 bis zu seiner Entdeckung durch Luftstreitkräfte der United States Army Air Forces am 9. April 1945 ein sog. Ausweich- und Schattenflugplatz der Wehrmacht mit Flugabwehrstellungen. Entlang der Autobahn wurden Schneisen in die Wälder geschlagen, um Flugzeuge der unterschiedlichsten Typen – darunter u. a. mehrere Junkers Ju 87, Messerschmitt Bf 109 und Messerschmitt Me 262 – unter Tarnnetzen und Bäumen zu verstecken. Die Autobahn diente dabei als Start- und Landebahn des Fliegerhorsts Neubiberg. Eine besondere Bedeutung gewann das Wasserhaus am Bahnhof Sauerlach, als gegen Ende des Zweiten Weltkriegs wegen der zunehmenden Luftangriffe auf die Landeshauptstadt Lokomotiven vom Hauptbahnhof nach Sauerlach kamen, um dort ihre Wasservorräte aufzufüllen. Durch die ungewöhnlich hohe Wasserentnahme sank der Grundwasserspiegel, sodass Wasser im Ort selbst knapp wurde.

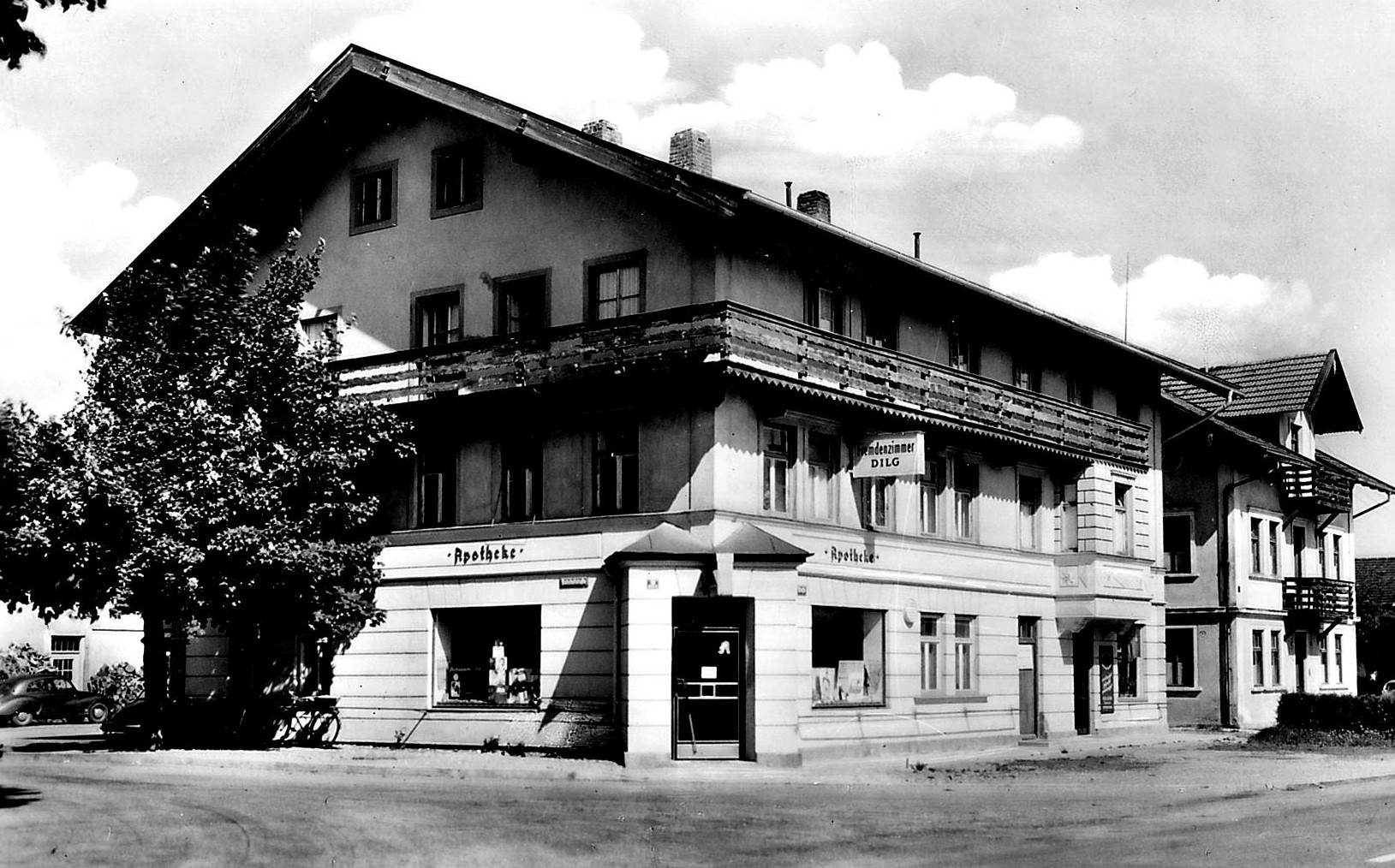
Die ehemalige Bahnhofsrestauration (Münchener Straße 9) in den frühen 1960er Jahren

Am 28. Februar 1945 wurden vier Sprengbomben auf Sauerlach abgeworfen, wohl um eine Rüstungswerkzeugfabrik im westlichen Ortsgebiet zu treffen. Außer vier großen Sprengtrichtern nahmen jedoch weder Menschen noch Gebäude Schaden. Seit dem 19. April 1945 passierten täglich, insbesondere in den Nachtstunden, Einheiten der Wehrmacht auf dem Rückzug mit Mannschaften, Geschützen und anderem Kriegsgerät die Ortschaft. Am 1. Mai 1945 gegen 9 Uhr morgens standen sodann amerikanische Panzer von Wolfratshausen kommend am Waldrand. Als am Vormittag die Soldaten auf der Höhe des Wasserhäusls angekommen waren und Warnschüsse abgaben, eilte ihnen Bürgermeister Sebastian Maier mit einer Weißen Fahne entgegen, um mit Hilfe der kriegsgefangenen Franzosen – allen voran der Militärseelsorger Pierre Perrand – die kampflose Übergabe des Dorfes zu verhandeln. Die in Sauerlach einquartierte SS-Mannschaft wollte aus einem am Nordostende des Ortes aufgestellten Flakgeschütz auf die US-Amerikaner schießen, was jedoch einige Bewohner zu verhindern wussten. Zudem hielten sich im Ort noch etwa 200 deutsche Soldaten mit mehreren Offizieren auf. Das Risiko erhöhte sich durch einen vollbeladenen Munitionszug am Bahnhof. Die deutschen Soldaten ergaben sich allerdings ohne Widerstand zu leisten. Von Plünderungen zumindest in kirchlichen Gebäuden ist nichts überliefert; jedoch hat eine amerikanische Patrouille auf der Suche nach SS-Angehörigen die Türen der St. Anna-Kapelle in Staucharting sowie jene der St. Ulrichs-Kapelle in Lanzenhaar aufgebrochen.
Insgesamt ist die Gemeinde Sauerlach von unmittelbaren Kriegszerstörungen verschont geblieben. Anders erging es jedoch der der damals noch unabhängigen Gemeinde Arget am 12. Juli 1944. Ein Verband der United States Army Air Forces hat an diesem Tag mittags gegen 13 Uhr, wahrscheinlich im Notwurf, etwa 100 Spreng- und über 2000 Brandbomben über dem Gemeindegebiet abgeworfen. Zwar kam es glücklicherweise zu keinen Personenschäden, jedoch brannten fünf Anwesen ganz oder zum Teil aus, während auf den Feldern und Waldungen etliche Sprengtrichter entstanden.
War Sauerlach schon seit Mitte April 1945 täglich mit Einquartierungen deutscher Soldaten belastet, kamen vom 24. Mai 1945 bis zum 23. Juni mit der vor Ort vollzogenen Demobilisierung der 19. Armee der Wehrmacht eine erneute Belastung hinzu: Täglich kamen etwa 900 Mann zur Entlassung und zum Abtransport in ihre Heimat nach Sauerlach. Folglich hatte jedes Anwesen im Ort deutsche Soldaten zu Hause, welche, insoweit und solange es möglich war, auch verpflegt wurden. Ende Juli 1945 befanden sich noch etwa 100 US-amerikanische Soldaten in Sauerlach, ehe der Zweite Weltkrieg auch für Sauerlach praktisch zu Ende war. Am 22. Juli 1945 fuhr wieder der erste Zug nach München. Bereits am 13. Mai 1945 fanden in Sauerlach die ersten Wahlen nach dem Krieg statt: Als Erster Bürgermeister wurde Sebastian Maier bestätigt, dessen Wahl jedoch vom Landratsamt Wolfratshausen wegen seiner Zugehörigkeit zur NSDAP nicht angenommen wurde. Von den 160 Sauerlacher Kriegsteilnehmern fielen 67, 20 gelten weiterhin als vermisst.

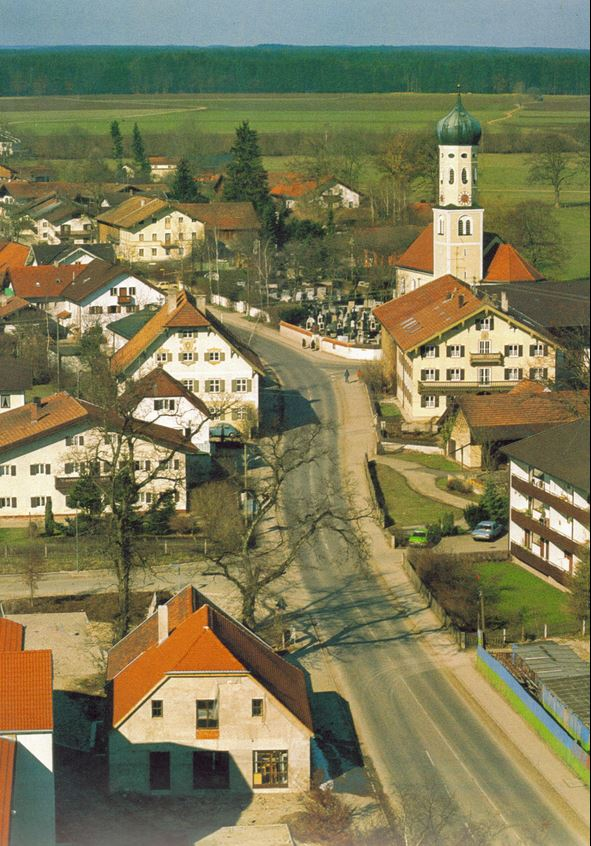
Dörfliches Idyll: Blick auf die Wolfratshauser Straße im Jahre 1981, im Hintergrund die Kath. Pfarrkirche St. Andreas

### Nachkriegszeit
Die Zeit nach dem Zweiten Weltkrieg brachte Sauerlach durch die Aufnahme zahlreicher Evakuierter, Flüchtlinge und Heimatvertriebener große Wohnungsprobleme. In mehreren, auch von der Katholischen Kirche unterstützten Siedlungsprogrammen konnten in wenigen Jahren 27 Eigenheime geschaffen werden. Mitte der 1950er Jahre, nach Abschluss der Flurbereinigung, entstand der erste Wirtschafts- und Entwicklungsplan. Im Zuge einer Modernisierung und Straffung der Polizeiorganisation wurde die Sauerlacher Gendarmeriestation 1960 nach über 100 Jahren aufgelöst und ihre Aufgabe dem damaligen Dienstbereich Wolfratshausen zugeordnet.
Als Folge des Flugzeugunglücks am 17. Dezember 1960 kam es zu konkreten Überlegungen, anstelle des Flughafens München-Riem einen neuen interkontinentalen Großflughafen abseits des dicht besiedelten Münchner Stadtgebietes zu bauen. Als möglichen Standort schlug eine Kommission unter Leitung des bayerischen Arbeitsministers Richard Oechsle neben Sulzemoos im Nordwesten und Hörlkofen im Osten auch den Hofoldinger Forst im Süden der Landeshauptstadt vor. Obwohl er einige Nachteile aufwies – so wäre dort ein besonderes schwerwiegender Eingriff in die Flora und Fauna erforderlich gewesen – blieb der Standort Hofolding auf Grund der verhältnismäßig dünnen Besiedlung und der infrastruktuelleren Anbindung allgemein favorisiert. Denn auch Enteignungen wären kaum erforderlich gewesen, da 70 Prozent der geplanten Fläche bereits dem Freistaat gehörten. Da nahezu das gesamte Gemeindegebiet des heutigen Sauerlachs von den Planungen betroffen waren – insbesondere Arget, Lochhofen und Grafing lagen direkt in der geplanten Einflugschneise, schlossen sich 18 Gemeinden zur Schutzgemeinschaft Hofoldinger Forst – Bayerisches Oberland e. V. zusammen, die am 27. Mai 1966 auf Betreiben des damaligen Peißer Bürgermeisters Johann Mang gegründet wurde. Der dadurch organisierte Widerstand führte schließlich dazu, dass sich die Bayerische Staatsregierung unter Alfons Goppel am 5. August 1969 für den heutigen Standort des Flughafens München im Erdinger Moos entschied.
1959 wurde der Ort Wohnsiedlungsgemeinde, 1968 der erste Flächennutzungsplan rechtswirksam. Bis zum 1. Juli 1972 gehörte Sauerlach zum damaligen Landkreis Wolfratshausen. Als dieser mit dem Landkreis Bad Tölz zusammengelegt wurde, schloss sich Sauerlach dem Landkreis München an. Nach einer Bürgerbefragung, bei der 67 Prozent der Wahlberechtigten für den Anschluss an Sauerlach votierten, wurde der Gemeindeteil Lanzenhaar (ehemals Gemeinde Brunnthal) dem Sauerlacher Gemeindegebiet zugeschlagen. In Otterloh sprachen sich dagegen 65 Prozent für einen Verbleib bei Brunnthal aus. Am 1. Mai 1978 wurden schließlich die Gemeinden Arget und Eichenhausen in das Sauerlacher Gemeindegebiet eingegliedert. Mit der Eingliederung eines Teils des Hofoldinger Forstes am 1. Januar 2011 wuchs die Fläche des Gemeindegebietes nochmals um 3,07 Quadratkilometer.

### Jüngste Entwicklungen

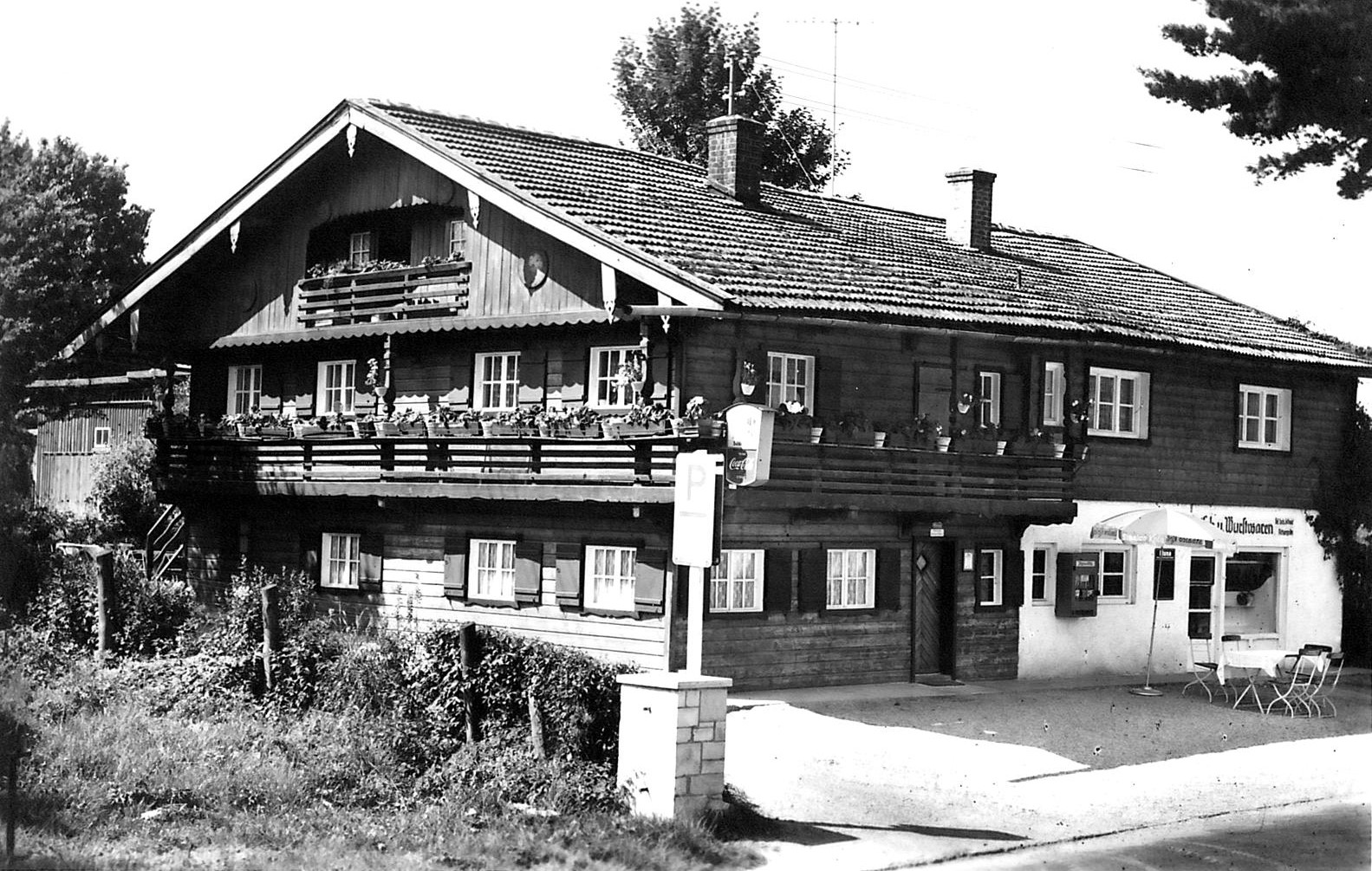
Metzgerei, Gaststätte und Fremdenzimmer von Korbinian Sedlmair in den 1970er Jahren

Die Gemeinde Sauerlach hat, verursacht u. a. durch die Kanalisierung, einen größeren Entwicklungsschub erfahren. Dieser soll jedoch durch eine maßvolle Ausweisungspolitik feingesteuert und ausgeglichen werden. Im Zuge der Aufstellung des Gesamtflächennutzungsplanes im Jahr 1997 wurde eine Einwohnerentwicklungskurve angesetzt, welche unter Berücksichtigung der neu ausgewiesenen Bauflächen bei organischem Wachstum ziemlich genau den heutigen Einwohnerstand darstellt. Demnach soll sich Sauerlach im Hauptort maßvoll, aber auf keinen Fall explosionsartig entwickeln. In den ländlichen Gemeindeteilen dagegen wurden die bestehenden dörflichen Strukturen weitgehend erhalten und dennoch eine maßvolle Entwicklung ermöglicht, um Tradition und Moderne miteinander zu verbinden.

### Tabellarischer Überblick über bedeutende Ereignisse
| Jahr      | Ereignis |
| --------- | --- |
| 1702      | Bau der katholischen Pfarrkirche St. Andreas |
| 1824      | Bau des ersten Schulhauses an der Wolfratshauser Straße 5 |
| 1848      | Sauerlach erhält eine Gendarmerie-Station. |
| 1857      | Eröffnung des Abschnitts Großhesselohe–Holzkirchen der Bahnstrecke München–Lenggries mit Station in Sauerlach                                                      |
| 1871      | Bau des Forstamts |
| 1876      | Bau des zweiten Schulhauses an der Münchener Straße 7 |
| 1890      | Mäuse- und Maulwurfsplage |
| 1895      | Haberfeldtreiben und anschließende Festnahme einer großen Anzahl an Haberern                                                                                       |
| 1898–1899 | Sauerlach erhält eine Wasserleitung. |
| 1902      | Bau des Wasserhäusls |
| 1912      | Anschluss an das Elektrizitätswerk der AG Amperwerke |
| 1951      | Flurbereinigung |
| 1966      | Bau eines modernen Schulhauses (Verbandsschule Sauerlach-Arget-Eichenhausen)                                                                                       |
| 1966–1973 | Widerstand gegen die Pläne zum Bau eines Großflughafens im Hofoldinger Forst                                                                                       |
| 1972      | Aufnahme des S-Bahn-Betriebs |
| 1976–1978 | Erweiterung des neuen Schulhauses |
| 1989–1990 | Bau einer Mehrzweckturnhalle |
| 1993      | Einrichtung des gemeindlichen Wertstoffhofs |
| 1994–1995 | Bau eines neuen Feuerwehrhauses |
| 1998      | Die Gemeinde erwirbt das Bahnhofsgelände. |
| 2001–2004 | Umbau des Bahnhofs inklusive Neubau einer zweigeschossigen P + R -Anlage                                                                                           |
| 2002      | Inbetriebnahme des gemeindeeigenen Biomasseheizkraftwerks. Aufgrund des ORC-Verfahrens zur Wärme- und Stromgewinnung findet es über die Gemeinde hinaus Beachtung. |
| 2004      | Eröffnung des AWO-Seniorenzentrums |
| 2007–2009 | Bohrungen für das geothermische Kraftwerk der Stadtwerke München                                                                                                   |
| 2006      | Umgestaltung des ehemaligen Bahnhofsplatzes zu einem repräsentativen Marktplatz mit Wochenmarkt und Brunnen                                                        |
| 2007      | Einschub der neuen Eisenbahnbrücke über die Staatsstraße 2573 (damalige Bundesstraße 13)                                                                           |
| 2013      | Umbenennung der Schule in Friedrich-von-Aychsteter-Grundschule Sauerlach                                                                                           |
| 2014      | Inbetriebnahme des Geothermiekraftwerks |
| 2014      | Abschluss der Kanalisierung |
| 2017–2018 | Erweiterung des Schulbaus (u. a. Mensa) |
| 2021      | Dachstuhlbrand des Alten Rathauses |

### Einwohnerentwicklung
Gemäß dem Bayerischen Landesamt für Statistik haben sich die Einwohnerzahlen jeweils zum 31. Dezember eines Jahres wie folgt entwickelt:
| Jahr | Einwohner |      | Jahr | Einwohner |      | Jahr | Einwohner |  | Jahr | Einwohner |
| 1840 | 1041      | 1970 | 3455 | 2012      | 7314 | 2019 | 8228      |  |      |           |
| 1871 | 1180      | 1987 | 5094 | 2013      | 7406 | 2020 | 8204      |  |      |           |
| 1900 | 1513      | 2007 | 6617 | 2014      | 7511 | 2021 | 8169      |  |      |           |
| 1925 | 1638      | 2008 | 6767 | 2015      | 7705 | 2022 | 8255      |  |      |           |
| 1939 | 1756      | 2009 | 6968 | 2016      | 7788 | 2023 | 8210      |  |      |           |
| 1950 | 2768      | 2010 | 7128 | 2017      | 8111 | 2024 | 8063      |  |      |           |
| 1961 | 2773      | 2011 | 7263 | 2018      | 8194 |      |           |  |      |           |

Seit 1970, zur Zeit der Gebietsreform in Bayern, hat sich die Einwohnerzahl bis 2018 um 4739 Personen erhöht. Das entspricht einem Wachstum von 137,16 Prozent. Zwischen 1988 und 2018 wuchs die Gemeinde von 5154 auf 8194 um 3040 Einwohner bzw. um 59 Prozent.

## Politik

### Bürgermeister

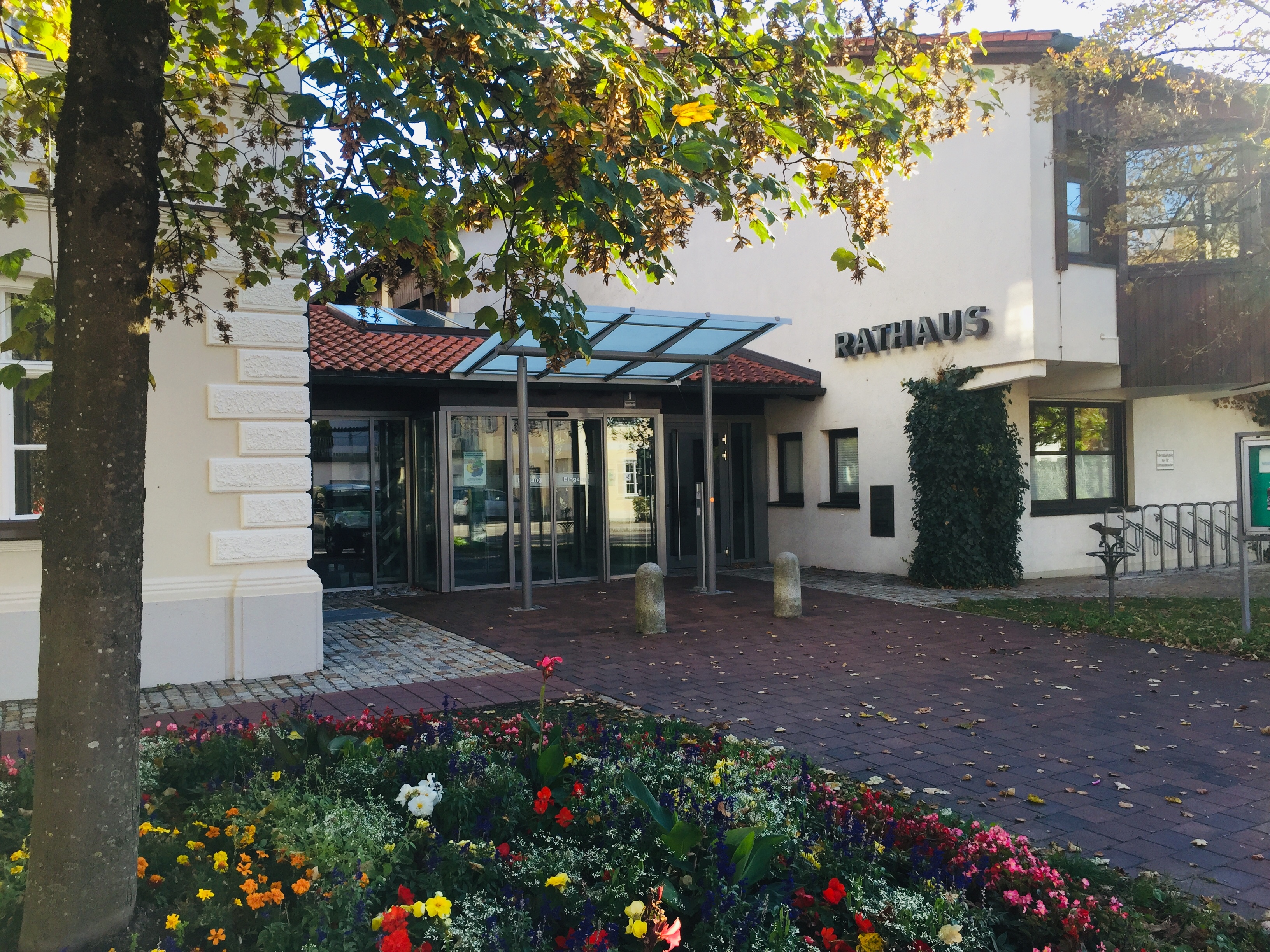
Das Neue Rathaus der Gemeinde Sauerlach

Erste Bürgermeisterin ist seit 2008 Barbara Bogner von der Unabhängigen Bürgervereinigung (UBV). Damals gewann sie die Stichwahl gegen Annette Kouba (CSU) völlig überraschend mit knapp 54 Prozent. Bei der Kommunalwahl 2014 setzte sich Bogner im ersten Wahlgang mit 56,1 Prozent der Stimmen gegen die Herausforderer Paul Fröhlich (CSU) sowie Axel Horn (Bündnis 90/Die Grünen) durch. Bei der Kommunalwahl sechs Jahre später setzte sie sich erneut mit 52,9 Prozent gegen ihre Herausforderer Hubert Zellner (CSU), sowie Babak Afshar (SPD) und Ursula Gresser (FDP) durch. Als Zweiter Bürgermeister amtiert Klaus Zimmermann (UBV), Dritter Bürgermeister ist Wolfgang Büsch von den Grünen.

### Gemeinderat
Dem Gemeinderat in Sauerlach gehören gem. Art. 31 Abs. 2 der Gemeindeordnung neben dem Ersten Bürgermeister als Vorsitzenden aktuell 20 Mitglieder an. Die derzeitige Wahlperiode dauert von 2020 bis 2026. Bei der Kommunalwahl 2020 erreichte die CSU sechs, die UBV sieben Sitze, die Grünen kommen auf vier und die SPD auf zwei Sitze. Erstmals den Einzug in den Sauerlacher Gemeinderat schaffte die FDP unter Ursula Gresser. Aufgrund Zweifeln an der Funktionsweise der Scannerstifte musste die Stimmauszählung unter Aufsicht des Landratsamts München Mitte Juni wiederholt werden.
| Wahl | CSU | UBV | SPD | Grüne | DUW* | WGE** | Gesamt   | Wahlbeteiligung |
| ---- | --- | --- | --- | ----- | ---- | ----- | -------- | --------------- |
| 1972 | 5   | –   | 5   | –     | 2    | 2     | 14 Sitze |                 |
| 1978 | 9   | –   | 4   | –     | 1    | 2     | 16 Sitze | 84,0 %          |
| 1984 | 10  | 3   | 6   | 1     | –    | –     | 20 Sitze |                 |
| 1990 | 10  | 3   | 6   | 1     | –    | –     | 20 Sitze |                 |
| 1996 | 10  | 4   | 5   | 1     | –    | –     | 20 Sitze |                 |

Sitzverteilung 2020 im Sauerlacher Gemeinderat

* DUW = Demokratische Unabhängige Wählervereinigung     ** WGE = Wählergruppe Einigkeit
1956 hatte der Gemeinderat nur 10 Sitze: vier erhielt die SPD und je drei DUW und WGE.
|             | CSU         | CSU   | UBV         | UBV   | SPD         | SPD   | Grüne       | Grüne | FDP         | FDP   |          |                 |
| Wahlperiode | Anteil in % | Sitze | Anteil in % | Sitze | Anteil in % | Sitze | Anteil in % | Sitze | Anteil in % | Sitze | Gesamt   | Wahlbeteiligung |
| ----------- | ----------- | ----- | ----------- | ----- | ----------- | ----- | ----------- | ----- | ----------- | ----- | -------- | --------------- |
| 2002–2008   | 52,23       | 11    | 20,08       | 4     | 16,68       | 3     | 11,04       | 2     | –           | –     | 20 Sitze | 69,4 %          |
| 2008–2014   | 41,16       | 9     | 26,37       | 5     | 15,15       | 3     | 16,96       | 3     | –           | –     | 20 Sitze | 71,4 %          |
| 2014–2020   | 35,40       | 7     | 39,40       | 8     | 10,80       | 2     | 14,40       | 3     | –           | –     | 20 Sitze | 67,4 %          |
| 2020–2026   | 34,09       | 6     | 34,15       | 7     | 08,52       | 2     | 19,49       | 4     | 3,75        | 1     | 20 Sitze | 67,3 %          |

### Wappen und Farben der Gemeinde
| | Blasonierung: „In Silber über blauem Wellenschildfuß ein schwarzer Eberkopf mit goldenen Hauern, darüber zwischen zwei grünen Eichenblättern eine grüne Eichel.“ |
| Wappenbegründung: Die Lage der Gemeinde am Sauerlacher Forst, der für seinen Reichtum an Schwarzwild bekannt ist, wird durch den Eberkopf und die Eichenblätter mit der Eichel versinnbildlicht. Der Gemeindename, der sich aus dem Wort Saulake entwickelt hat, wird zusätzlich durch den Wellenschildfuß (lake) dargestellt. Am 5. April 1978 genehmigte die Regierung von Oberbayern für die Gemeinde Sauerlach ein Wappen, das auf den Ortsnamen und die Lage im Eichenwald Bezug nimmt. Das Wappen geht auf einen Entwurf des Heraldikers Max Reinhart zurück. | |

Weiter kann die Gemeinde auch eine eigene Fahne annehmen, für deren Farbgebung die Wappenfarben maßgebend sind, wobei die Figurenfarben den Feldfarben vorangehen. Die amtliche Fahne mit drei Streifen ist daher in der Farbenfolge schwarz-weiß-grün auszuführen. Der Fahne kann auch das Wappen auferlegt werden.

### Logo der Gemeinde
Neben dem Wappen besitzt Sauerlach zudem ein Logo, das die Position und das Selbstbewusstsein der Gemeinde in der modernen Metropolregion München wiedergibt. Das Logo wurde in einer Projektarbeit zusammen mit zwei Klassen der Münchner Berufsfachschule für Kommunikationsdesign der Deutschen Meisterschule für Mode entwickelt. Nach einem Vorauswahlverfahren entschied sich der Gemeinderat am 24. Juli 2007 für den Entwurf von Sathya Tenerowicz – Sauerlach natürlich.

## Verkehr
In der Ortsmitte von Sauerlach kreuzen sich die Staatsstraße 2573 und die Staatsstraße 2070. Beide führen jeweils zu einer Autobahnanschlussstelle: Die St 2573 führt durch den Gemeindeteil Lanzenhaar zur Bundesautobahn 995, die St 2070 führt durch das Sauerlacher Gewerbegebiet nach Osten zur Bundesautobahn 8.

### S-Bahn
Der Bahnhof Sauerlach liegt an der Bahnstrecke München–Lenggries und ist direkt an die Münchner S-Bahn Linie S3 angeschlossen, die alle 20 bzw. 40 Minuten in Richtung München und Holzkirchen verkehrt.
| S3 | Mammendorf – Malching – Maisach – Gernlinden – Esting – Olching – Gröbenzell – Lochhausen – Langwied – Pasing – Laim – Hirschgarten – Donnersbergerbrücke – Hackerbrücke – Hauptbahnhof – Karlsplatz (Stachus) – Marienplatz – Isartor – Rosenheimer Platz – Ostbahnhof – St.-Martin-Straße – Giesing – Fasangarten – Fasanenpark – Unterhaching – Taufkirchen – Furth – Deisenhofen – Sauerlach – Otterfing – Holzkirchen | 20- bzw. 40-Minuten-Takt |

### Regionalbus
Innerhalb Sauerlachs verbinden die MVV-Buslinien 223, 226 und 244 die anderen Gemeindeteile und das Gewerbegebiet mit dem Hauptort. Zudem können über die Linie 226 der S-Bahnhof Deisenhofen (Linie S3) und mit der Linie 244 der S-Bahnhof Höhenkirchen-Siegertsbrunn (Linie S7) erreicht werden.
| Linie | Verlauf |
| ----- | --- |
| 223   | Sauerlach (Bahnhof) – Sauerlach, Martinstraße – Grafing – Lochhofen, Bavariastraße – Lochhofen, Michelistraße – Arget, Finkenweg – Arget, Oberhamer Straße – Arget, Holzkirchner Straße – Lochhofen, Abzw. – Grafing, Neubauerweg – Sauerlach, Martinstraße – Sauerlach (Bahnhof), Sauerlach, Schule – Sauerlach, Ludwig-Bölkow-Straße – Sauerlach, Robert-Bosch-Straße – Sauerlach, Mühlweg |
| 226   | Sauerlach (Bahnhof) – Sauerlach (Kirche) – Sauerlach, Keltenstraße – Großeichenhausen – Kleineichenhausen – Altkirchen, Eichenhausener Straße – Altkirchen – Gumpertshausen – Gerblinghausen – Oberbiberg – Kreupullach, Abzw. – Deisenhofen, Josefstraße – Deisenhofen, Bergstraße – Deisenhofen, Hubertusplatz – Deisenhofen (Bahnhof) |
| 244   | Sauerlach (Bahnhof) – Sauerlach, Otterloher Straße – Sauerlach, Waldsiedlung – Lanzenhaar, Münchener Straße – Otterloh – Brunnthal, Bergstraße – Brunnthal – Höhenkirchen-Siegertsbrunn, Brunnthaler Straße – Höhenkirchen-Siegertsbrunn, Kirche – Höhenkirchen-Siegertsbrunn (Bahnhof), Höhenkirchen-Siegertsbrunn, Lindenstraße – Neukirchstockach, Taufkirchner Straße – Kirchstockach, Haidstraße – Neukirchstockach, Waldstraße – Brunnthal, Abzw. Gudrunsiedlung – Brunnthal, Abzw. Waldbrunn – Brunnthal, Eugen-Sänger-Ring – Brunnthal, Zusestraße – Taufkirchen, Hugo-Junkers-Straße |

## Religionen

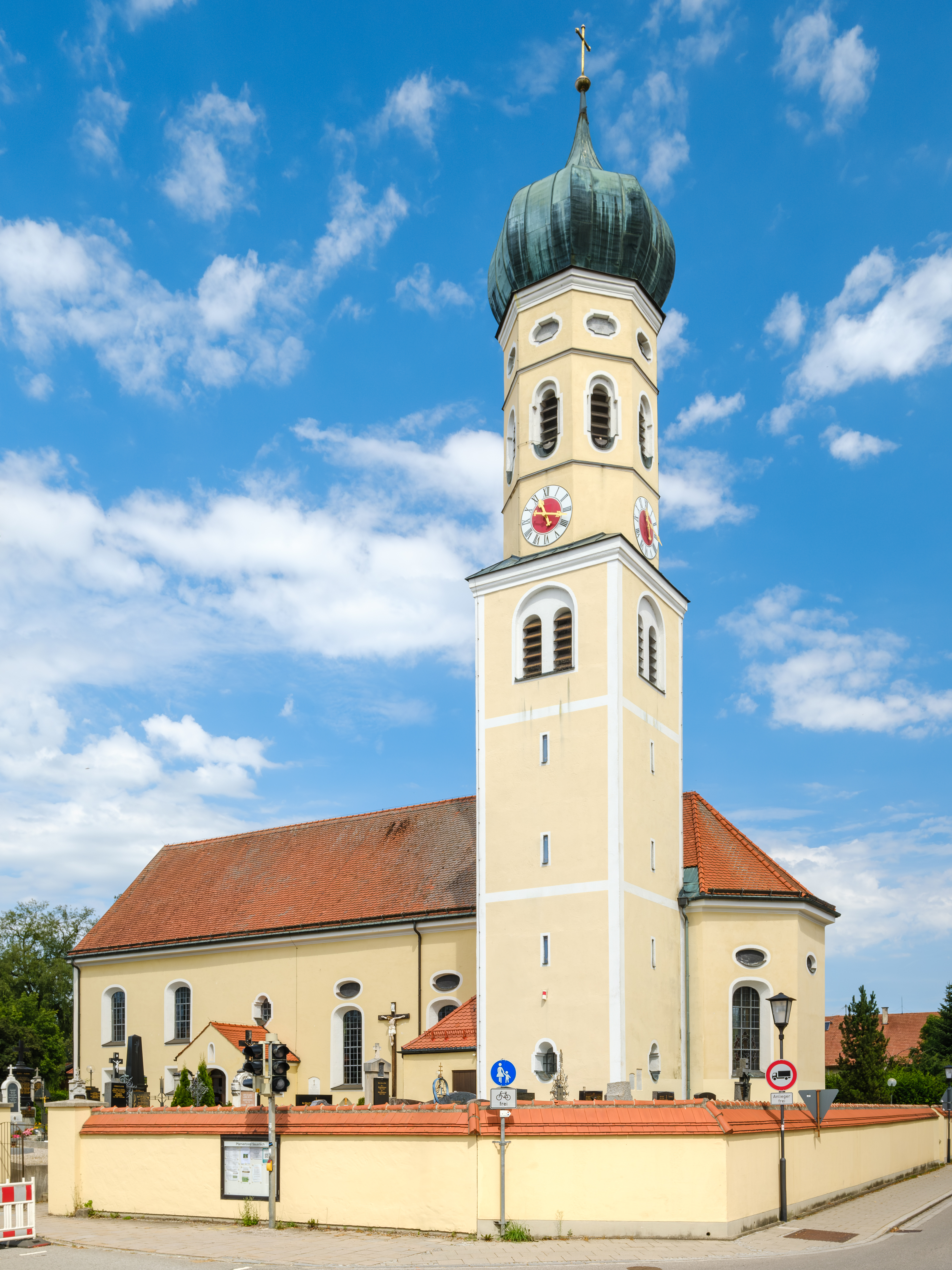
Katholische Pfarrgemeinde St. Andreas Sauerlach

Wie der Regierungsbezirk Oberbayern war auch Sauerlach fast ausschließlich römisch-katholisch geprägt. Die erste evangelische Familie kam mit der Errichtung des Forstamtes im Jahr 1871 nach Sauerlach. Es war der Forstmeister Eduard von Staudt, ein Sohn des Mathematikers Karl von Staudt, mit seiner Familie. Heute sind etwa 52,2 Prozent der Bevölkerung römisch-katholisch, 14,3 Prozent evangelisch-lutherisch; ca. 33,5 Prozent gehören keiner oder einer anderen Glaubensgemeinschaft an.

### Römisch-katholische Kirchen und Kapellen
- St. Andreas in Sauerlach (Pfarrkirche)
- St. Michael in Arget (Pfarrkirche)
- St. Margaret in Altkirchen (Kuratiekirche)
- St. Ulrich in Lanzenhaar (Filialkirche)
- St. Corona in Arget (Kapelle)
- St. Anna in Staucharting (Wallfahrtskapelle)
- St. Nikolaus in Kleineichenhausen (Kapelle)
- Hl. Dreifaltigkeit in Großeichenhausen (Kapelle)
- St. Marien in Altkirchen (Feldkapelle)
- Kapelle an der Oberlandstraße 72 in Grafing (Feldkapelle)

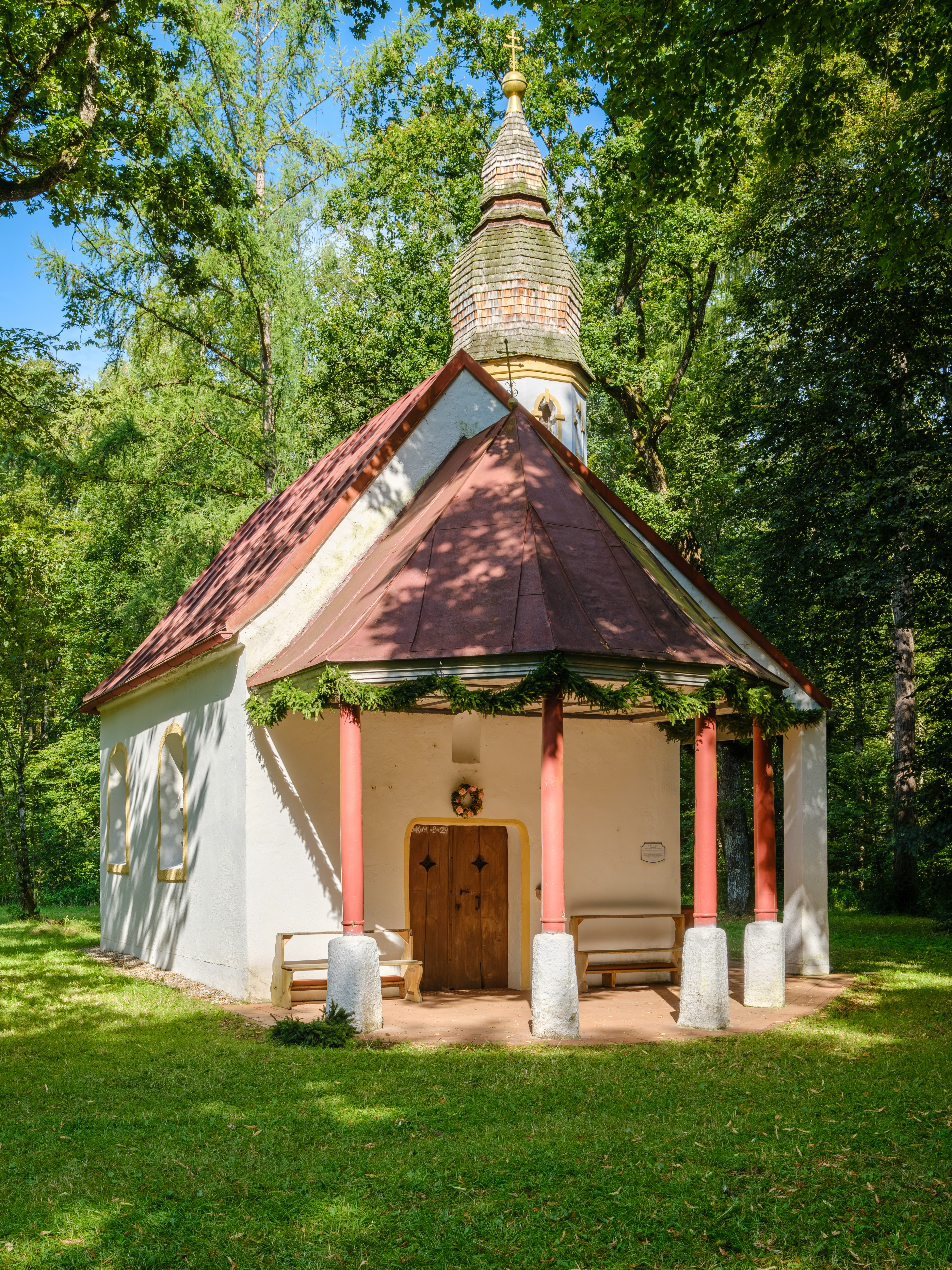
Die Wallfahrtskapelle St. Anna in Staucharting

Alljährlich am 26. Juli, dem Annatag, findet das St. Anna-Fest im sog. Stauchartinger Feld statt. Seit etwa 1711 treffen sich Bittgänger aus Sauerlach und Umgebung bei der Waldkapelle St. Anna in Staucharting zu einer Feldmesse mit anschließender Pferdesegnung.

### Evangelisch-lutherische Kirchen

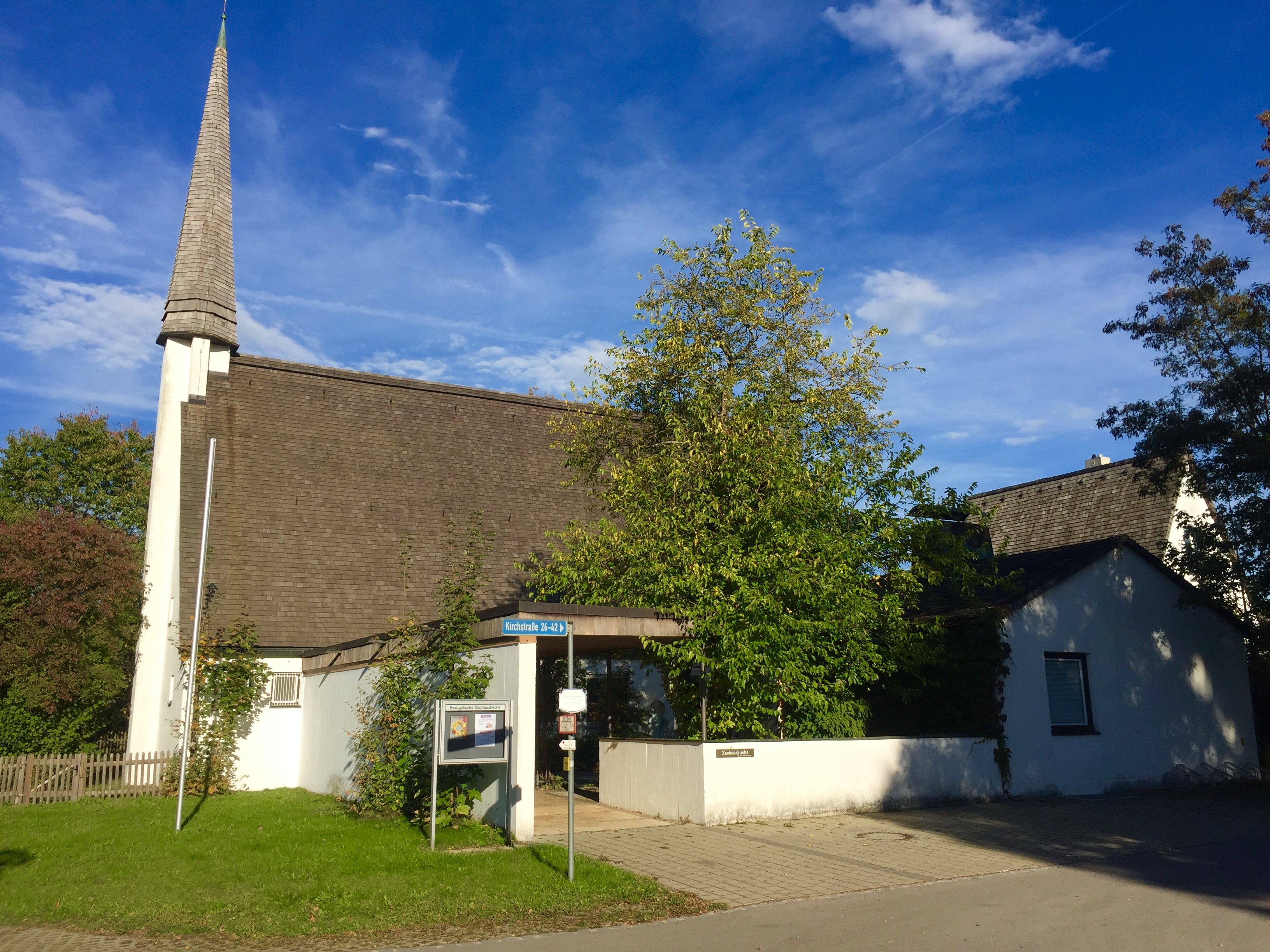
Evangelisch-lutherische Zachäuskirche Sauerlach

Sauerlach ist Teil der Evangelisch-Lutherischen Kirchengemeinde Holzkirchen und gehört damit seit 1997 zum Dekanat Bad Tölz (davor Dekanat Rosenheim). Die einzige evangelische Kirche ist die Zachäuskirche im Gemeindeteil Sauerlach. Sie wurde am 10. November 1963 eingeweiht. Geplant und erbaut wurde sie durch den Architekten Franz Lichtblau, die künstlerische Ausgestaltung übernahm Hubert Distler. In den Räumen trifft sich regelmäßig der evangelische Singkreis und die Band Road 42.

## Baudenkmäler und Sehenswürdigkeiten

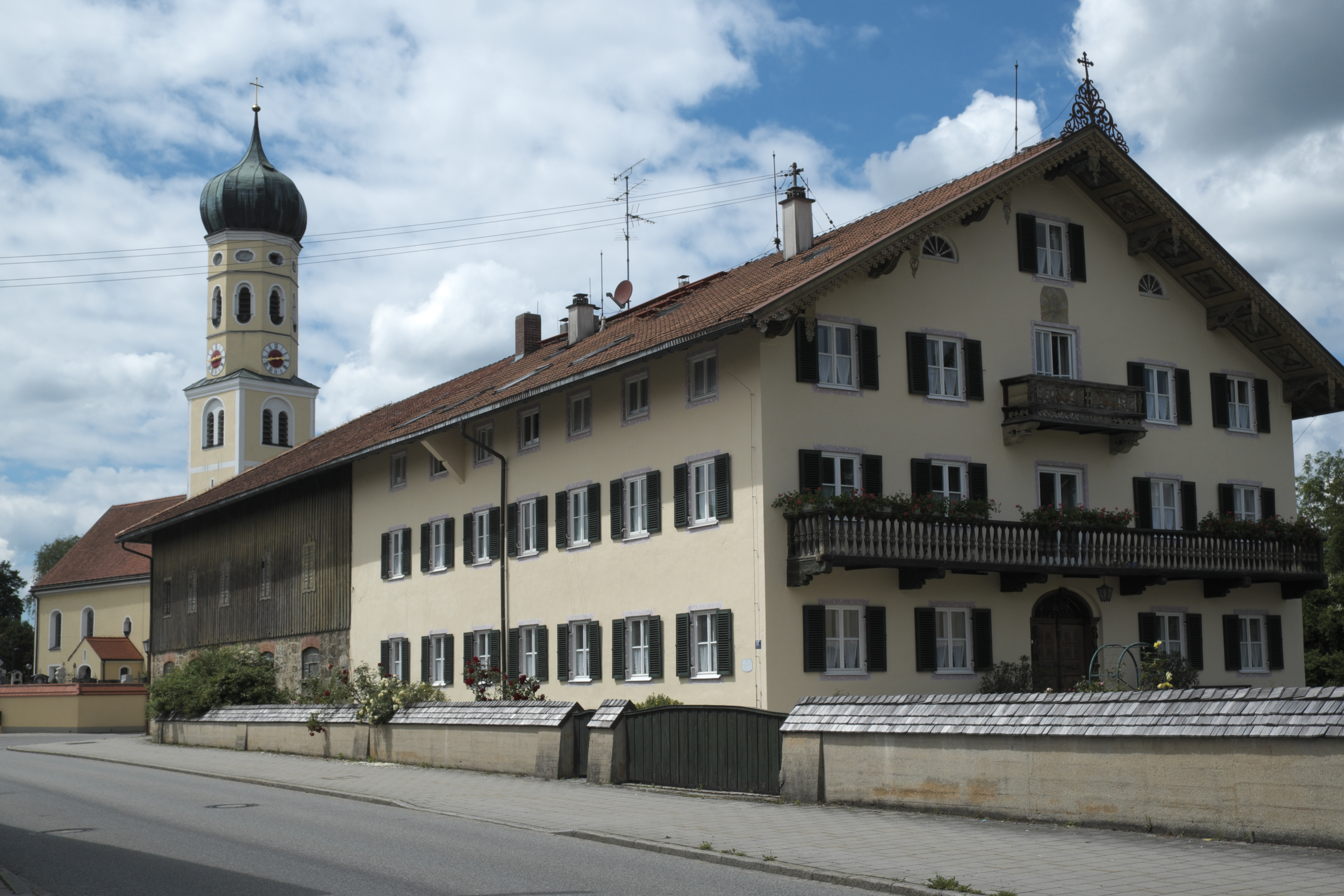
Einfirsthof „Beim Lindmaier“, erbaut 1842

Die Ortschaften der Gemeinde haben sich ihren ländlich-dörflichen Charakter weitgehend erhalten können. Folglich finden sich im Gemeindegebiet noch einige für das Voralpenland charakteristische Bauernanwesen, etwa den Einfirsthof Beim Lindmaier aus dem Jahr 1842 oder der Bauernwagner in der Bahnhofstraße aus dem 17. Jahrhundert. Der Zehentmaier-Hof, erbaut 1637/38, steht heute im Freilichtmuseum Glentleiten.

### Heimatmuseum Sauerlach

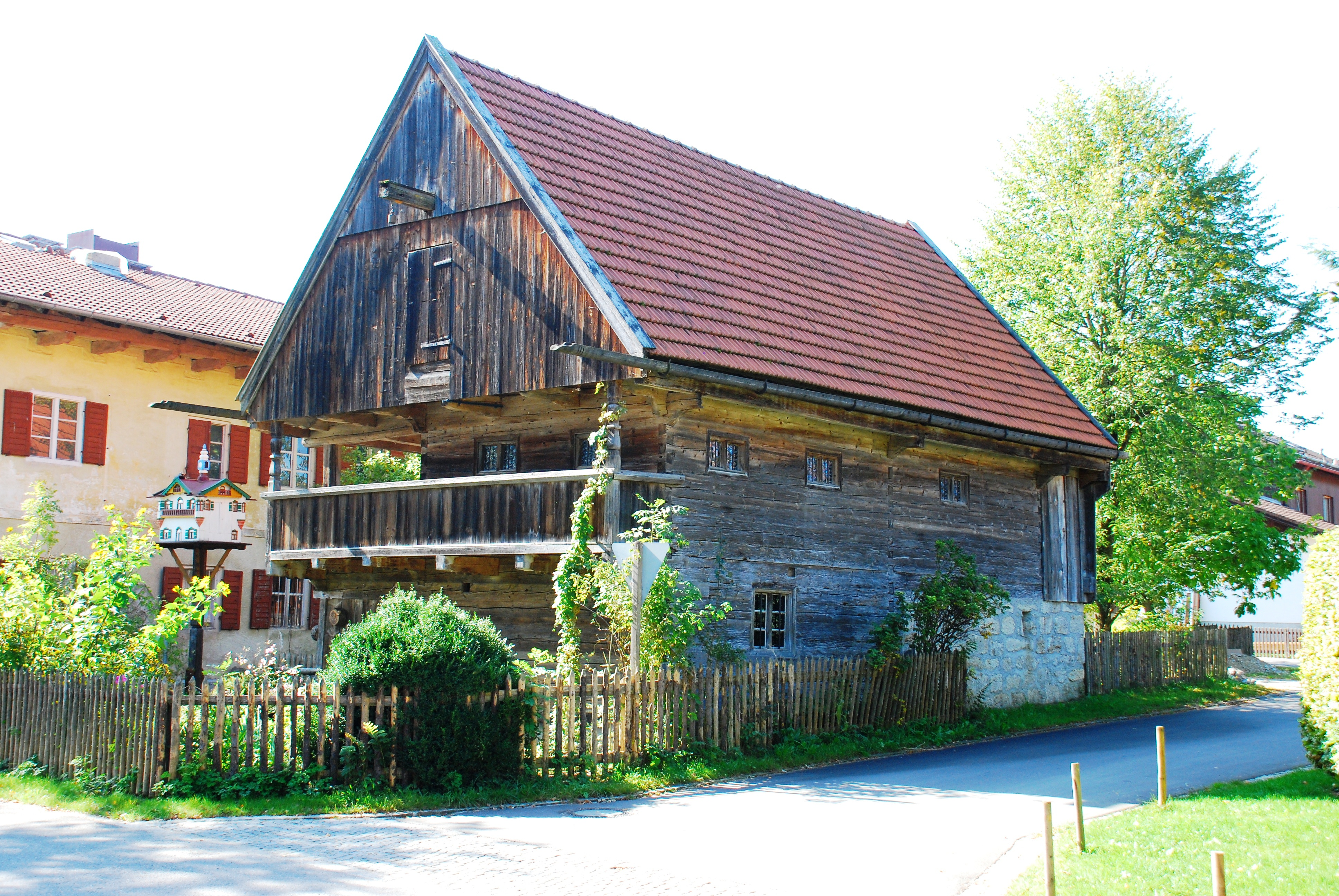
Der Troadkastn des Heimatmuseums Sauerlach in Arget

Außerdem ist das Heimatmuseum der Gemeinde Sauerlach in Arget einen Ausflug wert. Das heute rund 2100 Quadratmeter umfassende Museumsgelände befindet sich im Kern des unter Denkmalschutz stehenden Ensembles Holzkirchener Straße im Sauerlacher Gemeindeteil Arget. Arget gilt als das letzte vollständig erhaltene Straßendorf im Münchener Raum.
Kernstück des Heimatmuseums ist der nahezu 350 Jahre alte Troadkastn (Getreidespeicher). Ursprünglich gehörte dieser zweigeschossige historische Blockbau aus dem Jahr 1667 zum Garnerhof in Arget.

Die auf 760 Quadratmetern Fläche ausgestellten landwirtschaftlichen Geräte aus Stall und Haus sowie Kleidung, Bücher, Schriftstücke, fotografische Dokumente und Möbel stammen vorwiegend aus dem Gemeindebereich Sauerlach und seiner näheren Umgebung. 

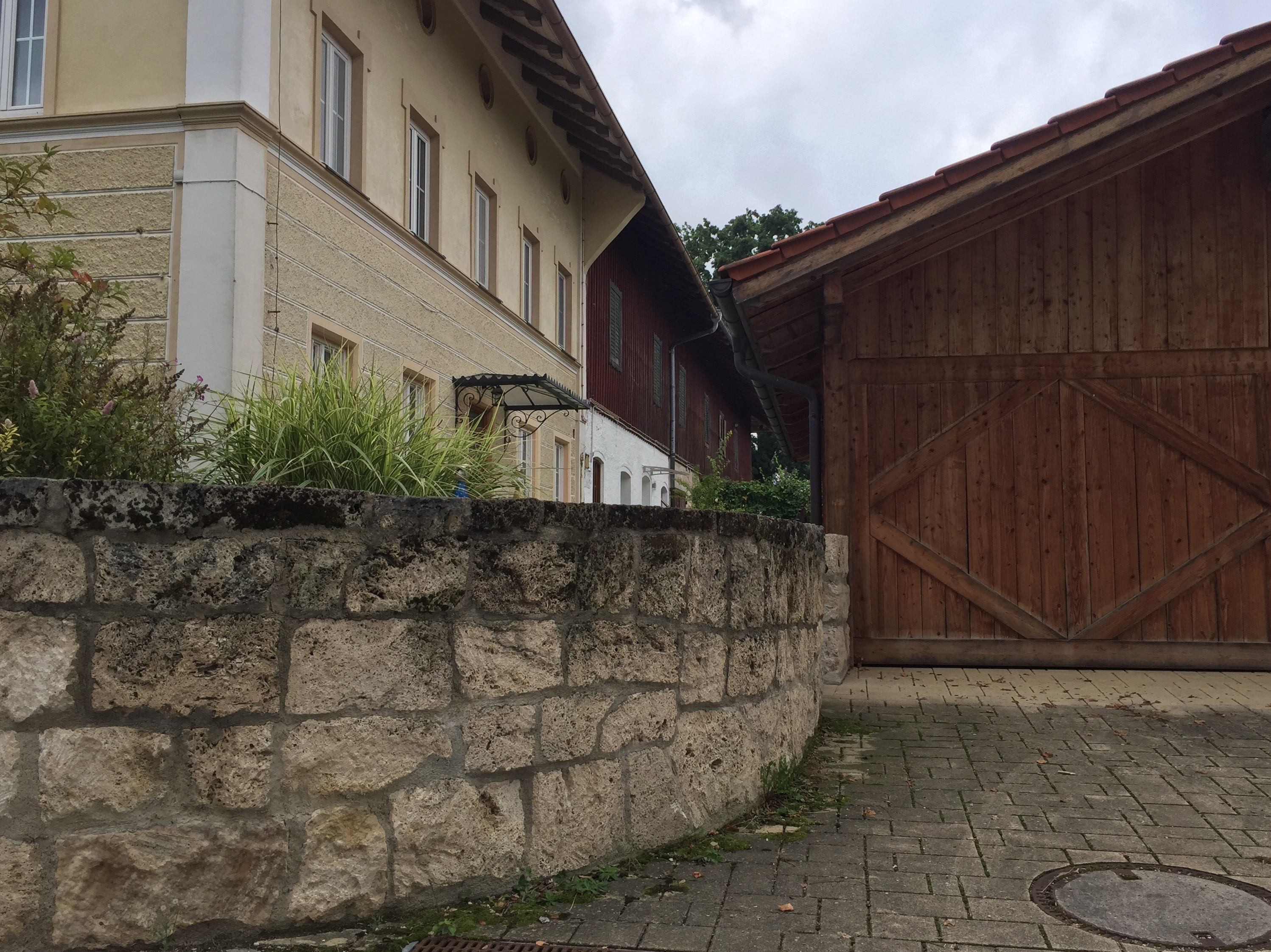
Die Überreste der Mauer des Aichstetter-Brunnens in der Kirchstraße 5.

### Aichstetter-Brunnen

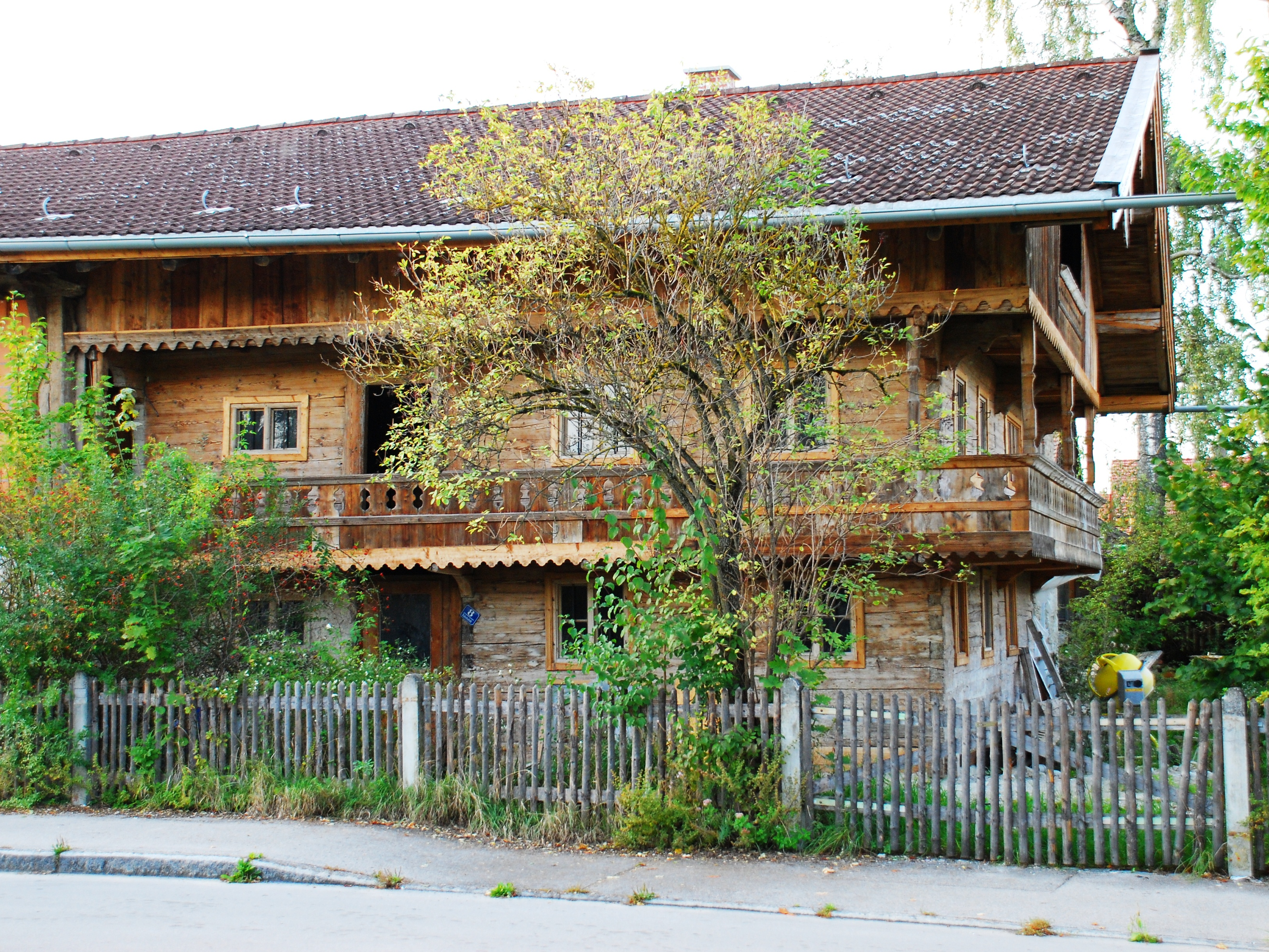
Beim Bauernwagner in der Bahnhofstraße 8, das wohl älteste Bauernhaus in Sauerlach.

Hinter einer Steinmauer an der Kirchstraße 5 verbirgt sich der älteste Brunnen Sauerlachs, der Aichstetter-Brunnen. Die ersten Zeugnisse für die Existenz dieses Brunnens finden sich im Jahre 1353. Der Brunnen selbst ist etwa vierzig Meter tief. In etwa zehn Metern Tiefe ist die Jahreszahl 1461 eingemeißelt – wohl die Zeit, in der der Brunnen ausgemauert wurde. Ursprünglich stand darüber das Pumpenhaus, welches aber schon vor langer Zeit abgebrochen wurde. Der Brunnenschacht ist heute mit einer Betondeckplatte verschlossen.

### Wasserhäusl
Nachdem der Aichstetter-Brunnen nicht mehr genügend Wasser für die wachsende Gemeinde lieferte, wurde 1902 ein Brunnenschacht mit einem Durchmesser von 2,5 Metern und einer Tiefe von 42 Metern gegraben. Der Schacht ist mit Klinkern gemauert. Die Gemeinde legte den Brunnen 1930 still, die Wasserversorgung erfolgte sodann über einen Brunnen der Firma Leonard Moll AG, dem sog. Moll-Brunnen. Heute wird das Wasserhäusl bevorzugt als Ausstellungsort des Sauerlacher KünstlerKreises und des Künstlerkreises Feuervogel genutzt.

### Kriegerdenkmal an der Wolfratshauser Straße
Aus dem Ersten Weltkrieg kehrten 37 Sauerlacher nicht mehr zu ihren Familien zurück, eine noch größere Zahl wurden verwundet. Im alten Postgarten wurde daraufhin zum Gedächtnis an die Gefallenen ein Kriegerdenkmal errichtet und 1923 eingeweiht. Ganz Sauerlach nahm an den Feierlichkeiten teil, Prinz Alfons von Bayern ehrte durch seine Anwesenheit die Toten. Nachdem das Denkmal in der Folgezeit Straßenbaumaßnahmen weichen musste, stand es seit 1967 am Reißerweg östlich des Sportplatzes. Seit einigen Jahren hat es jedoch seinen festen Platz am alten Friedhof an der Wolfratshauser Straße gefunden und erinnert an die Gefallenen beider Weltkriege.

### Keltenschanze bei Gumpertsham
Die Keltenschanze liegt auf dem Gemeindegebiet zwischen den Gemeindeteilen Gumpertsham und Kleineichenhausen. Im Gegensatz zu den auf freiem Feld liegenden Viereckschanzen (z. B. im Lanzenhaarer Feld bei Deisenhofen) wurde diese später vom Wald überwachsen. Sie ist Teil einer Gruppe von 13 Schanzen im Gebiet östlich der Isar zwischen Oberhaching, Eichenhausen und Wolfratshausen. Es handelt sich hierbei um einen rechteckigen Kultbezirk von 100 Meter Länge und 85 Meter Breite in einem leicht nach Nordosten geneigten Gelände, umgrenzt von einem steil geböschten, vier Meter hohen Wall und umlaufenden Spitzgräben. Der Eingang zur spätkeltischen Schanze liegt in der Mitte der Ostseite.

### Marktplatzbrunnen
Im Jahr 2006 wurde der Brunnen auf dem Sauerlacher Marktplatz mit der Figurengruppe Familie auf der Brunnensäule fertiggestellt. Der Grünwalder Künstler Ivo Krizan schuf das Kunstwerk. Im Sockel sind die Namen der zwölf Gemeindeteile der Gemeinde Sauerlach eingemeißelt.

## Natur
Sauerlach zählt zu den waldreichen Gemeinden der Region München. 2617 Hektar, das entspricht 54 Prozent der Gemeindefläche, sind von Wald bedeckt. In Privatbesitz befinden sich knapp 92 Prozent der Waldfläche; der Rest entfällt auf Staats- und Körperschaftswald. Die Waldflächen im Gemeindegebiet Sauerlach umfassen heute im Wesentlichen Fichten-Monokulturen.

### Erholung
Viele Spazier- und Radwege laden zur Erholung in der Natur ein. Der Großteil der Spazierwege führt in die Wälder der nächsten Umgebung.

### Via Bavarica Tyrolensis
Durch Sauerlach verläuft die Via Bavarica Tyrolensis, ein etwa 225 Kilometer langer Wander- und Radwanderweg von München nach Tirol. Der Anspruch dieser Radtour wird vom Deutschen Alpenverein als leicht bis mittel beschrieben.

### Hirschbrunnen und Ziegelweiher
Im Deisenhofener Forst liegt unmittelbar neben einem Forstweg der sog. Hirschbrunnen, eine natürliche Lache aus der Letzten Kaltzeit. Der Name deutet darauf hin, dass es in den Wäldern rund um Sauerlach neben Schwarz- auch reichlich Rotwild gab.
Westlich des Gemeindeteils Arget, am Rande des Deisenhofener Forsts, liegt der künstlich angelegte Ziegelweiher. Er entstand durch die Lehmgewinnung für Ziegel beim Bau der Pfarrkirche St. Michael Anfang des 16. Jahrhunderts.

### Biotop am Sportplatz Arget
Innerhalb des Feuchtbiotops am Sportplatz Arget befindet sich ein relativ seichter Weiher, dessen Nord- und Ostufer mit dem Aushubmaterial zu einem Wall ausgebildet wurde. Dieser Wall ist mit standortheimischen Gehölzen bepflanzt und mit nährstoffliebenden Pflanzen bewachsen. An der Süd- und Westseite sind zahlreiche sehr flache Buchten angelegt, an dielandwärts auf über 500 Quadratmetern ein zerfurchtes Gelände mit vielen wassergefüllten Fahrspuren anschließt, die sich gut als Laichhabitate für die Gelbbauchunke eignen. Nordwestlich des Weihers dient ein Haufen abgelagerter Totholzstämme als Lebensraum für die in der Region stark gefährdete Kreuzotter. Im Südwesten des Biotops wurde ein überdachter Beobachtungsplatz (Argeter Fernsehturm) mit Informationstafel errichtet.

### Naturdenkmal Linde gegenüber der Alten Post

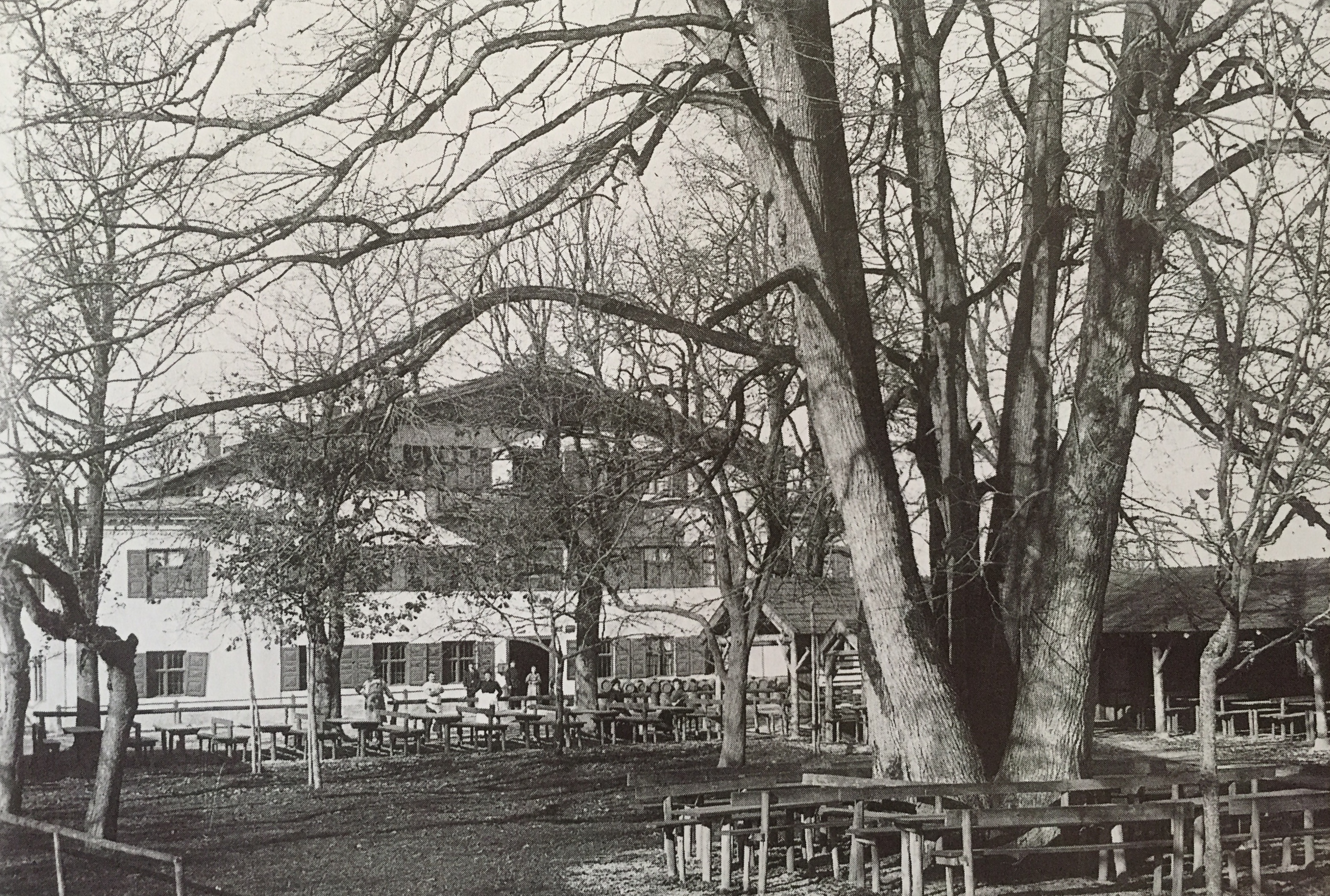
Der Biergarten des Gasthofs zur Post im Jahre 1930. Die alte Linde steht noch heute vor dem Edeka (früher: Tengelmann).

Die siebenstämmige Sommerlinde (Tilia platyphyllos) gegenüber der Alten Post ist als Naturdenkmal eingestuft. Der Baum ist 180 bis 200 Jahre alt und gilt als ein Musterbeispiel für Mehrstämmigkeit. Ihr Durchmesser beträgt etwa 10,5 Meter. Er steht im ehemaligen Biergarten des Gasthauses.

### Friedenslinde und Friedenseiche
Die über 20 Meter hohe Sommerlinde in der Schmiedstraße wurde nach Beendigung des Deutsch-Französischen Krieges 1870/71 gepflanzt. Am ehemaligen Argeter Schulhaus steht die sogenannte Friedenseiche. Sie wurde am 1. Juli 1871 im Rahmen einer feierlichen Zeremonie in Erinnerung an den Friedensschluss zwischen Deutschland und Frankreich von der damaligen Schuljugend unter Lehrer Georg Winsauer gesetzt.

## Wirtschaft und Energie

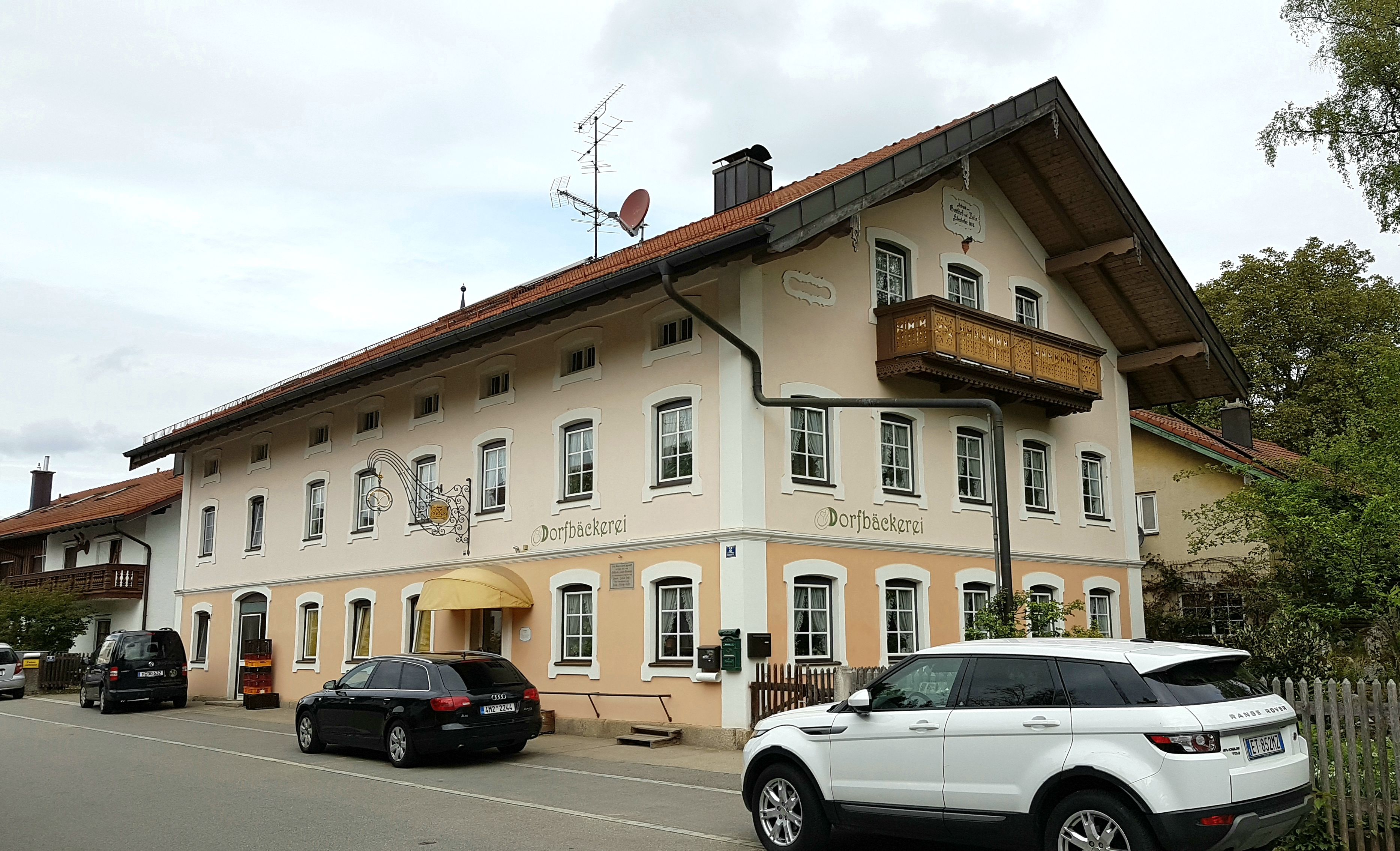
Die Dorfbäckerei Sauerlach, erbaut von Gottfried Edenhofer und Roman Reiser um 1890, renoviert 2003.

Der Gewerbesteuerhebesatz der Gemeinde Sauerlach beträgt aktuell 295 Prozent und ist damit diesbezüglich deutlich attraktiver als das bayerische München (Gewerbesteuerhebesatz 490 Prozent). Im Jahr 2017 erzielte Sauerlach Gewerbesteuereinnahmen in Höhe von 3,7 Millionen Euro.

### Ansässige Unternehmen

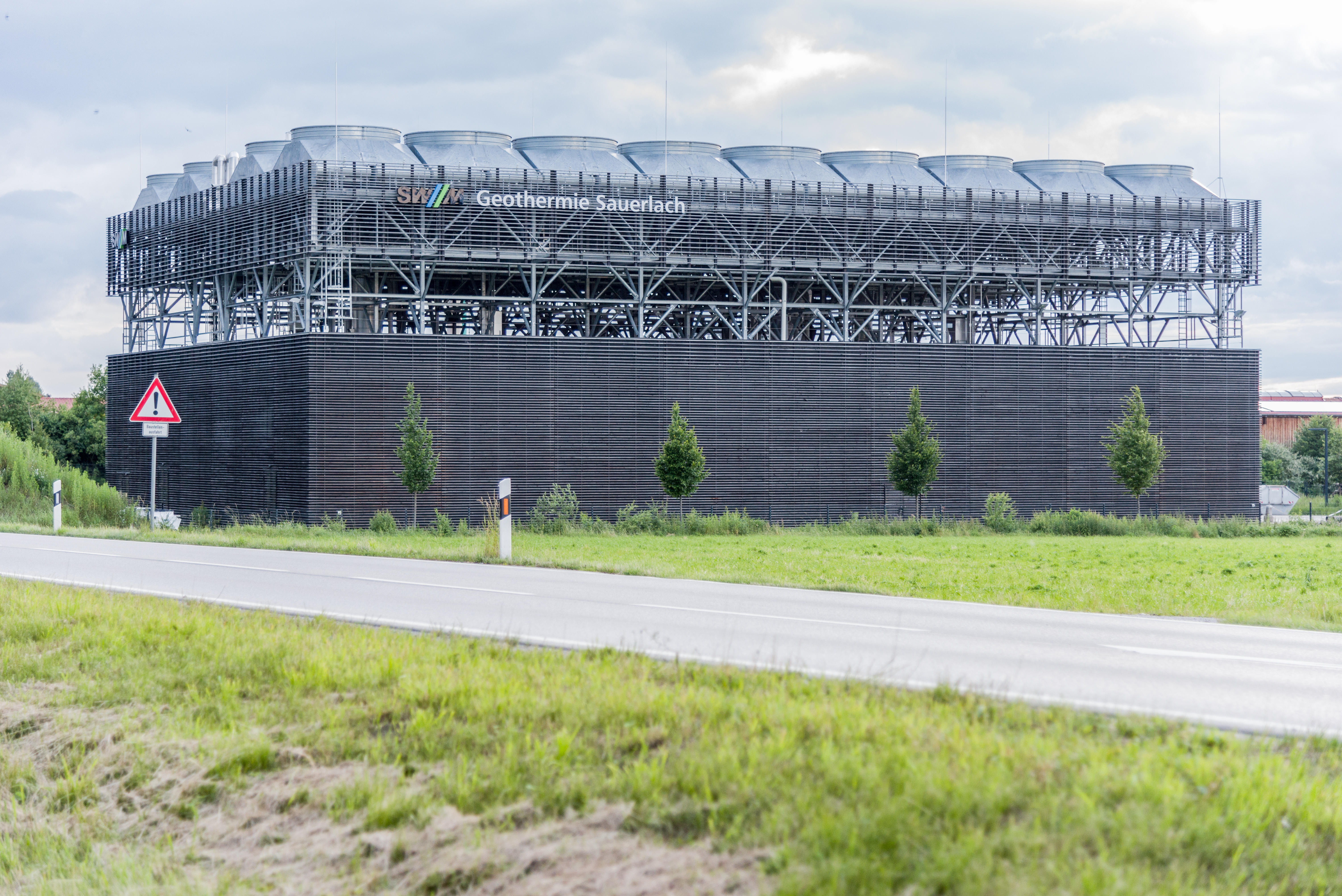
Geothermie-Heizkraftwerk der Stadtwerke München

Zahlreiche Geschäfte des Einzelhandels bieten alles für den täglichen Bedarf. Jeden Donnerstag findet auf dem Bahnhofsplatz ein Wochenmarkt statt.
Das Gewerbegebiet der Gemeinde Sauerlach liegt knapp zwei Kilometer von der Bundesautobahn 8 entfernt. Hier haben sich Produzenten und Dienstleister aller Art angesiedelt. So ist Sauerlach seit 2006 Sitz der durch ihre Onlinewörterbücher international bekannten LEO GmbH. Die Kaffeerösterei Burkhof hat ihren Firmensitz ebenfalls in Sauerlach. Seit 1970 unterhält außerdem die SPINNER Werkzeugmaschinenfabrik GmbH ein Werk in Sauerlach, das 2008 durch zusätzliche Montagehallen erweitert wurde.

### Biomasseheizkraftwerk
Seit April 2004 betreibt die Gemeinde Sauerlach über die Zukunfts-Energie-Sauerlach GmbH ein Biomasseheizkraftwerk. Das Besondere an dem Kraftwerk in Sauerlach ist, dass die Anlage wärmegeführt ist, also weder Wärme noch Strom vernichtet wird. Es wird nur die Energie erzeugt, die momentan im Wärme- und Stromnetz abgenommen werden kann. Die Verluste liegen deshalb bei unter fünf Prozent. In den meisten anderen Kraftwerken muss oft bis zu zwei Drittel der erzeugten Energie wieder vernichtet werden. In Sauerlach wurde ein Biomassekessel mit ORC-Anlage zur Stromgewinnung gekoppelt, diese Anlage mit 480 Kilowatt elektrischer Leistung mittels Kraft-Wärme-Kopplung erzeugt zusätzlich etwa 2400 Megawattstunden Strom pro Jahr.

### Geothermie-Heizkraftwerk
In Sauerlach hat Anfang 2014 das von Grontmij N.V. geplante Geothermie-Heizkraftwerk der Stadtwerke München seinen Betrieb aufgenommen. Die hohe Temperatur des Thermalwassers in Sauerlach ermöglicht zusätzlich zur Lieferung von Heizwärme auch die Erzeugung von elektrischem Strom. Erstmals nutzen die SWM in Sauerlach das heiße Thermalwasser nicht nur zu Heizzwecken, wie in ihrer Anlage in Riem, sondern erzeugen daraus auch umweltfreundlichen Strom für rund 16.000 Haushalte. Damit können sie jährlich den Ausstoß von rund 35.000 Tonnen Kohlendioxid vermeiden.
Die Bohrarbeiten für die Anlage begannen im Oktober 2007. In den ursprünglichen Planungen der Stadtwerke München waren erstmals in Deutschland vier Bohrungen vorgesehen, es wurden aber nur drei Bohrungen verwirklicht. Mit einer Bohrlochlänge von 5567 Metern wurde der Tiefenrekord in Deutschland erreicht und zählt zu den fortschrittlichsten Kraftwerken Deutschlands. Das geförderte Wasser ist mit einer Temperatur von über 143 Grad Celsius deutlich heißer als bei sämtlichen bisherigen Geothermieprojekten in Bayern und neben der Wärmegewinnung auch zur Stromerzeugung geeignet. Das Geothermie-Heizkraftwerk liefert eine elektrische Leistung von 5,1 Megawatt und einer maximalen Wärmeauskopplung von 4 Megawatt. Das Regelarbeitsvermögen liegt bei 40 Millionen Kilowattstunden. Die SWM rechnen mit einer Nutzungsdauer des Heizkraftwerks von mindestens 30 Jahren.

## Infrastruktur

### Polizei
Für die Gemeinde Sauerlach ist die Polizeiinspektion München 31 in Unterhaching zuständig.

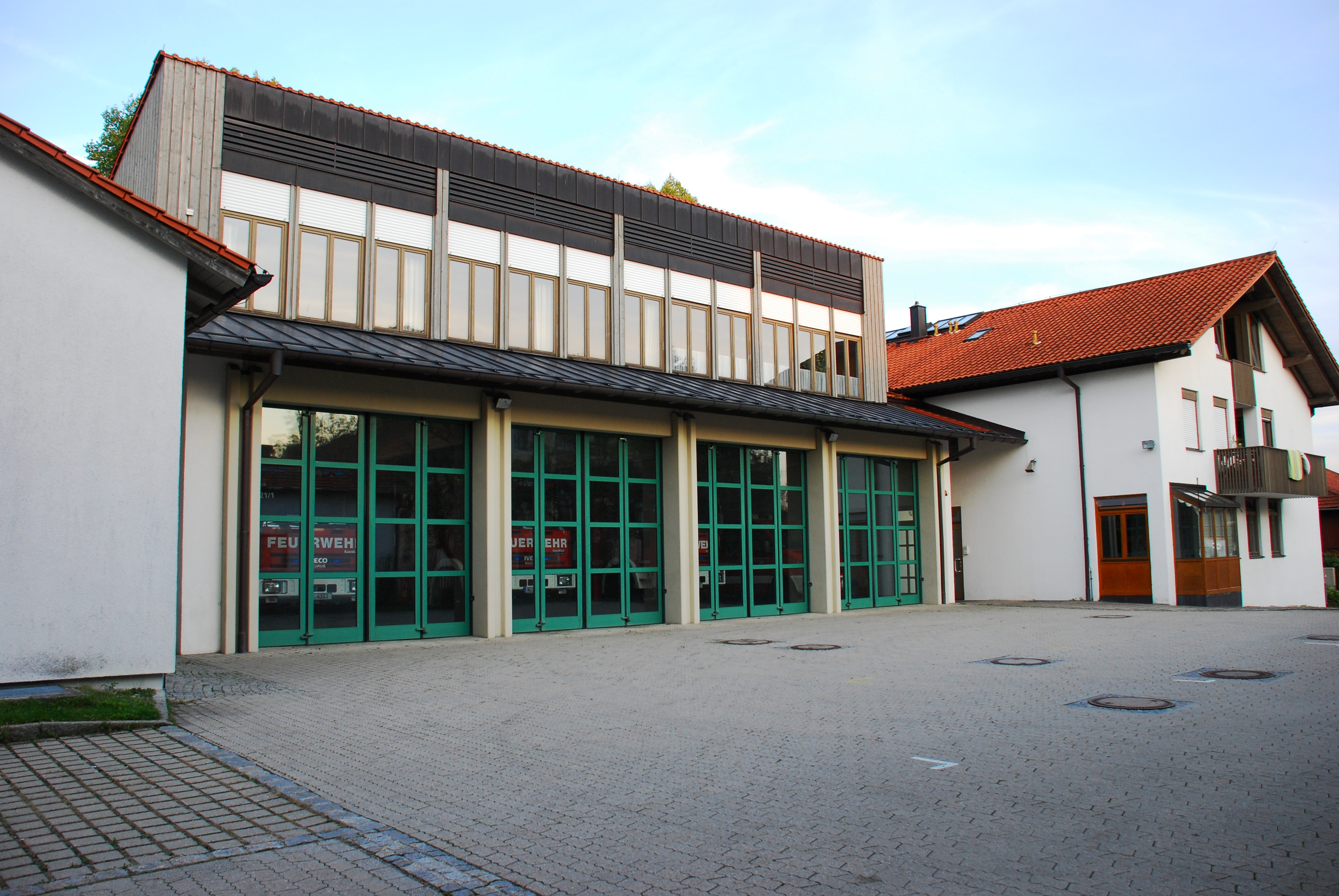
Feuerwehrhaus der Freiwilligen Feuerwehr Sauerlach

### Feuerwehr und Bayerisches Rotes Kreuz
Die Gemeinde Sauerlach verfügt über drei eigenständige, ehrenamtliche Feuerwehren: Die Freiwillige Feuerwehr Sauerlach, die Freiwillige Feuerwehr Arget und die Freiwillige Feuerwehr Altkirchen.
Des Weiteren gibt es seit 1958 in Sauerlach eine Rettungswache des Bayerischen Roten Kreuzes.

### Pflegeeinrichtungen
Die Arbeiterwohlfahrt betreibt seit 2004 eine stationäre Pflegeeinrichtung in Sauerlach.

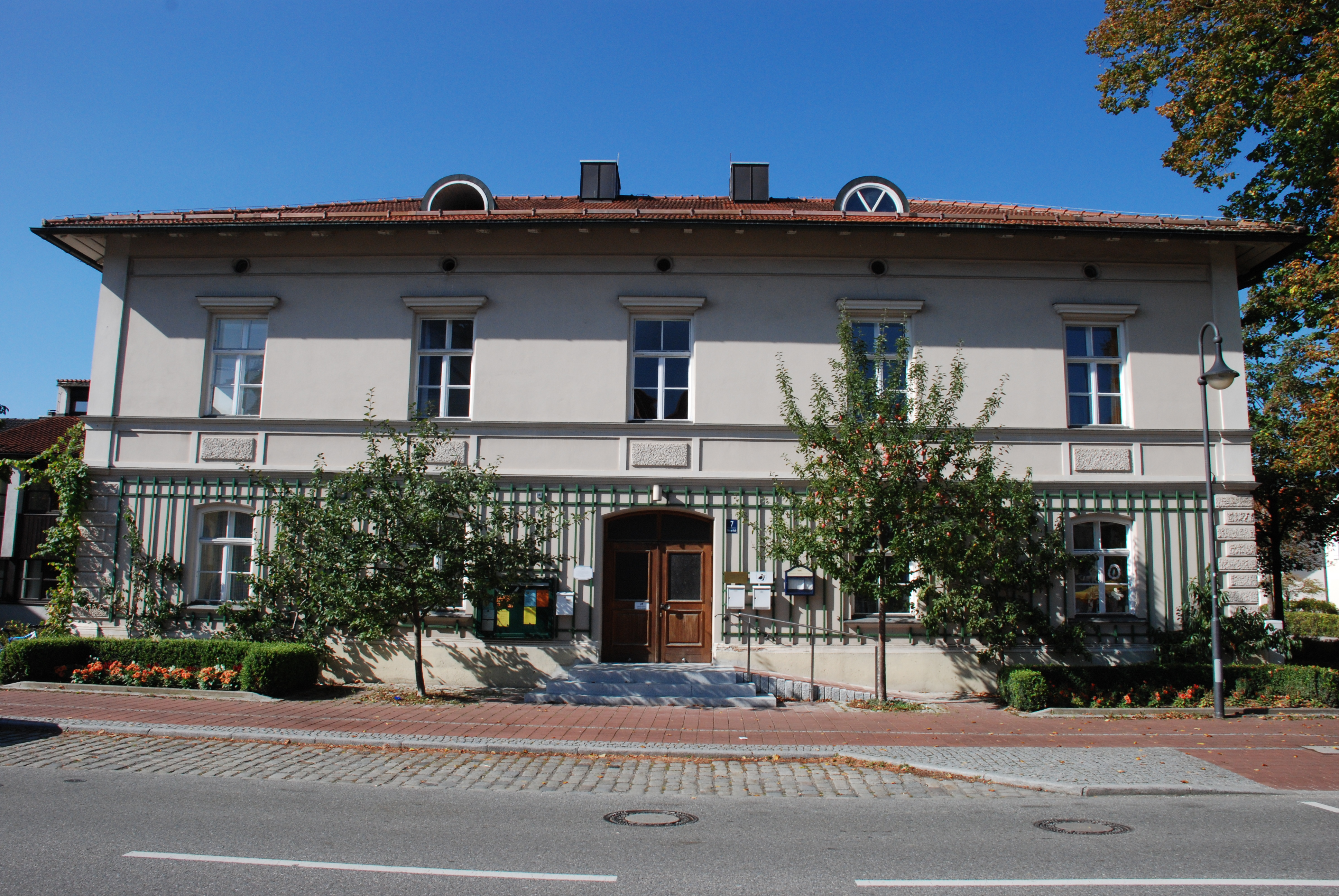
Das Alte Rathaus an der Münchner Straße 7, Wohnort des Malers Maximilian Seitz.

### Bildungseinrichtungen und Kultur
Im gesamten Gemeindegebiet stehen sieben Einrichtungen für die Kinderbetreuung zur Verfügung. Mit der Friedrich-von-Aychsteter-Grundschule verfügt Sauerlach über eine Grundschule mit Ganztagsklassen. Die Mittelschule befindet sich in der Nachbargemeinde Oberhaching. Die Gemeinde Sauerlach ist Mitglied im Zweckverband Gymnasium Oberhaching. Das Vorhaben  bis 2026 in Sauerlach ein Gymnasium für etwa 900 Schüler zu bauen werden, wurde im September 2024 abgebrochen.
Seit 1979 gibt es in enger Kooperation mit dem Sankt Michaelsbund eine Gemeindebücherei mit umfangreichem Kinderprogramm. Vor Ort bietet zudem die Musikschule Sauerlach-Brunnthal e. V. individuellen Instrumentalunterricht sowie Ausbildung in Grund- und Ensemblefächern. Ein vielseitiges Kursangebot findet sich darüber hinaus auch bei der Volkshochschule Sauerlach e. V. Außerdem zeugen zahlreiche weitere Vereine von einem lebhaften Miteinander.

### Feste und Märkte
In der Gemeinde finden zudem zahlreiche regelmäßige Veranstaltungen statt, u. a.:
- Schneemaßparty, am 5. Januar
- Drei-König-Umritt, am 6. Januar in Arget
- Frühlingstage (Dult), kurz vor Ostern mit Markt
- Museumsfest im Heimatmuseum Arget, Mitte Juni
- Johannifeuer im Pfarrgarten Arget, Mitte/Ende Juni
- Weiherfest Sauerlach, Ende Juni/Anfang Juli
- St.-Anna-Fest in Staucharting, am 26. Juli
- Argeter Seefest, Ende Juli/Anfang August
- Altkirchener Dorffest, am letzten Wochenende im August
- Kartoffelsonntag im Heimatmuseum Arget, Mitte Oktober
- Martinimarkt, Mitte November
- Nikolausdult, am Wochenende vor dem ersten Advent
- Argeter Dorfweihnacht, alle zwei Jahre am ersten Adventswochenende

### Sport
Der erste Turn- und Übungsplatz der Gemeinde Sauerlach befand sich im südlichen Teil des heutigen Marktplatzes (ehemals Kiosk Rohbogner). Im September 1915 schloss die Gemeinde mit der Eisenbahndirektion München der Bayerischen Staatseisenbahnen einen Pachtvertrag über eine 1060 Quadratmeter große Fläche ab. Erlaubt wurde die Aufstellung der erforderlichen Turngeräte, die den jungen Männern zur Körperertüchtigung für vaterländische Zwecke dienten. Mittlerweile verfügt die Gemeinde über zwei Sportplätze: In Sauerlach hinter der Grundschule sowie in Arget im Flurgebiet Vogelried am Otterfinger Weg.
Demnach sind heute in Sauerlach auch zahlreiche Sportvereine ansässig, u. a. der Förderverein Leichtathletik Sauerlach e. V., der TC Sauerlach e. V., die Sauerlacher Bogenschützen e. V., der Sportverein Arget e. V. und der TSV Sauerlach, ein Mehrspartenverein, der die Sportarten Handball, Frisbee, Fußball, Gesundheitssport, Gymnastik, Ju-Jutsu, Volleyball und Wintersport anbietet.

## Persönlichkeiten

### Söhne und Töchter der Gemeinde
- Balthasar Mang (* 1720; † 1803), oberbayerischer Kirchenmaler des Rokoko[194]
- Joseph Lidl (* 19. Dezember 1788; † 17. November 1856), bayerischer Gutsbesitzer, königlicher Posthalter und Politiker
- Ludwig Wagner (* 30. Januar 1889; 5. Mai 1980), deutscher Erzieher und Heimatforscher
- Florian Bosch (* 13. Oktober 1900; † 14. September 1972), bayerischer Landschafts- und Bildnismaler[195]; gilt als Vertreter der Neuen Sachlichkeit.[196]
- Günther J. Schmidt (* 28. Juli 1918; † 16. Dezember 2009), deutscher Unternehmer, langjähriger Alleineigentümer und Vorstandsvorsitzender der TOGAL-Werk AG

### Weitere Persönlichkeiten mit Bezug zur Gemeinde
- Udalschalk I. (* um 1050; † 20. November 1115), Graf von Lurn im Lurngau (Oberkärnten), besaß zumindest bis 1068 Grund in Sauerlach.[197]
- Friedrich Aichstetter (* unbekannt; † 5. Mai 1463), Geheimschreiber von Herzog Willhelm III. und bedeutender Wohltäter Sauerlachs[198]
- Max Hofmann (* 27. Juli 1861; † 21. Mai 1931), bayerischer Heimatdichter, wuchs u. a. in Sauerlach auf.
- Franz Hesselberger (* 12. März 1876; † 15. Juli 1935), deutscher Industrieller, Kommerzienrat und Mäzen, pachtete ab 1901 den Glasbauernhof und lebte dort ab 1931 bis zu seinem Tod.
- Hans Seidl, (* 24. Mai 1907; † 26. Dezember 1973), deutscher Komponist, Musiker und Volksliedsammler, lebte in Sauerlach.
- Rolf Engel (* 10. August 1912; † 23. November 1993), deutscher Raumfahrtpionier und Mitarbeiter des SD, lebte in Sauerlach.[199]
- Georg Franz-Willing (* 11. März 1915; † September 2008), deutscher Historiker, lebte zeitweise in Sauerlach.[200]
- Karl Heinz Lemmrich (* 28. September 1926; † 24. April 2018), deutscher Ingenieur und Politiker (CSU), lebte in Sauerlach.
- Willibald Glas (* 17. September 1927; † 11. April 2022), katholischer Theologe und Kirchenkritiker, war von 1974 bis zur Suspendierung 1992 Pfarrer von St. Michael in Arget, lebte in Sauerlach.[201]
- Maximilian Seitz (* 19. Juli 1937; † 15. Januar 2021), deutscher Maler und Grafiker, lebte seit seiner Kindheit im Alten Rathaus in Sauerlach.
- Georg Thoma (* 16. November 1937), deutscher Filmtechniker, Erfinder und Elektronikingenieur, lebt in Sauerlach.
- Walter Wakenhut (* 17. September 1942), katholischer Militärseelsorger, war von 1997 bis 2003 Pfarrer von St. Michael in Arget und lebt ebenda.[202]
- Eduard „Eddy“ Hau (* 19. März 1952), mehrmaliger Europa- und Weltmeister im Enduro- und Motocross, lebt in Lochhofen.[203]
- Ulrich Johannes Beil (* 24. Juni 1957), deutscher Lyriker, Essayist und Literaturwissenschaftler, lebte in Sauerlach.[204]
- Ursula Gresser (* 5. Oktober 1957), deutsche Internistin, Rheumatologin und Politikerin (FDP)[205]
- Christine Bortenlänger (* 17. November 1966), deutsche Managerin, ist in Sauerlach aufgewachsen.[206]
- Cordula Nussbaum (* 6. August 1969), deutsche Autorin, Rednerin und Bloggerin, lebt in Sauerlach.[207][208]
- Anton Hofreiter (* 2. Februar 1970), deutscher Politiker (Bündnis 90/Die Grünen), aufgewachsen in Sauerlach und Gemeinderatsmitglied von 2002–2005[209]
- Michael Hofreiter (* 1973), deutscher Evolutionsbiologe, ist in Sauerlach aufgewachsen.